# 北京の歴史
北京の歴史（ペキンのれきし）では、中華人民共和国の首都・北京市の歴史について説明する。
北京には、3,000年以上さかのぼる悠久の歴史があるといわれる。紀元前221年の始皇帝による中国の統一以前、北京は数世紀にわたって古代国家薊と燕の首府であった。秦・漢の統一帝国時代にあっては、周辺地域の中心として栄えた。古代中国の北の境界は現在の北京市付近にあり、その北の遊牧民たちは境界を越えて頻繁に侵入した。そのため、後世北京と称される地域は、軍事的・政治的要地として重視された。帝国統治の最初の千年、北京は華北の地方都市であった。
しかし、10世紀から13世紀にかけて、遊牧民の契丹（キタン）族と森林地帯に住む女真（ジュシェン）族が相次いで万里の長城を越えて南方に進出し、北京の地は遼王朝および金王朝の副都、そして金王朝の首都として栄えた。モンゴル民族のクビライが大都を元王朝の首都とした13世紀後葉、中国全土が初めて北京の政権によって支配された。
1279年以降、1368年から1420年までの間と、1928年から1949年までの間の2時期を除いて、北京は中国の首都であり続けた。漢民族が主導した明王朝（1421年 - 1644年）、満洲民族が主導した清王朝（1644年 - 1912年）にあっても皇帝権力の中枢はここに置かれた。初期の中華民国（1912年 - 1928年）、そして中華人民共和国 (1949年以降）では首都が置かれ、現在に至っている。

## 名称の変遷
周の時代、燕国の首都がおかれた春秋戦国時代には「薊（けい）」、秦の時代には薊とともに「広陽（こうよう）」の名称も用いられ、前漢では「広陽郡」(一時中断するも後漢時代に復活)、「燕国」「広陽国」「上谷郡（じょうこくぐん）」などの名称が用いられた。そこから魏晋南北朝時代までは「燕国（えんこく）」「燕郡」が用いられ、隋では「涿郡（たくぐん）」、唐朝時代は「幽州」「范陽郡」、五代十国時代では「幽州」であった。燕雲十六州が割譲されたのちは「幽都府」「南京」「燕京（えんけい）」「析津府」、金朝支配下では「中都」「燕京」「大興府」と呼ばれ、首都となった。元朝時代には大規模に拡張され、「大都」「大都路」といった。明朝では「北平府」「順天府」、首都となったのちは「北京（順天府）」といった。満洲民族によって建てられた清朝では引き続き「北京（順天府）」、中華民国では「京兆地方」「北平特別市」「北平市」、中華人民共和国では「北京」となった。

## 歴史

### 有史以前
1921年、スウェーデンの地質学者 ユハン・アンデショーンとオットー・ズダンスキーが周口店地区の竜骨山において人類のものと思われる歯の化石を発見した。1929年12月2日には、中国の考古学者裴文中が同じ場所で完全な頭蓋骨を発見した。その後、合計十数人分の化石人骨が発見され、後に「北京原人」と命名された。北京原人は、地質年代では新生代第三紀更新世中期に属する化石人類である。人骨は、原人タイプのホモ・エレクトスのものであることが判明しており、考古学的には前期旧石器時代に属し、発掘調査では彼らが使用したと思われる石器（打製石器）なども見つかっており、石器製造について具体的な方法を身につけ、火の使用がなされていた痕跡も認められている。当初は東アジアの諸民族の共通の祖先であるとの説が唱えられたこともあったが、現在では否定されている。北京原人の年代は71万年前から23万年前の範囲が想定されている。その後、竜骨山では、中期旧石器時代の新洞人（約10万年前）、後期旧石器時代の山頂洞人（約1万8000年前）などの化石人骨も発見された。いずれも石器を使用して狩猟をおこなっていたことが知られている。

関連画像
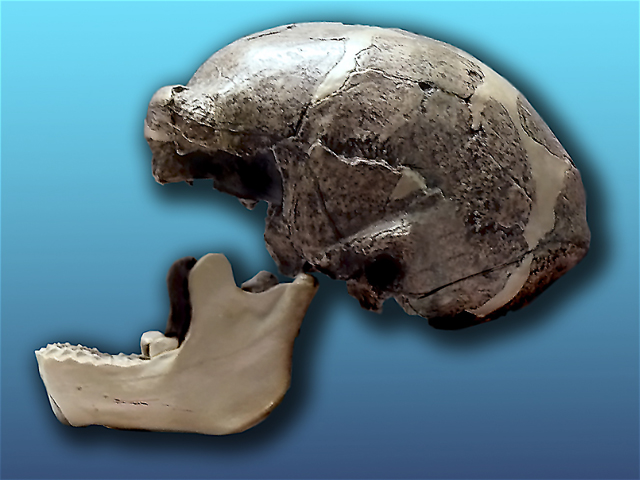
北京原人の頭骨
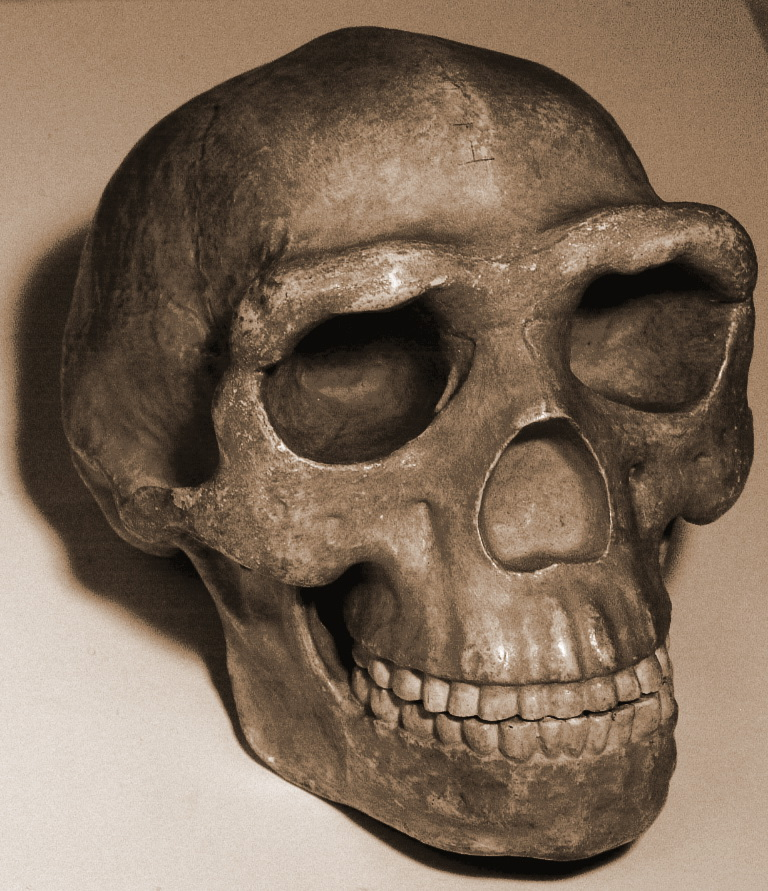
北京原人の頭骨復元模型
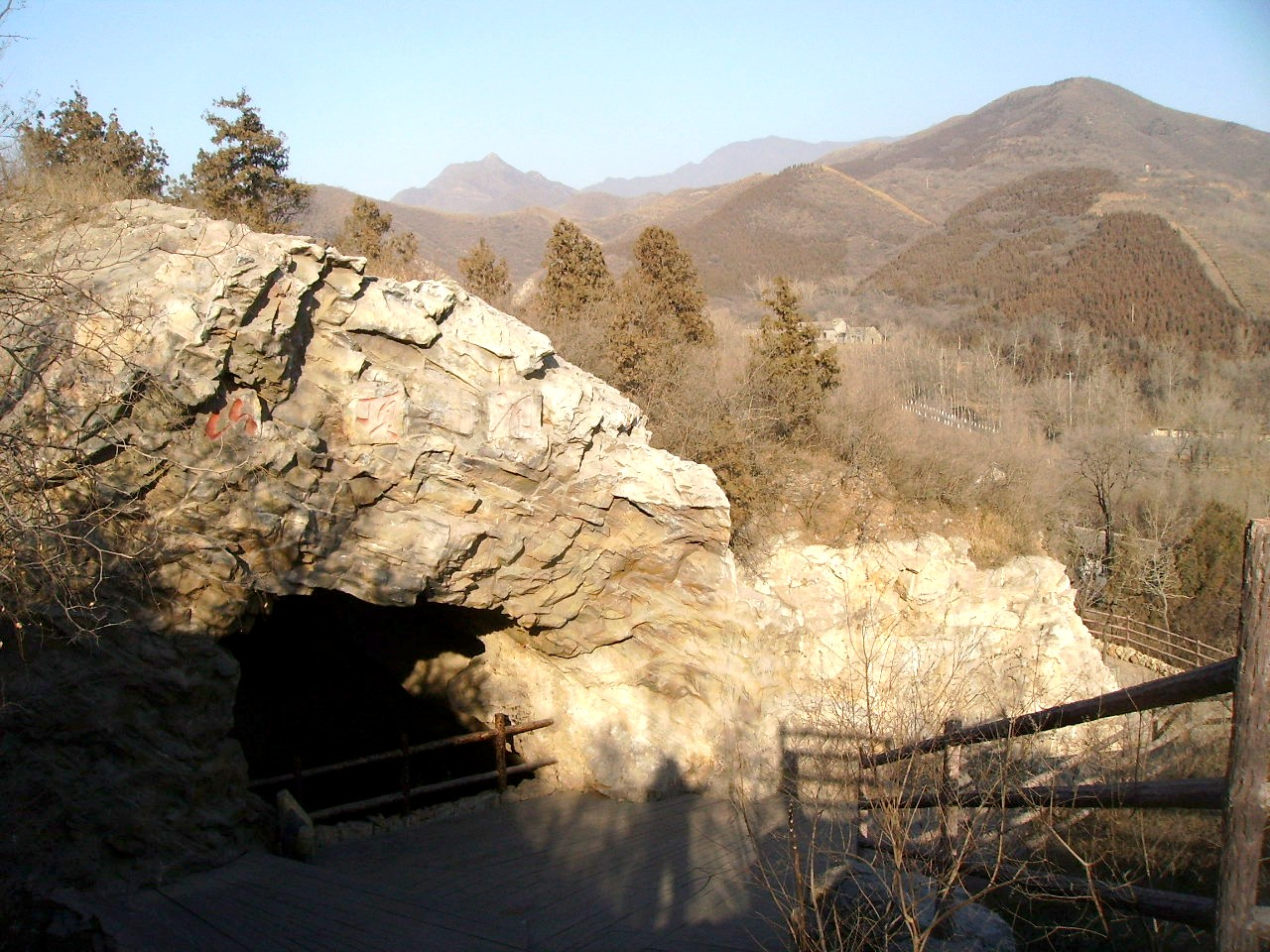
山頂洞人出土場所
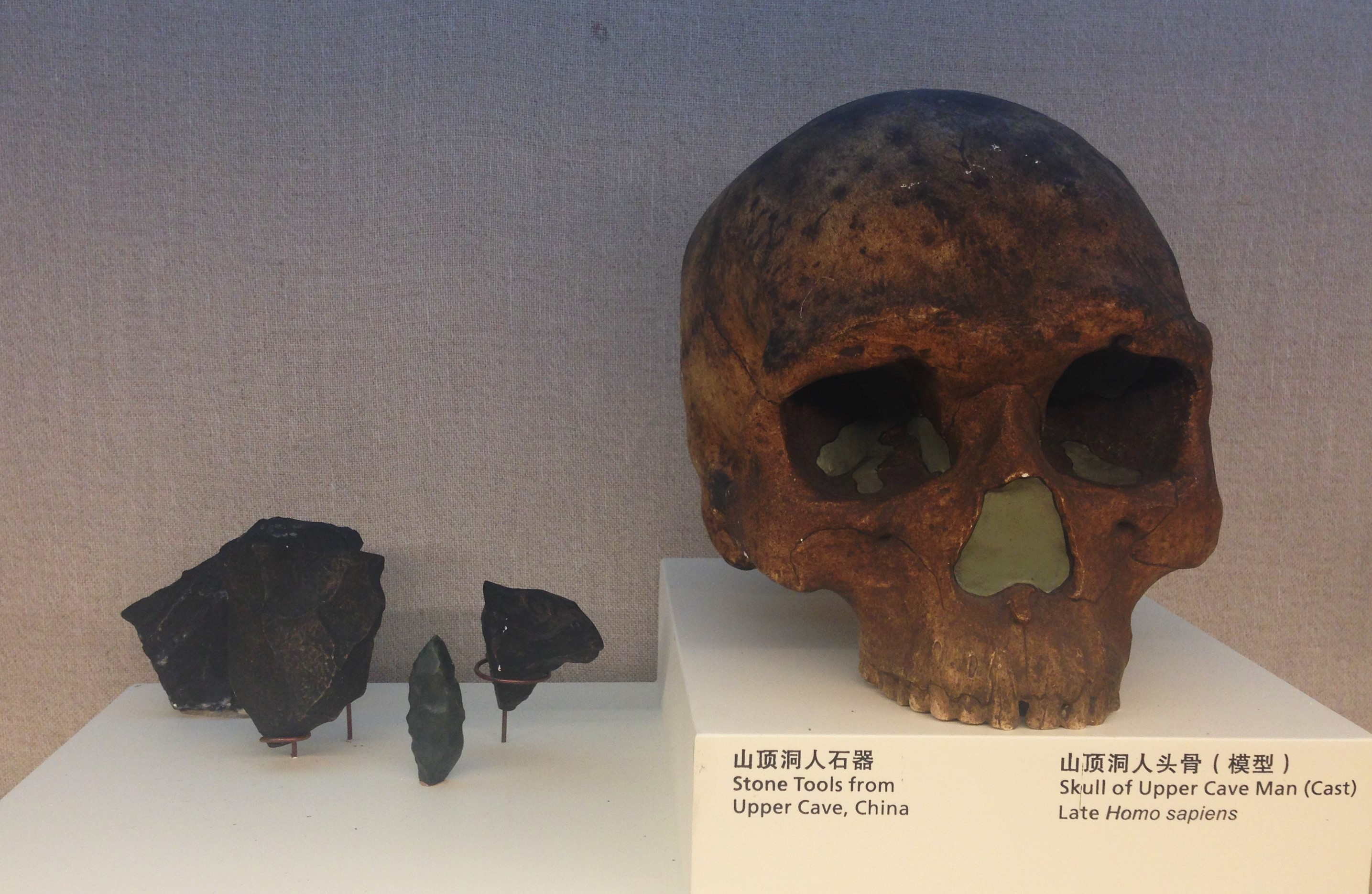
山頂洞人の頭骨と使用石器（模型）

### 周代から南北朝時代まで
紀元前11世紀に殷王朝を倒して中原を支配した周王朝は、伝説上の皇帝堯の末裔を薊（けい）に、殷討伐や周の建国に功績のあった重臣の召公奭を燕国に封じた。召公奭は太公望や周公旦と並ぶ周建国の功臣の一人で、周初の時期において最も長く活躍し、4代の周王に仕えた三公の一人（太保）である。のちに燕が薊を滅ぼすと、薊城（現在の北京市房山区）に都が置かれ、燕王の宮廷も築かれた。往古の北京一帯はアザミ（薊）の花が多かったので、薊城（アザミのまち）と呼ばれたともいわれている。
紀元前770年、犬戎の侵攻によって周は都を鎬京から東の洛邑に移し、中原は分裂状態に陥って春秋戦国時代に入った。燕はこのなかで領土を拡張し、後に「戦国の七雄」の一国と称されるまでに勢力を拡大した。春秋戦国時代の薊城は、人口も増え、商業や手工業が栄え、多彩な文化芸術も生まれて「天下の名都」の一つと称された。紀元前4世紀に即位した燕の昭王は、郭隗の進言を取り入れて優秀な人材を集め、楽毅等の名将を得て、斉の国土のほとんどを制圧するほどの強勢を誇った。しかし、子の恵王の代には、斉に占領地を次々と奪還されて衰退し、次第に勢力を失っていった。紀元前226年、太子丹は隣国の趙が秦王政（後の始皇帝）の軍勢により滅ぼされた事件に危機感をおぼえ、荊軻を刺客に放ったが暗殺は失敗し、怒った秦王が軍勢を差し向けて薊城を陥落させた。秦は紀元前222年、北方に落ち延びてい燕王喜をとらえて燕は滅亡、始皇帝によって天下統一がなされた。秦帝国の時代、始皇帝が開始した郡県制により、燕の地は「広陽郡」と名を改め、薊城に郡の役所が置かれた。北京一帯は、以前のような政治の中心地ではなくなったものの、秦朝は匈奴など北方の遊牧騎馬民族の勢力が増すと中原防衛の要として重視した。秦朝はまた、燕・趙が築いていた長城を修復し、それをつなげて「万里の長城」とし、匈奴との国境を定めたが、たび重なる土木事業と兵役は人民を酷使した。
漢の時代に入ると、全国は13州に分けられ、各州に巡察監督にあたる刺史が置かれた。現在の北京一帯はそのうちの幽州に属し、薊城に幽州刺史の役所が設けられた。漢の幽州、隋の涿郡、唐の幽州、いずれも辺境の軍事拠点という役割に変わりはなかった。漢王朝が滅亡し、三国時代、さらに魏晋南北朝時代に入ると、他の地域同様、兵家必争の地となった。なお、明代に成立した『三国志演義』では劉備・関羽・張飛のうち、劉備と張飛を「涿郡涿県」出身の人物としている。

関連画像
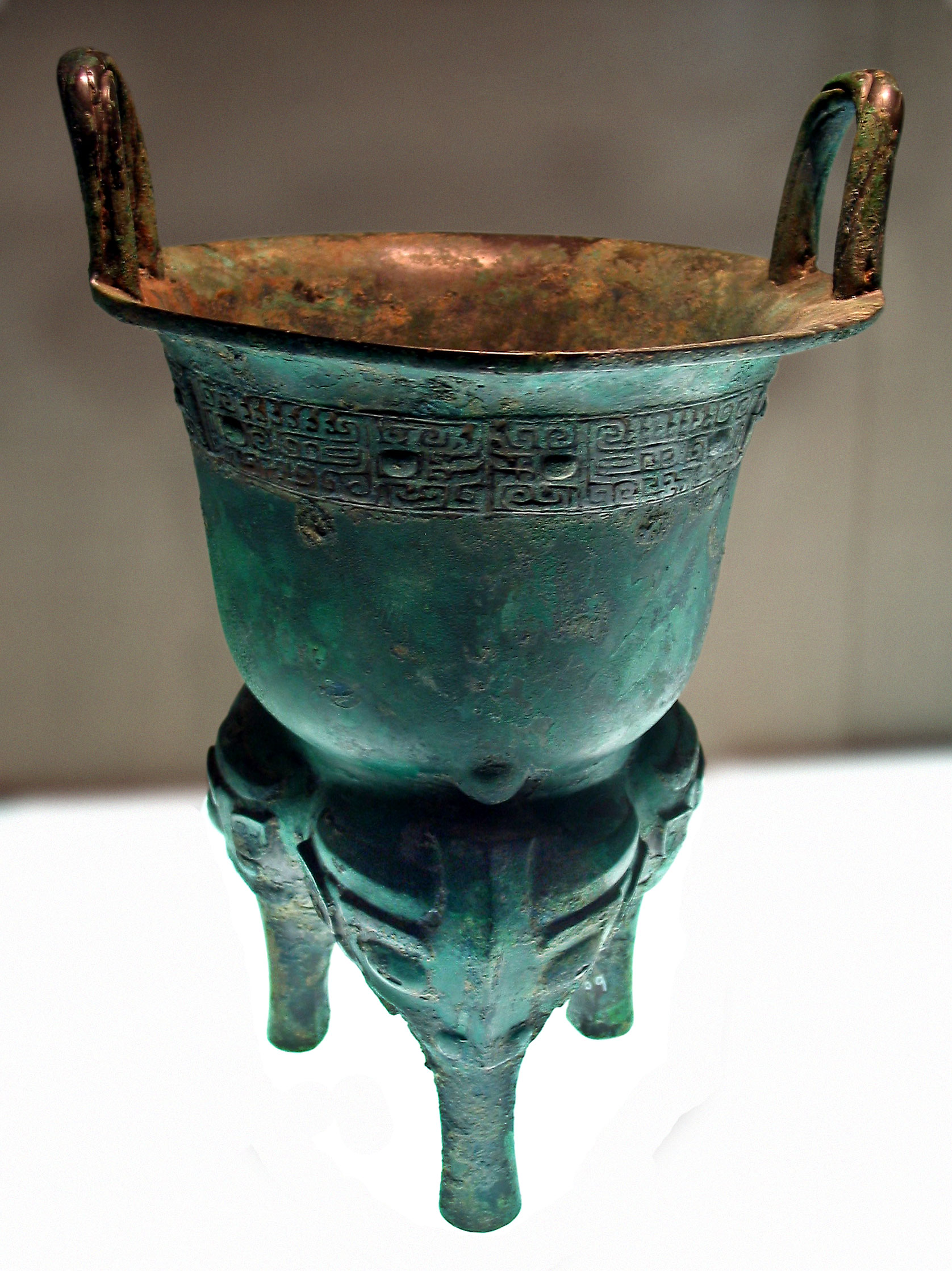
青銅器・甗（西周代、房山区琉璃河遺跡出土）
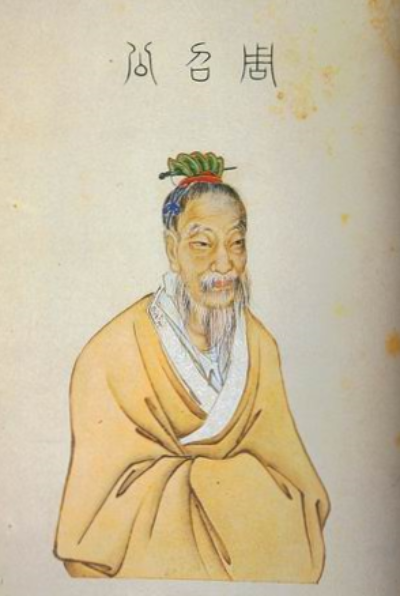
召公奭肖像
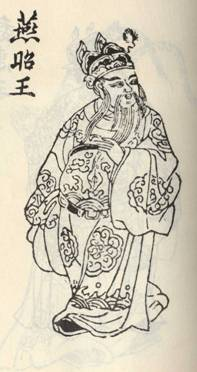
燕昭王肖像
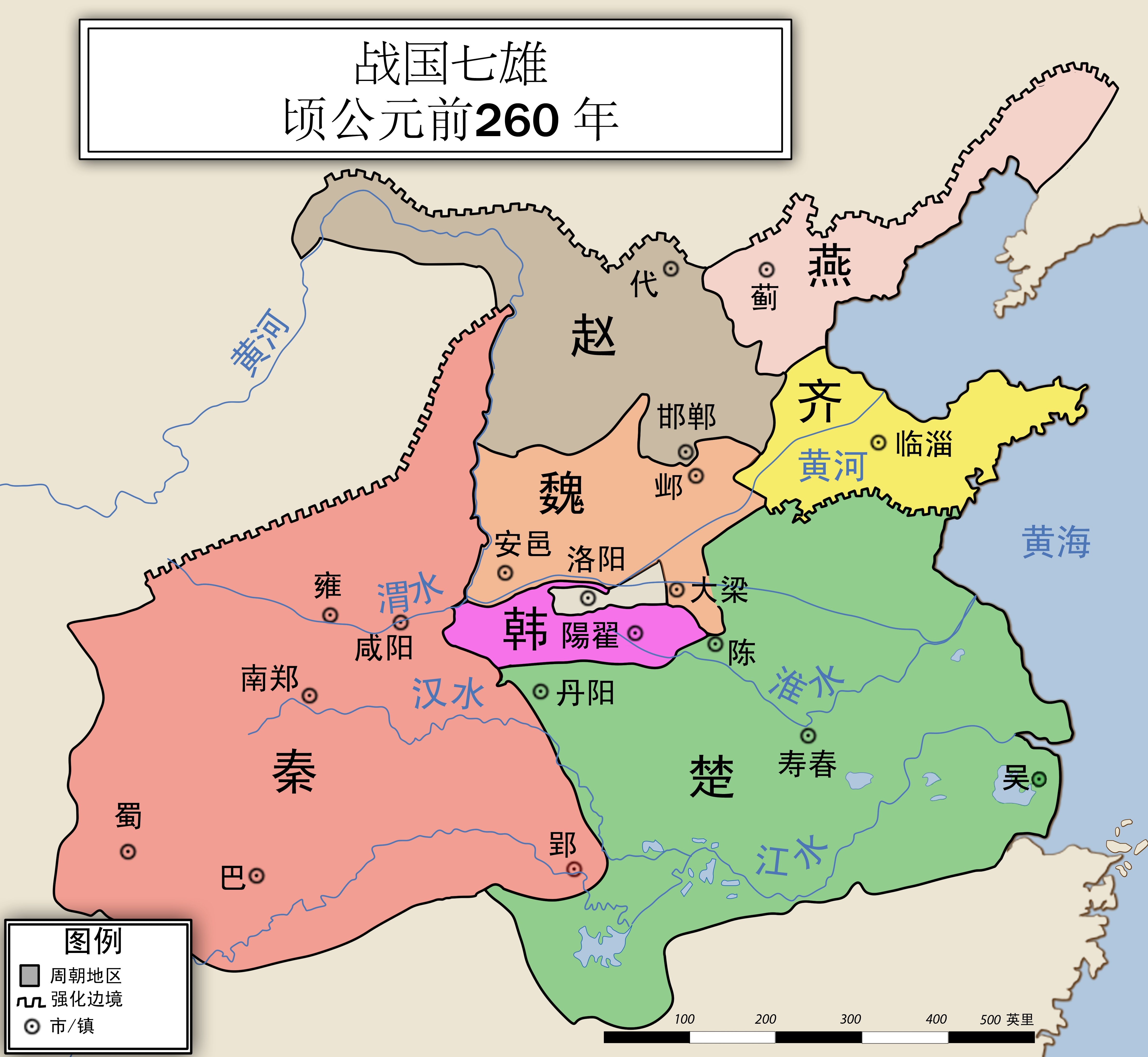
戦国の七雄（紀元前260年頃）
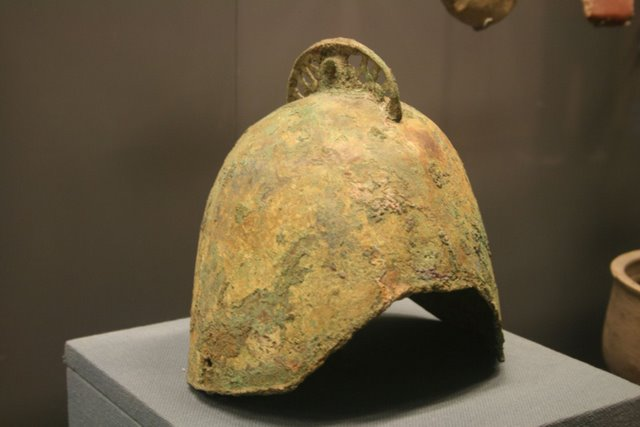
戦国期の燕の冑
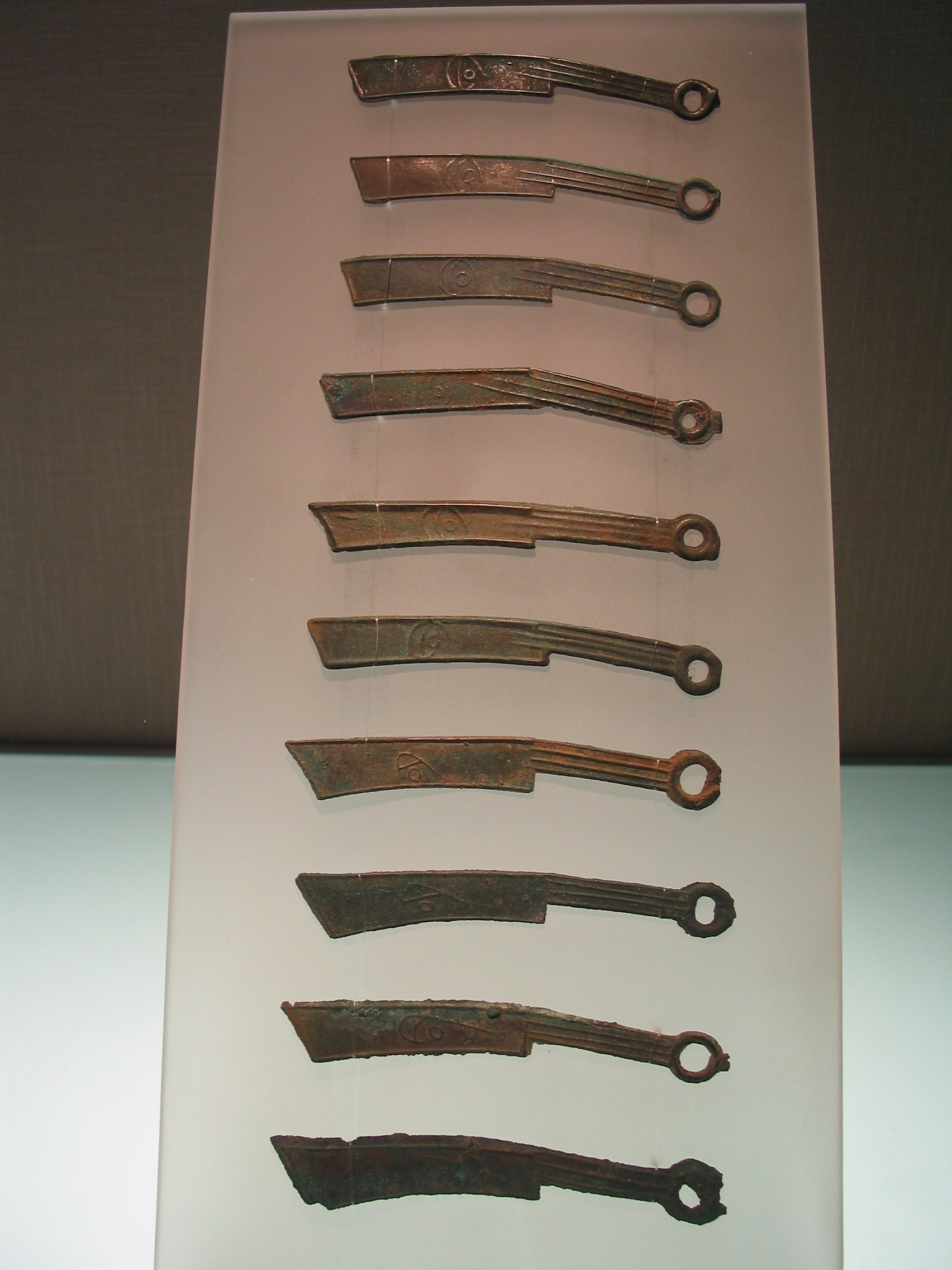
燕の明刀銭
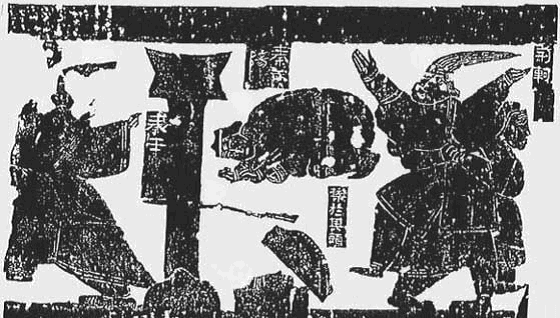
秦王政（左）を襲撃する荊軻（右）
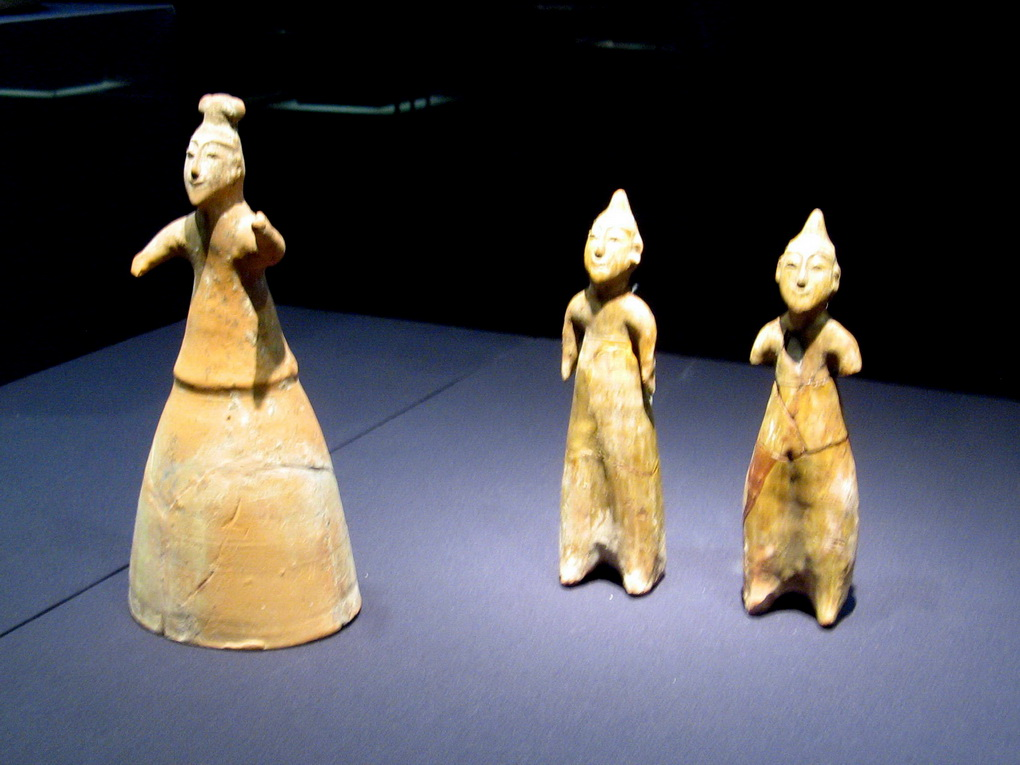
海淀区出土の三国・魏代の陶製人形
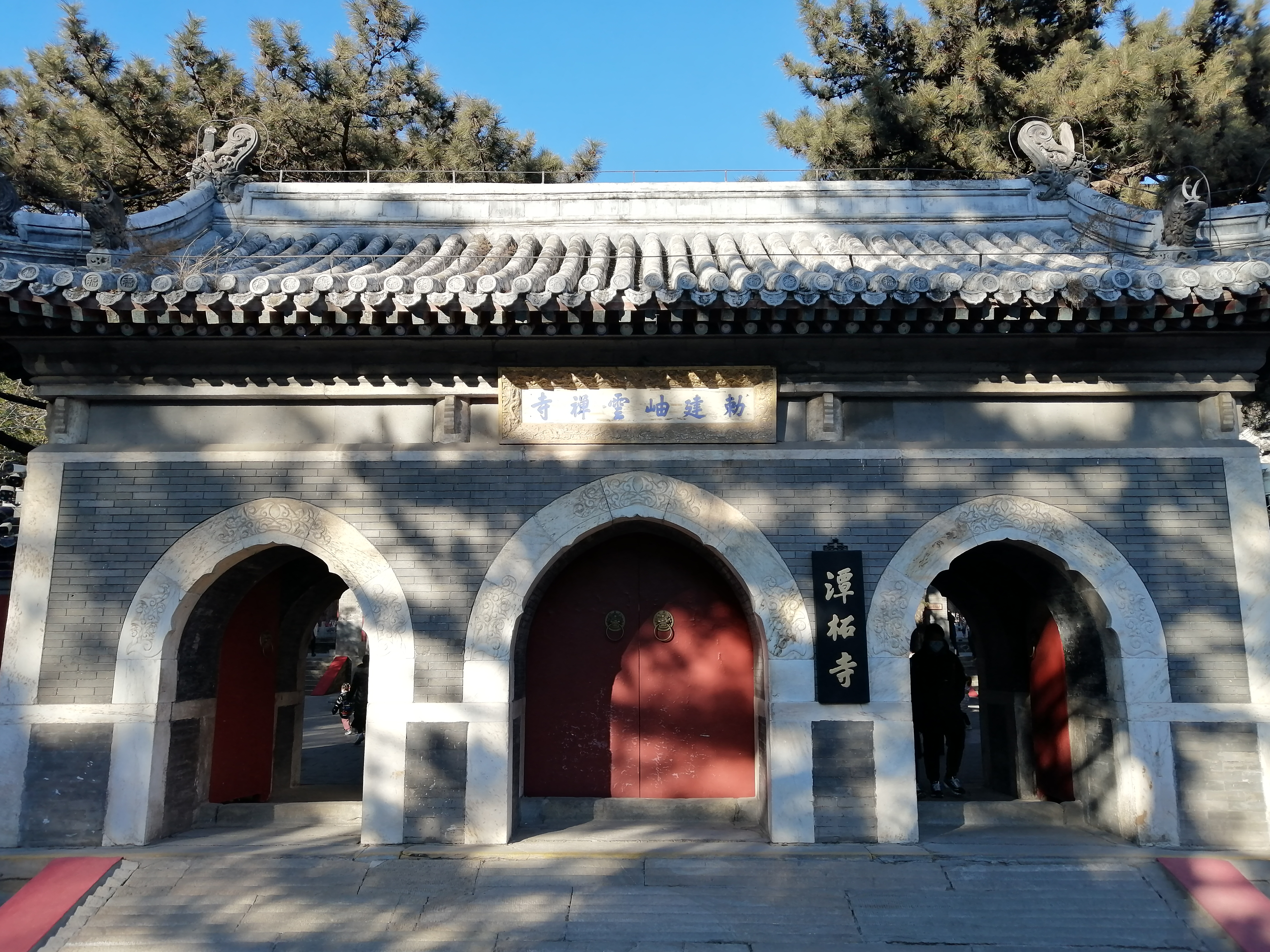
北京市最古の仏教寺院、潭柘寺（門頭溝区、西晋代）

### 隋・唐代

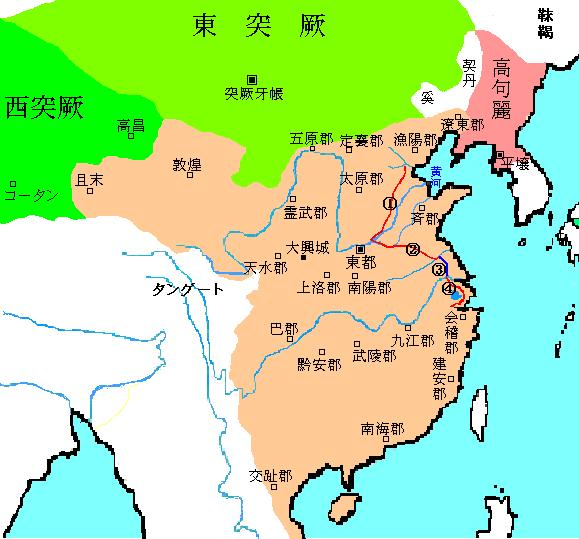
隋の大運河
----
①=永済渠　②=通済渠　③=山陽渠　④=江南河

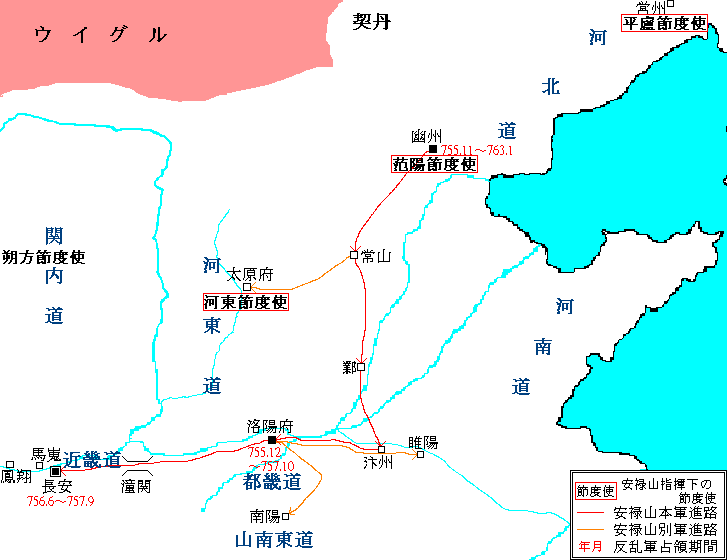
安史の乱関連地図

589年、隋の文帝（楊堅、在位:581年 - 604年）は南朝陳を滅ぼし、司馬氏の西晋滅亡以来、273年ぶりに中国を統一し、分裂の時代に終止符を打った。文帝とその子の煬帝（在位:604年 - 618年）は大土木工事を行って通済渠や永済渠を開削し、長江と黄河とを運河によって結んだ。煬帝は運河に沿って離宮を40か所あまり設けたという。煬帝はまた、この運河を利用して食糧を主とする南方の物産を涿郡に運搬し、さらに再統一なった中国全土より110万人と称される将兵を集めて総勢200万人と号する大軍を編成し、南満洲から北朝鮮にかけて勢威をふるった高句麗に侵攻した。この遠征は失敗し、煬帝はこれも含めて3度の対高句麗戦を敢行したが、いずれも涿郡（薊城）を軍隊・糧食の集結地として用いた。この地が、軍事の要地と称される所以である。
土木工事や再三の外征で財政が破綻した隋の後を継いだ唐朝の太宗李世民（在位:626年 - 649年）もまた、国力の増強とともに対外拡張の野心をいだき、高句麗侵攻に乗り出した。太宗は645年、647年、648年に高句麗遠征軍を派遣したが、まずは幽州、すなわち薊城に集結して水陸に分かれて進撃した。しかし、太宗治下において遠征軍はいずれも撃退されている。薊城に撤退した太宗は、薊城の東の城壁内で戦没者の追善供養を行い、仏教寺院を建立して「憫忠寺」を建立した。この廟宇は、その後いく度も修復を繰り返し、その名も順天寺、いったん憫忠寺に復して、崇福寺に改め、清代に現在の法源寺に改められた。法源寺は、今日も北京城内における最も重要な寺院として北京市西城区牛街街道に現存している。幽州は、北方・東方に対する備えとして重要な地であり、中国東北地方と首都の長安（現在の西安市）をつなぐ大運河の中継地にあたり、唐朝の辺境貿易の一大中心をになっていた。唐代の幽州城（薊城）は南北9里、東西7里で10の門が設けられ、当時の名城の1つに数えられた
8世紀に入ると、唐では限定された地域において高度な軍事権と行政権を持つ節度使が辺境の各地に設けられた。幽州には范陽節度使が設置された。漁陽郡より身を起こした安禄山は742年に平盧節度使となり、751年には平盧・范陽・河東の三節度使を兼任し、強大な権力を利用して半独立の領域を築き上げた。755年、安禄山は大軍を率いて唐朝中枢の楊国忠らを誅殺することを名目に反乱を起こした。これが世にいう「安史の乱」である。安禄山は洛陽を攻撃し、756年には雄武皇帝を称して国号を燕とし、長安を占領した。玄宗皇帝（在位:712年 - 756年）と楊貴妃のロマンスを歌い上げた白居易『長恨歌』に以下のような一節がある。
うす絹をまとった楊貴妃の艶やかな舞うすがたに陶然としていた玄宗の夢心地の日々が、地をかき鳴らすような安禄山の大軍によって破られたことを歌ったものであった。
安史の乱はウイグル騎兵の力を借りて763年に一応の収束をみたが、以降、各地の節度使が半独立勢力となって割拠し、朝廷では宦官が権力をふるって唐朝は著しく衰亡した。乱の残党勢力も一掃されることなく、唐朝は河朔三鎮（盧龍軍・魏博・成徳軍）の割拠を既成事実として承認した。このうち、幽州地域を支配したのは盧龍軍節度使であった。節度使の勢力を藩鎮と称するが、藩鎮内部もきわめて不安定であり、たえず政変が発生して、その首領はめまぐるしく交代した。幽州にあっても、763年に李懐仙が盧龍軍節度使となってから、913年に李存勗が幽州を陥落させるまでの150年間で、節度使は二十数名におよんでいる。

関連画像
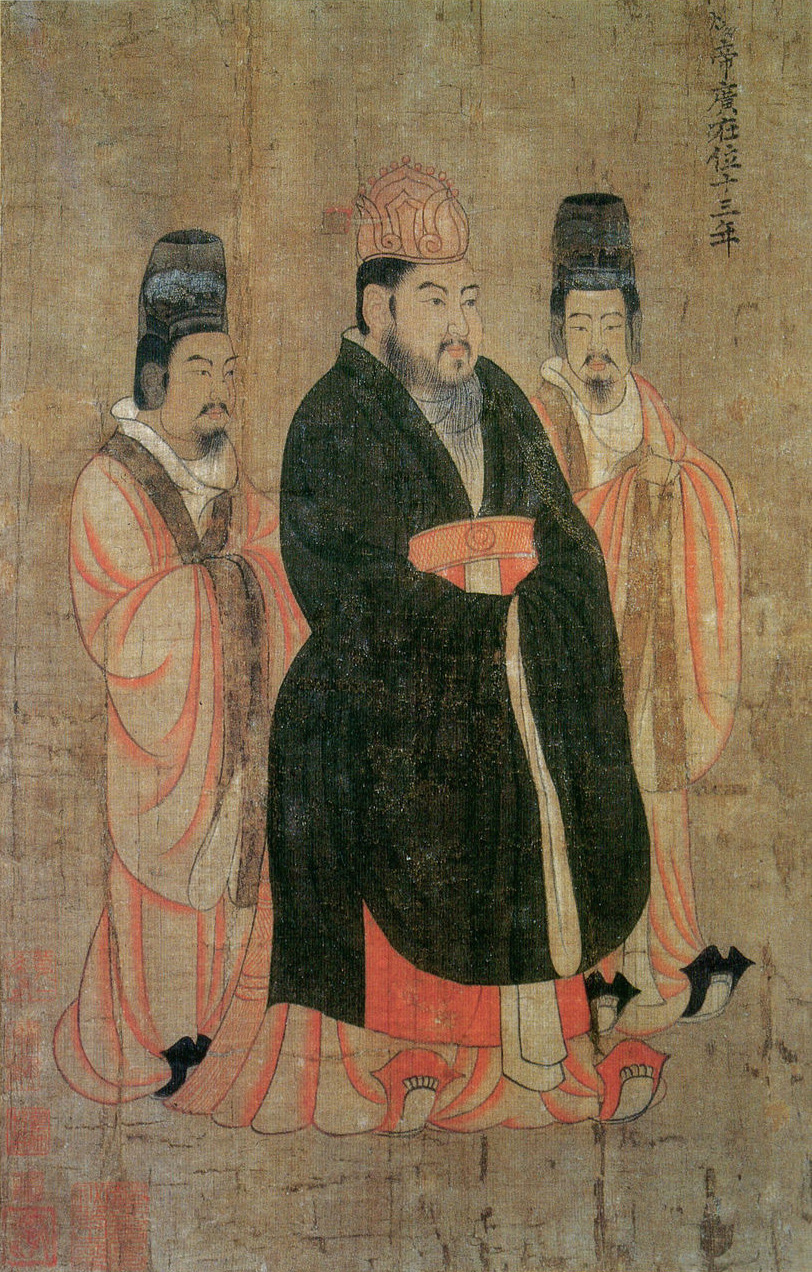
隋の煬帝
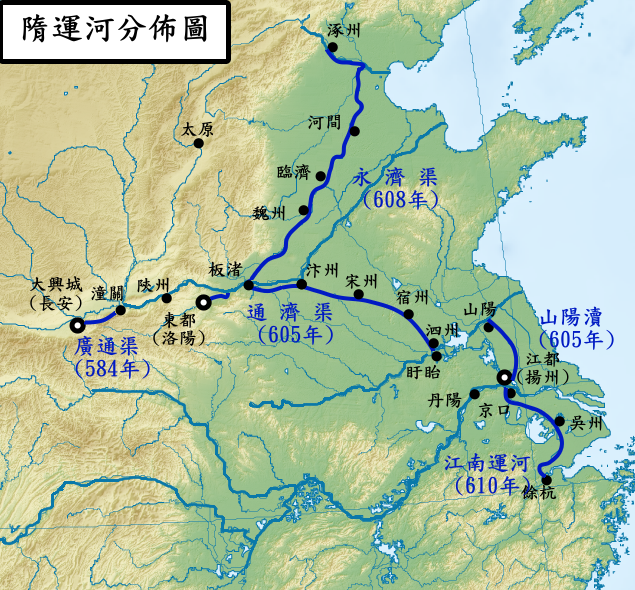
隋運河分布図
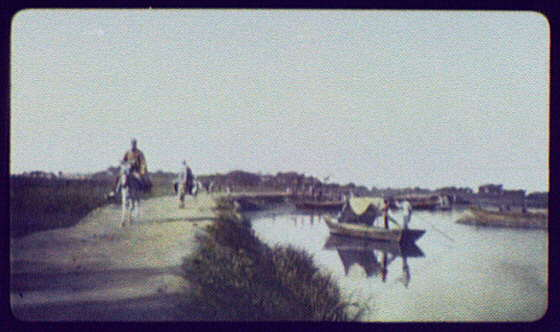
通州・北京間の大運河（清代撮影）
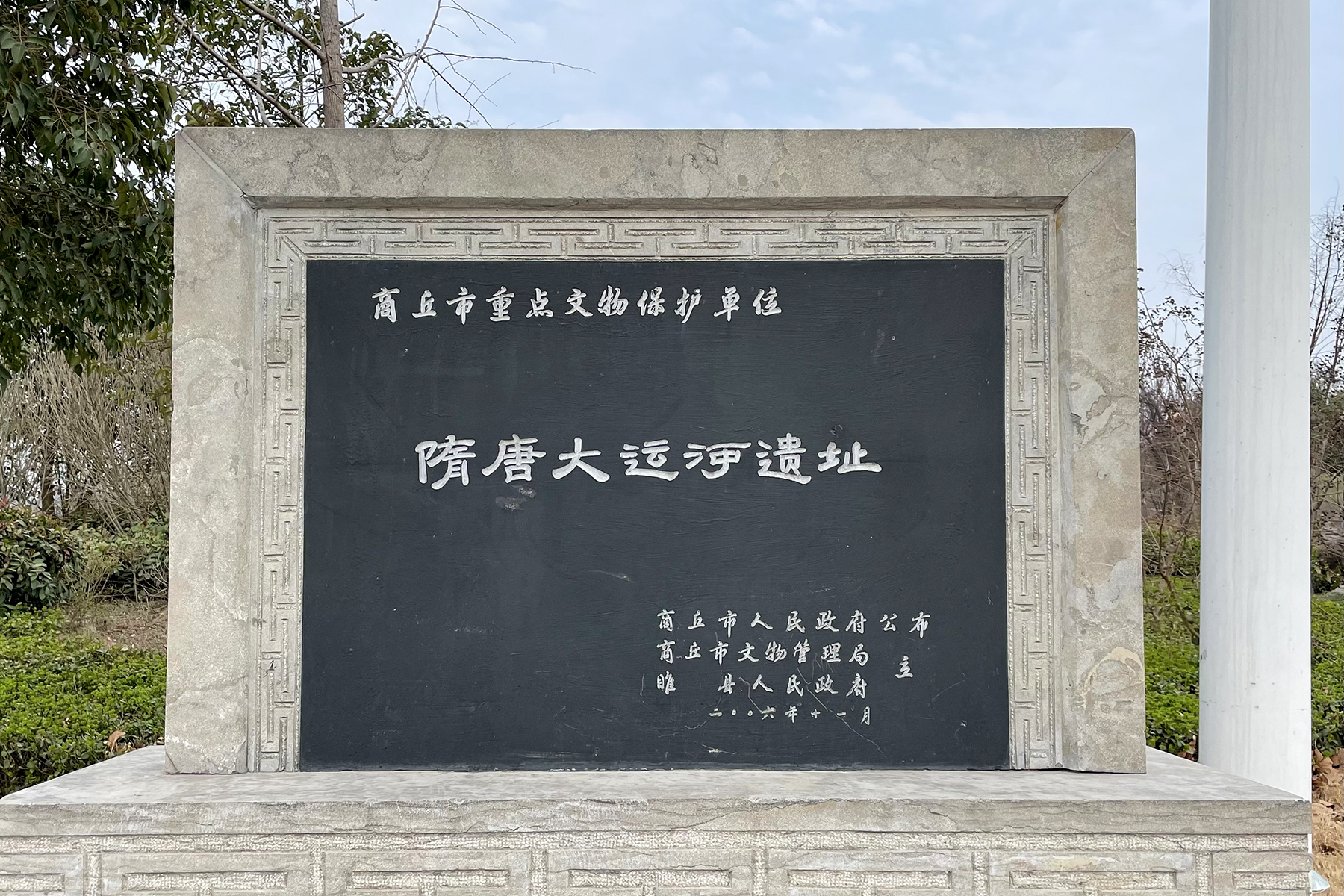
河南省商丘市の「隋唐大運河遺跡」碑
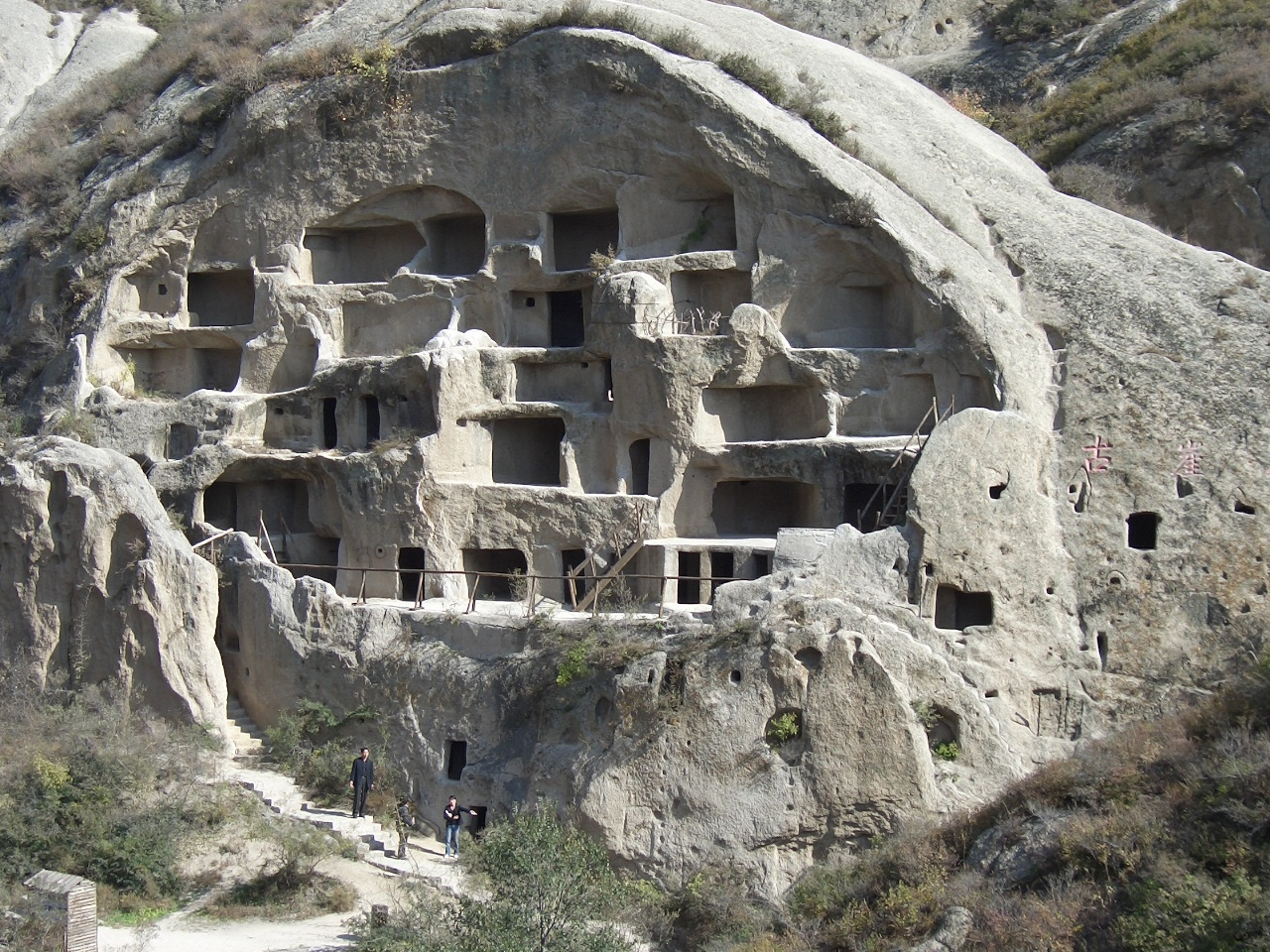
延慶古崖居（中国語版）。唐代前後に奚人が居住した跡と推定されている（延慶区）
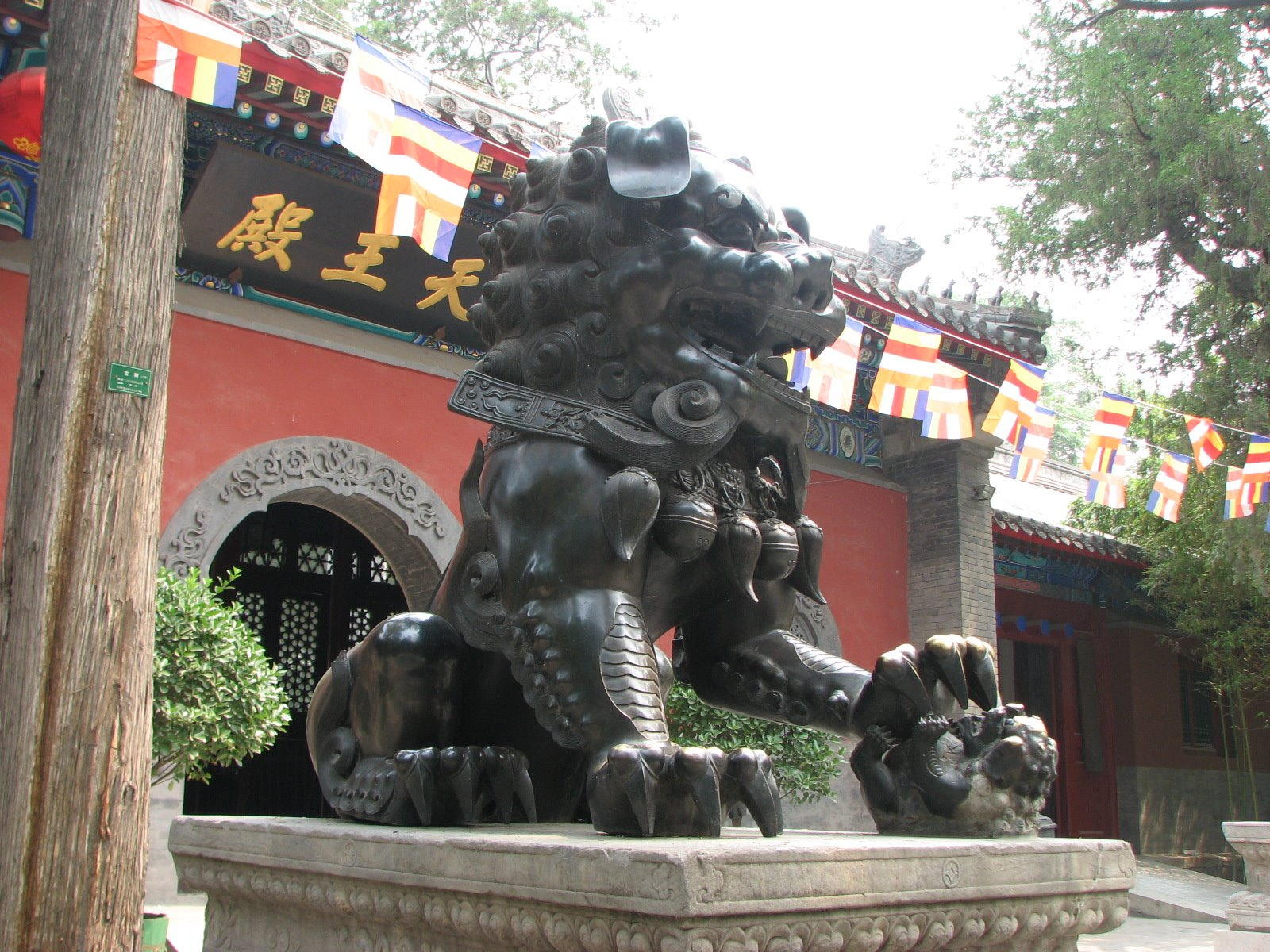
法源寺天王殿入り口の青銅製獅子
安禄山

### 遼代

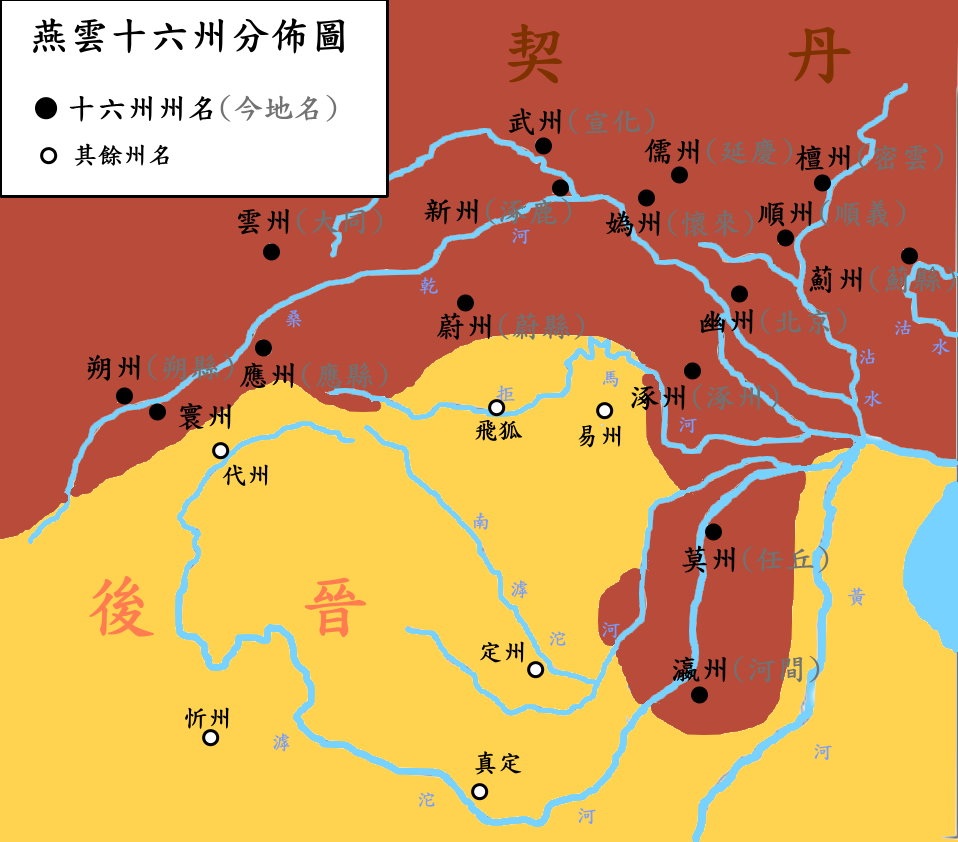
燕雲十六州

907年、宣武軍節度使であった朱全忠が唐の哀帝から禅譲のかたちをととのえて後梁王朝を建て、太祖（在位:907年 - 912年）と称した。五代十国時代の始まりである。
933年、沙陀族（テュルク系）の建てた後唐の明宗（李嗣源、在位:926年 - 933年）の養子だった李従珂が明宗の死後、後唐を奪うと、明宗の女婿で後唐の河東節度使であった石敬瑭が晋陽（太原府）で挙兵した。936年、権力を握るためには手段を選ばない石敬瑭は、後唐政府軍によって包囲された際、契丹（キタイ、モンゴル系）の太宗（耶律堯骨、在位:927年 - 947年）に雁門関以北の諸州（燕雲十六州）の割譲などを条件に援助を求めた。十六州の割譲により、遼（契丹）は万里の長城より南に初めて領土を獲得した。
遼では、名君として知られる聖宗（耶律文殊奴、在位:982年 - 1031年）が国家体制を整え、北方の人口希薄な契丹族を中心とする遊牧社会は北面官が管轄し、南方の人口稠密な漢人・高麗人などの農耕民の社会に対しては、軍政を北面官の担当とする一方、民政については別に南面官を設け、これによって統治させるという二重統治体制が採られた。また、幽州（現在の北京）を南京とし、また雲州を西京と称して、官吏に漢人士大夫を登用して治安維持に努めた。
遼の国土は上京道・中京道・東京道・西京道・南京道の5地域に区分され、それぞれに中心都市が置かれていた。遼の五京である。
- 上京臨潢府（現在の内モンゴル自治区赤峰市バイリン左旗南波羅城）
- 中京大定府（現在の内モンゴル自治区赤峰市寧城県）
- 東京遼陽府（現在の遼寧省遼陽市）
- 西京大同府（現在の大同市）
- 南京析津府（燕京：現在の北京市）

5地域（五道）のうち、上京道は本来の契丹人の本拠地であるが、形式のうえではモンゴル高原を含み、その実際の統治は西北路招討司が担当した。上京臨潢府は遼国全土の首都として大興安嶺山脈の麓に置かれた。中京道は上京道の南方に所在し、かつての奚人の本拠地であり、現在の河北省と遼寧省にまたがる。東京道はかつての渤海の領域であり、ツングース系の女真（ジュシェン）人の地、マンチュリア（満洲）に相当する。西京道は、かつての沙陀テュルク人の中心地から内モンゴルにかけての地域で、燕雲十六州の西側一帯を含んでおり、その西南はチベット系のタングート（西夏）に接する。西京道と南京道の南縁が後周や宋との境界になっており、ほぼ北緯39度の線にあたっていた。
南京道は燕雲十六州の東部にあたり、遼の領域においては漢人が最も多く住んでいる地域である。当時の北京は「南京」と称され、1012年には「燕京」と改称された。燕京（南京）は、辺境の軍事拠点から副都へと昇格したが、副都とはいえ遼の五京のなかでは最大の都市であった。燕京を獲得した遼はシナ本土への足掛かりとなすため、町の規模を唐代の約4倍に拡張・整備して北方帝国の副都たる姿に改めた。位置は現在の広安門一帯で、法源寺から会城門にかけての範囲であったという。基本的には唐代の幽州城を継承して、一辺4キロメートル弱の方形をなし、高さ9メートルの城壁に囲まれていたと伝わる。城内は大小の街路が碁盤目のように規則的に走り、周りに土の壁をめぐらした26区画（坊）に分けられていた。遼では当初、それに先立つ軍閥の宮殿を使用していたが、のちにこれを拡張して燕京の西南の隅に宮城（内裏、皇帝の宮殿）と皇城（大内裏、皇后・太子らの宮殿）を建設した。現在の西城区に天寧寺の塔が創建されたのも遼代のことである。人口については、30万人を数えたという記録もある。しかし、専門家からは4万2,000戸という戸数からみて誇張があるとの指摘がある。燕京の人口の多くは漢族であり、遼ではその統制のため意識して契丹人、渤海人を移住させた。有力漢人は遼の政権で重要な地位を占めており、必ずしも冷遇されたわけではなかった。燕京一帯は農産物も豊かで、錦繍など優れた手工業品もあり、3か所設けられた市は賑わっていた。また、宋の産品はまず燕京に運ばれて北へ、北方の産品も燕京を経由して南へと流通し、燕京は物資集散の地として栄えた。多民族が行き交う市場では主に宋銭が使用されたといわれる。
首都の臨潢府や燕京を含む諸京は統治の拠点ではあったが、契丹の皇帝はそこに定住しているわけではなかった。契丹は五京を設けたものの、皇帝自身は都市に住まず、春・夏・秋・冬と、季節に応じたキャンプ地（ナパ）を移動した。

関連画像
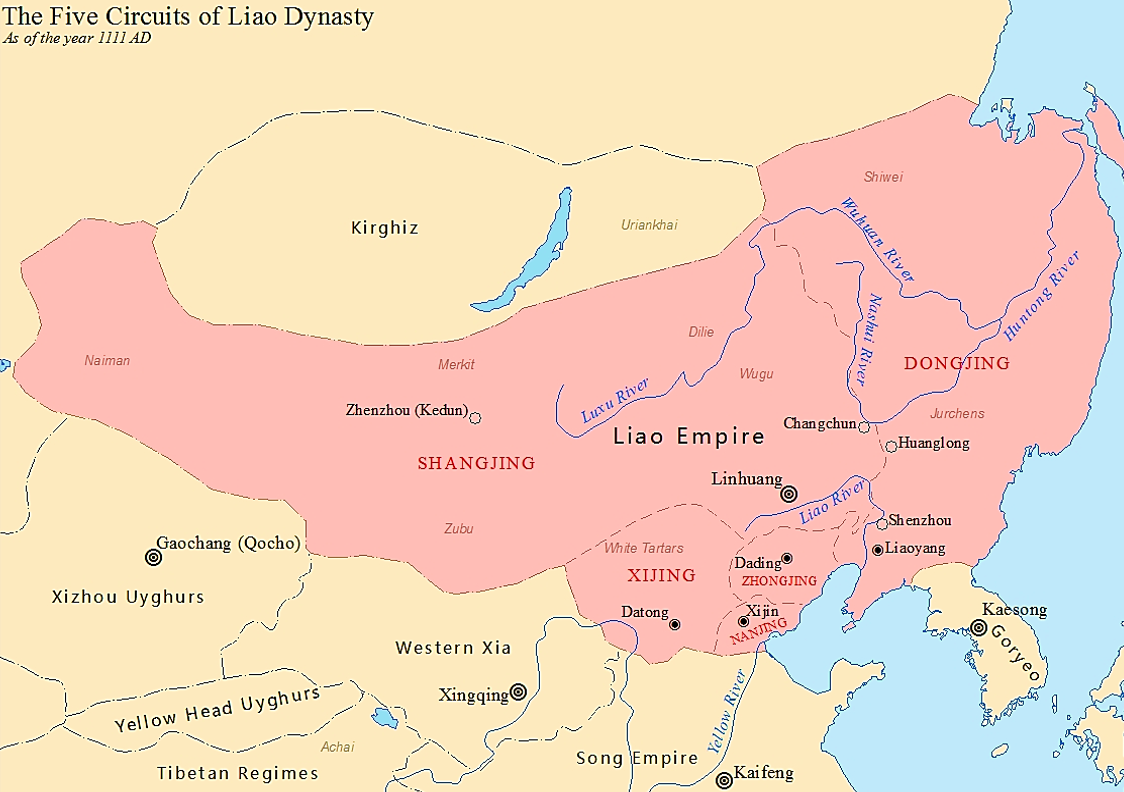
遼の五道
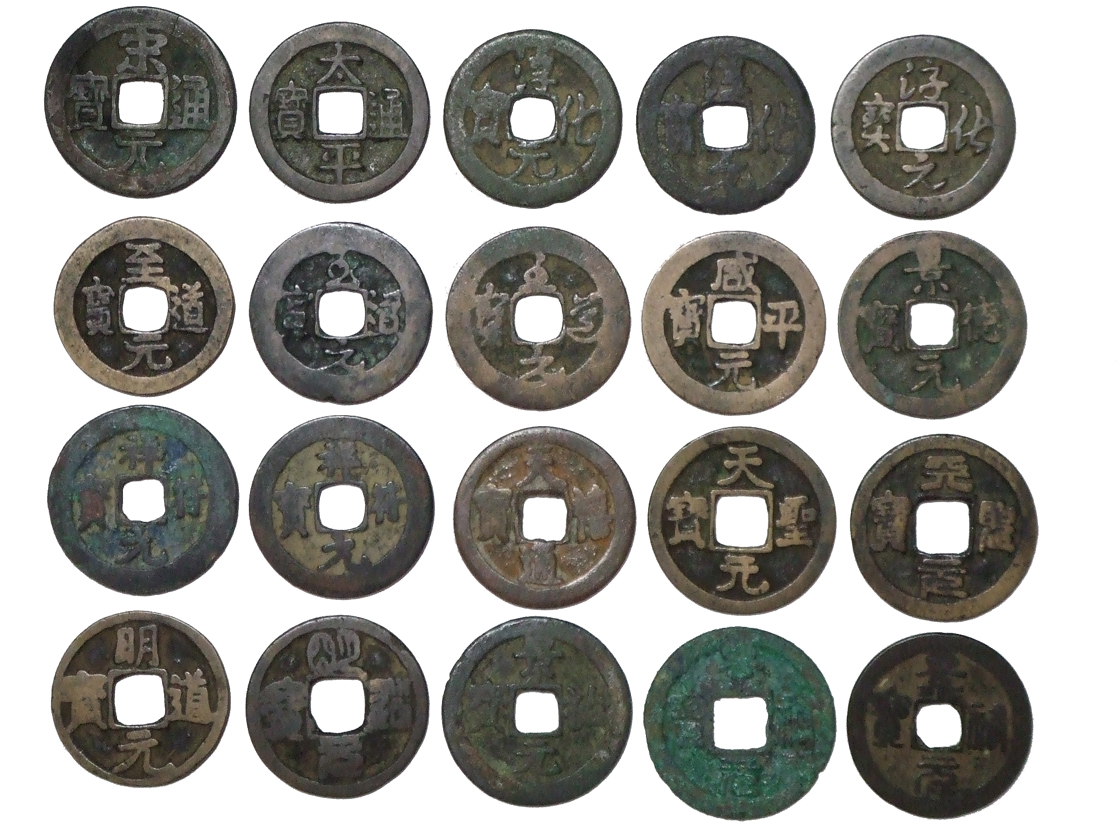
北宋銭
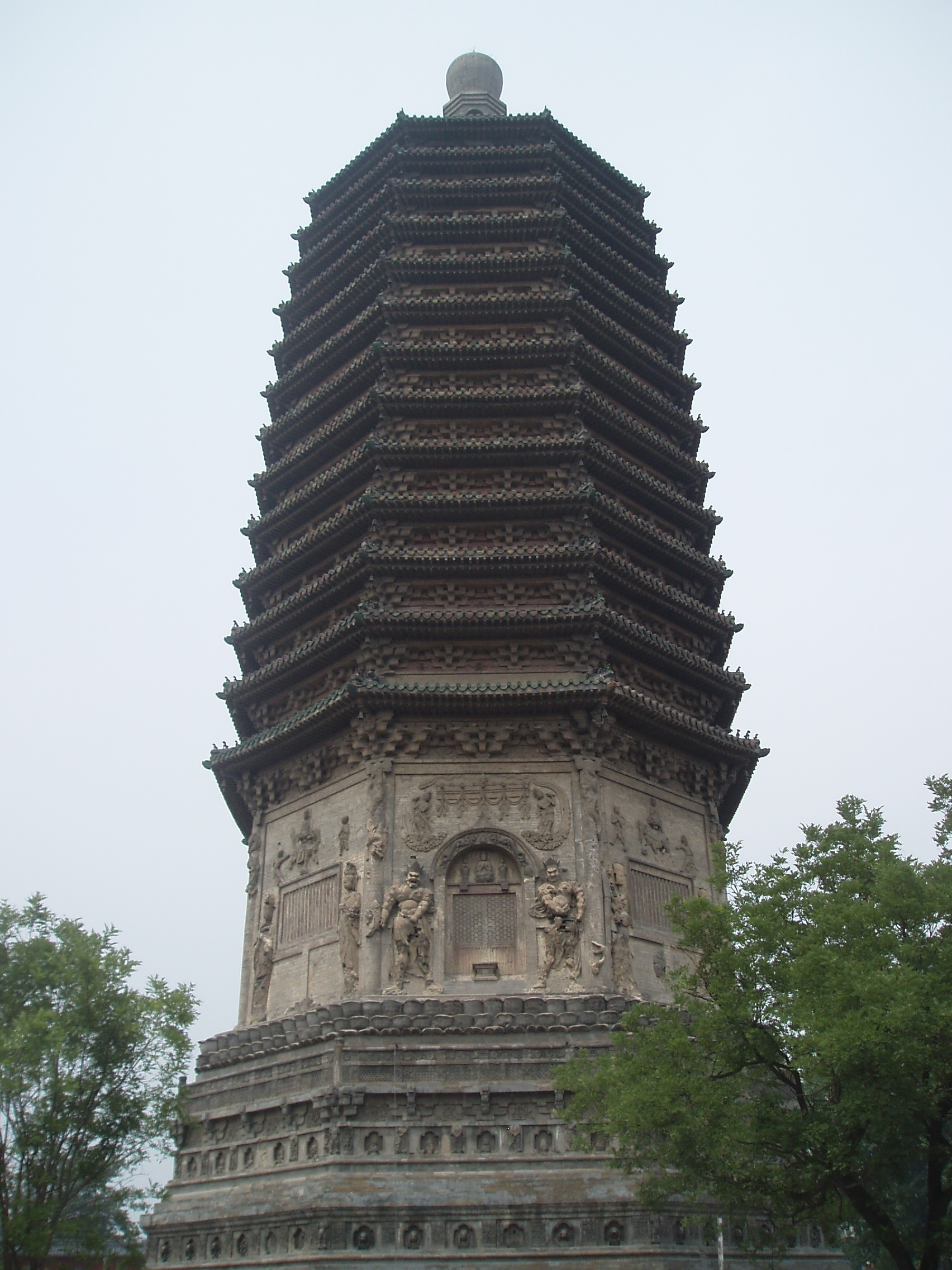
天寧寺塔
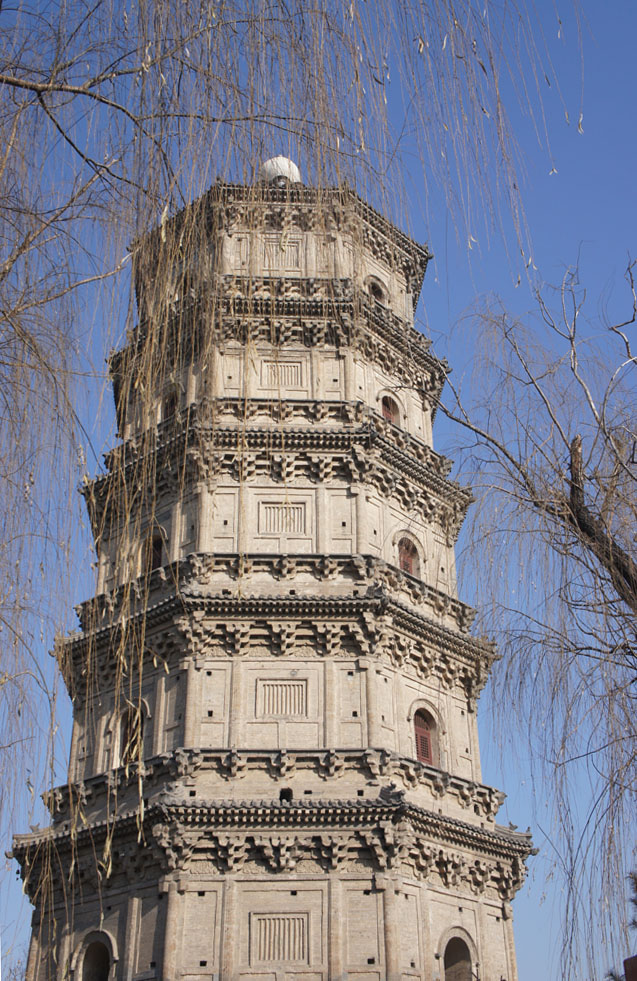
涿州の智度寺塔（中国語版）
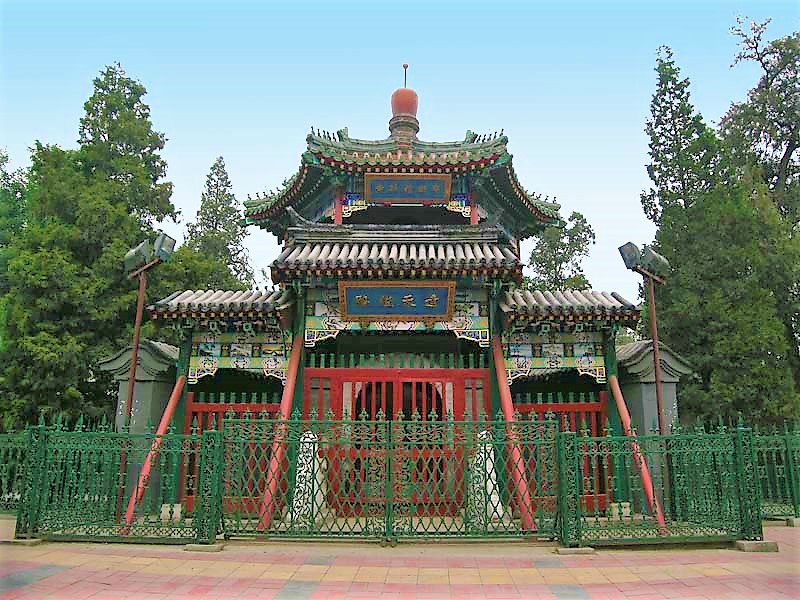
牛街清真寺。996年創建といわれる北京最古のモスク

### 金代
満洲（マンチュリア）の地にあって、約200年にわたって契丹人支配の下にあったツングース系の女真（ジュシェン）人のなかから完顔氏が興り、1113年、会寧（現在の黒竜江省ハルビン市阿城区白城）を拠点とする首長であった阿骨打（アクダ）が遼に対して反乱を起こし、1114年の寧江の戦いに勝利した。1115年には遼から独立して按出虎（アルチュフ）水の河畔で即位し、「大金」を国号としてみずから初代皇帝（太祖、在位:1115年 - 1123年）となり、元号を「収国」に定めた。ジュシェン国家、金朝の成立である。当時の遼の皇帝は、聖宗の玄孫にあたる第9代天祚帝（耶律阿果、在位:1101年 - 1115年）であった。アクダの軍が、契丹の熟女真支配の拠点となっていた黄龍府（現在の吉林省農安県）を攻めると、天祚帝はみずから数十万と号する兵を率いて遠征したが、アクダ軍の大勝利に終わった。1116年、アクダ率いる女真軍は、東京遼陽府も陥落させて遼東地方を支配下に収めた。遼の権威は地に墜ち、契丹はアクダに講和を申し入れた。
一方、アクダの快進撃の報に接した宋の徽宗（在位:1100年 - 1125年）は金の勢力を用いて失地回復することを図り、1118年、海上より使者を送って遼東半島を経て按出虎水の河畔に至らせ、宋と金で遼を挟み撃ちにすることをもちかけた。アクダはいったん留保したが、契丹との講和交渉が進まないなか、最終的には宋の提案に乗ることとし、1120年に北宋との間で「海上の盟」と称される盟約を結んだ。条件は、従来宋が遼に支払ってきた歳幣（絹30万匹、銀20万両）を金にまわすこと、金は戦闘において万里の長城よりも南に越えないこと、金・宋同盟が成ったのちは金・遼講和を進めないことの3点であった。さらに宋側から追加された条件は燕雲十六州に関してであり、それは、燕京については宋が攻めるが、雲州の攻撃は金が担当すること、ただし、占領後は宋に引き渡してほしいというものであった。アクダは、あまりに都合のよい宋の申し出に反駁し、宋もそれに答えられない状況が続いたが、結局は約束通り、雲州を制圧して天祚帝耶律阿果を陰山山脈方面（当時は西夏の領域）に敗走させた。一方の宋は南方で方臘の乱が起こったため、燕京攻撃のために用意した軍の一部をこれにまわさざるを得ず、攻撃が遅れた。童貫が大軍を率いて北方に向かったとき、燕雲十六州はあらかた金が陥落させていた。しかも宋は、契丹最後の砦としてのこした耶律淳らの守る燕京守備軍に敗北を喫したため、当初提示した条件を自ら破って金に援軍を要請した。

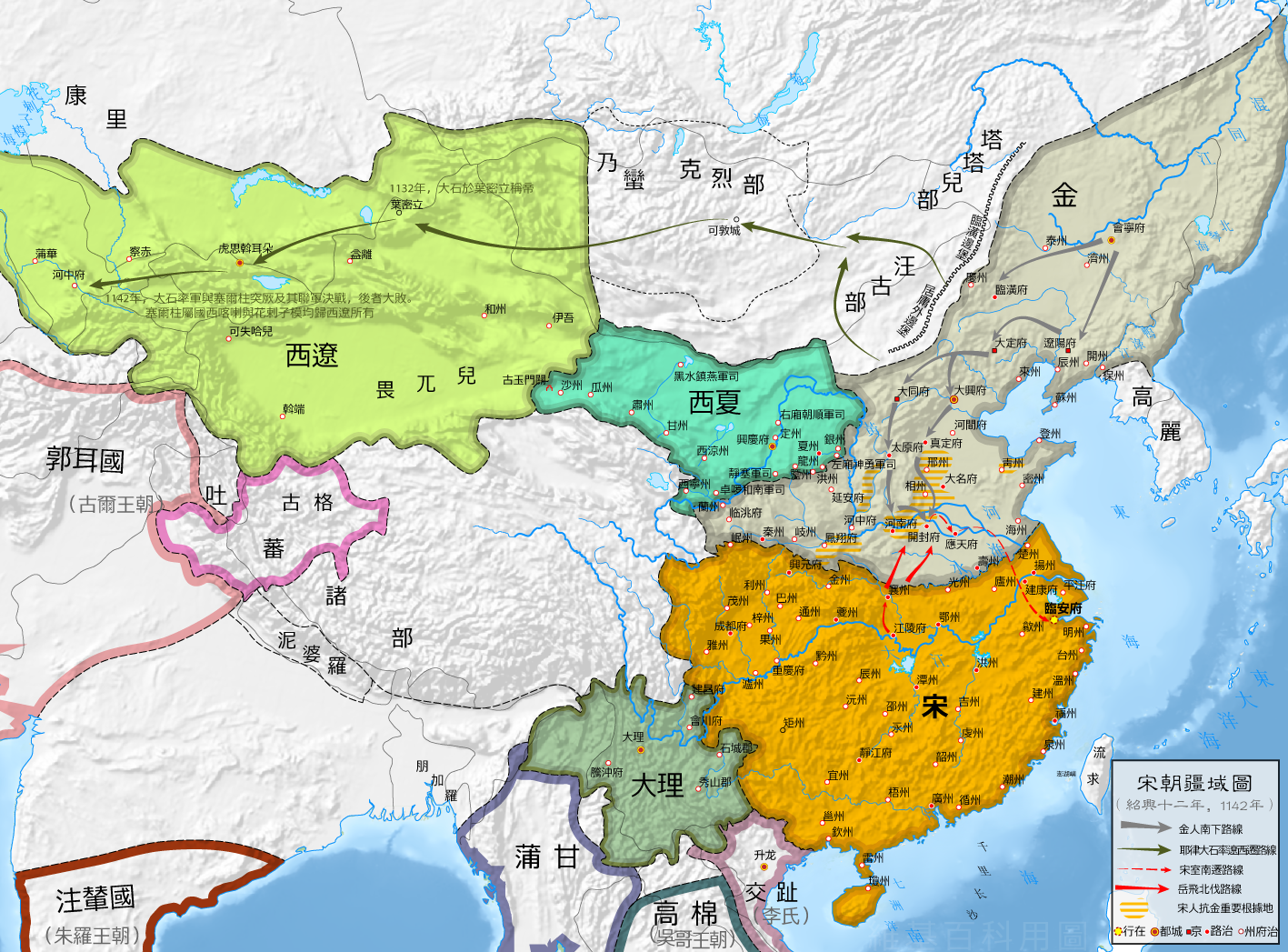
金朝とその周辺国家

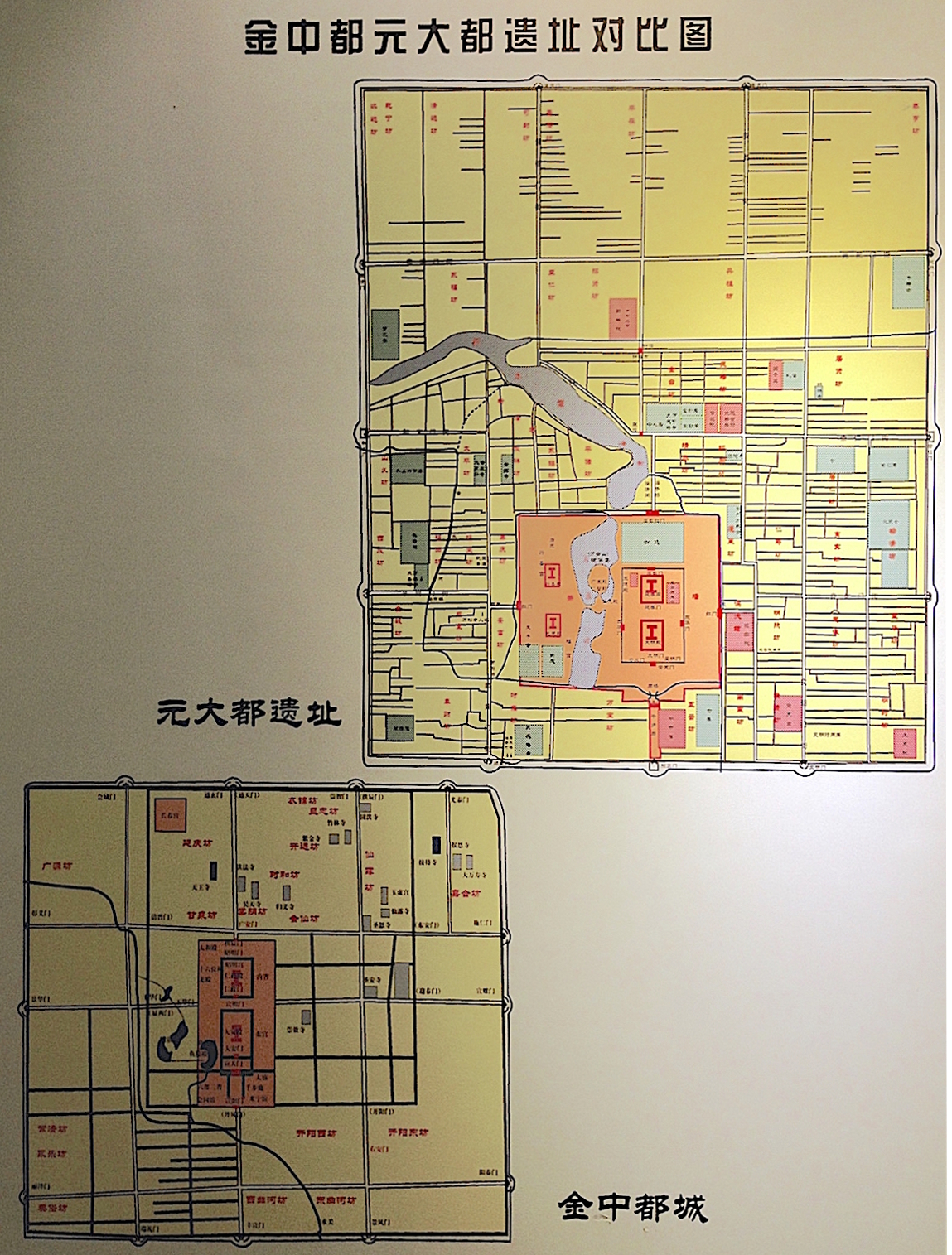
金の中都（左下）と元の大都（右上）

結局、金が自力で燕京を陥落させたので条件が変わり、1123年、略奪されて空城となった燕京（幽州）のほか6州（順州・檀州・薊州・涿州・易州、ならびに契丹創設になる景州）を宋に割譲し、代償として大量の銭と糧食を得ることとなった。燕京を占領したアクダに対し、部下が宋にあたえることなくずっと金が領有したらいかがかと進言すると、アクダは「燕京ほか六州はすでに返還を約束した。自分も男子である。二言はない」と答えたといわれている。しかし、宋朝は歳幣を支払わないだけでなく、かえって遼の天祚帝と連絡をとってジュシェン国家西部の攪乱をねらい、金にとっての反乱者張覚と通じて彼を匿うなどの背信行為を繰り返した。宋は金から十六州の一部を引き渡されて約200年ぶりに失地を回復したが、周辺諸民族を見下す華夷意識から外交は一時しのぎの詐術や懐柔が多く、このとき金に対して十分な歳幣を贈らなかったことが宋・金関係の悪化を招いたのである。
アクダの死後、皇位を継承した弟の太宗呉乞買（ウキマイ、在位:1123年 - 1135年）は、1125年に天祚帝を捕縛して後顧の憂いを断ち、アクダの子の斡離不（オリブ、完顔宗望）や一族の粘没喝（ネメガ、完顔宗翰）らの建言にもとづき北宋の盟約違反を問責して南伐の命令を下し、宋金戦争が始まった。金軍は二手に分かれ、うちオリブの軍は燕山（燕京）を陥落させ、さらに進んで首都の開封を包囲した。北宋朝廷では徽宗が皇太子に譲位し、いったんは莫大な賠償金支払いと中山府・河間府・太原府などの割譲を条件に和議が成立した。金軍は燕京に退却したが、宋がこの講和条件を履行しなかったのでたちまち講和は決裂し、再び南伐の軍が発せられた。太原を陥落させたネメガ軍は河北を南下したオリブ軍と合流して開封を攻め落とし、上皇徽宗・皇帝欽宗（在位:1125年 - 1127年）の父子以下、北宋朝廷の約3,000人を捕縛して北の満洲の地に連行した。これを「靖康の変」と称し、北宋はここに滅亡した。宋朝は欽宗の弟の高宗によってのちに再建される（南宋）が、華北の支配を失った。燕雲十六州は、すべて金の領有するところとなった。燕京において金は、中国式の官制を採用し、遼と同じような一国両制を取り入れた。燕京に置かれた軍事を統括する元帥府、および行政をつかさどる行台尚書省には長官に女真人、副官に漢人豪族を置くかたちの連合統治がなされた。
1149年、金の第3代皇帝熙宗（在位:1135年 - 1149年）の従弟にあたる迪古乃（テクナイ、完顔亮）は、宗室の者と共謀して皇帝を殺害、帝位を簒奪して海陵王（在位:1149年 - 1161年）となった。海陵王は、宗室や有力者を大量に殺害して独裁権を確立し、三省のうち門下省と中書省を廃止して政務執行機関を尚書省のみとし、また、地方行政組織の改革に着手して中央の官僚を「節度使」と称し、これを路（州・県より上の地方行政単位）に派遣して長官とすることで中央集権的国家を完成させた。
海陵王は1153年、金朝を中華風の国家に改造する一方で、会寧から燕京への遷都を断行した。海陵王は、遷都の詔書で次のように述べている。
燕京は、中都大興府と改められた。海陵王の燕京遷都は、彼が漢人の文明に心酔し、彼の理想が中国的な専制国家の完成にあったということも理由として掲げられるが、当時の経済事情もこれにあずかっていた。詔書で海陵王自身が語っているように、莫大な人口をもち、南宋との経済関係が密接な華北の統治を、中原から遠く離れた会寧で統制するのはもはや困難になっていた。燕京は、中原でもなく、自分たちの故郷でもない、金朝の占領地のほぼ中央に位置していた。また、南は開封府を経て南宋に通じ、西は大同府を経て西夏に通じ、北東は女真の本拠の満洲へと通じる交通の要衝だったのである。現在の中国では、金朝の首都となった1153年をもって北京建都としており、2003年には建都850年の記念式典が盛大に開かれた。
中都大興府は、契丹の燕京城外城を東西方向と南方にそれぞれ1.5キロメートルずつ拡張し、新たに皇城と宮城を築いた。北辺は、燕京城の城壁をそのまま利用し、全体としてはほぼ正方形をなす都城である。遼の燕京においても宮城－皇城－都城の入れ子構造は保たれていたが、皇城は都城の南西の端にあった。それに対し、中都では都城の中央に皇城、その中心に宮城という明代以降の都市構造と同じ形式が採られた。金の中都は、『大金国志』によれば、都城の周囲は75里で、城門は12におよび、各辺に3門ずつを開き、内部の宮殿の数は36、楼閣はこの倍あったという。宮城と皇城について、海陵王は北宋の都の開封府を配下に調査させ、これをモデルに諸宮殿・宮城・皇城が造営された。城内は門から延伸する直線道路とそれに平行ないし直交する道路によって62坊に区画されていた。『金史』は、海陵王が財政を顧みず中都の造成に傾注したさまを、以下のように記している。
明代の謝肇淛は、中都について「遼、金および元は、みな燕山（北京）に都したが、制度文物は金が最も盛んであった。今、禁中の梳粧台、瓊花島、それに小海、南海などは、みな金の物である」と述べている。瓊花島は、清代には白塔山とも呼称され、現在も北京の北海公園のなかにある麗しい島で、その周囲の風景は燕京八景のひとつ「瓊島春雲」として名高い。瓊花島に重なり合うようにして配された多くの奇岩はもともとは宋の「風流天子」徽宗が開封の艮嶽（こんがく）に集めたものを、燕京に持ち込んだものといわれる。梳粧台は、何事も徽宗にならった金朝きっての文人皇帝の第6代章宗（マダガ、在位在位:1189年 - 1208年）が元妃李氏のために造った化粧の場所と伝わっている。
海陵王はまた、周辺地域も含め大規模な都市改造を行った。北宋の都市計画を手本とする西湖の水源を利用する水運などがそれであり、北京がのちに全国的な統治の中心へと変化を遂げる契機をつくった。皇帝一族、巨大な官僚機構、軍隊の需要を満たすには膨大な食糧の輸送が必要であったが、西湖だけでは飲料水を供給するにとどまったので高粱河を利用することとし、なおも生じる水量不足を万寿山麓の甕山泊（現在の昆明湖）の水源を河道に付け替えて合流させる水路を完成させた。元代に大都を訪れたマルコ・ポーロが「世界一の優れた橋」と絶賛し、20世紀に盧溝橋事件が勃発した地としても知られる盧溝橋は、このときの大工事にともなって造られた橋であった。
海陵王の死後、満洲の女真豪族層を基盤とし、遼陽の貴族勢力に擁立されて即位し、即位後は女真至上主義を掲げて女真復興の諸策を講じた世宗（在位:1161年 - 1189年）もまた、燕京（中都大興府）を首都とし、基本的にはそこで政務を執った。記録によれば、金の中都は戸数22万戸を数えたという。また、その壮麗さによって当時から北方世界に聞こえており、元代に大都を訪れたイタリア人マルコ・ポーロは、ここ（大都）には宏壮清美なカアンの都、カンバリク（カンバルック）があったことを伝えている。

関連画像
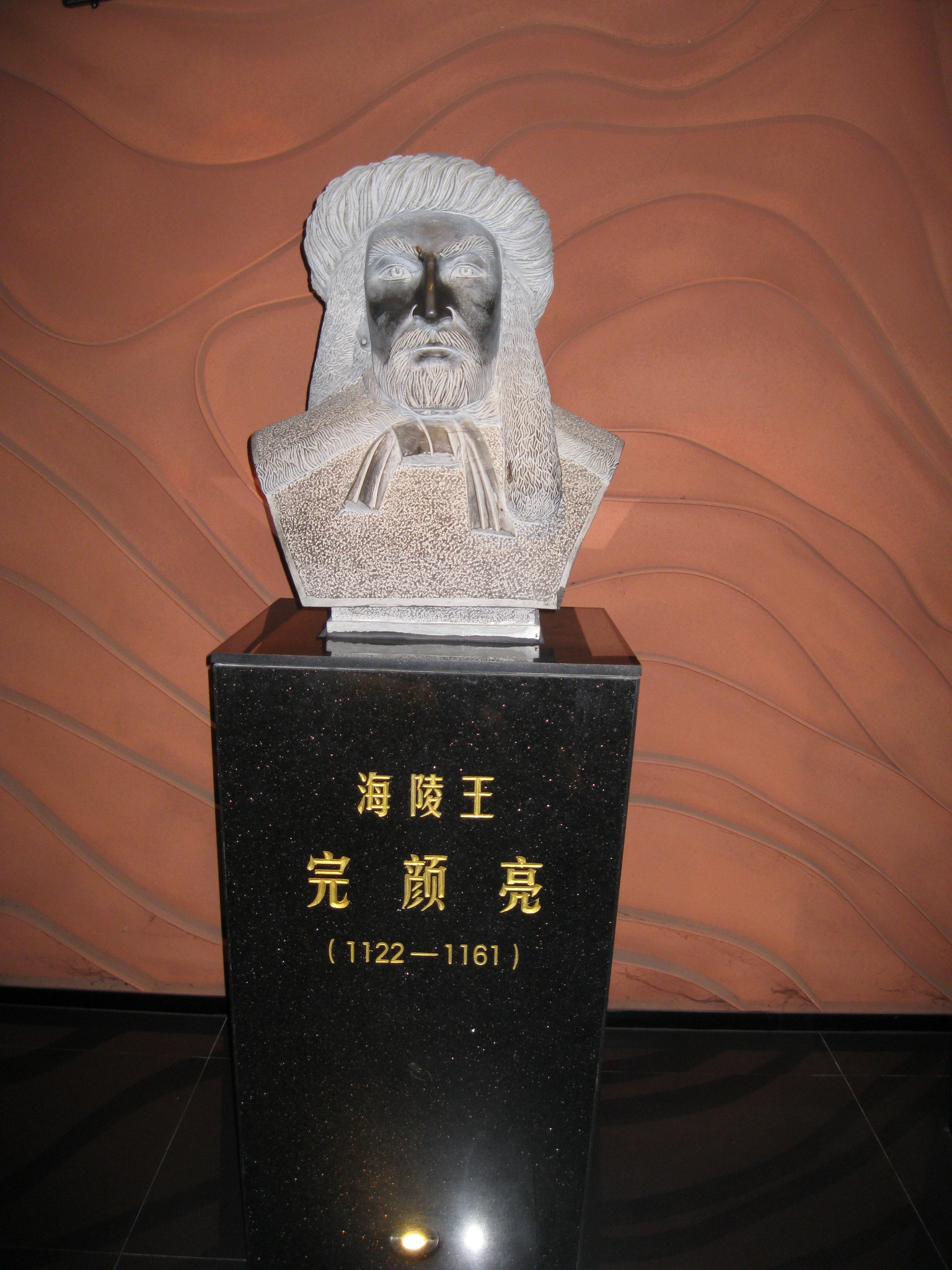
金の海陵王（金上京歴史博物館）
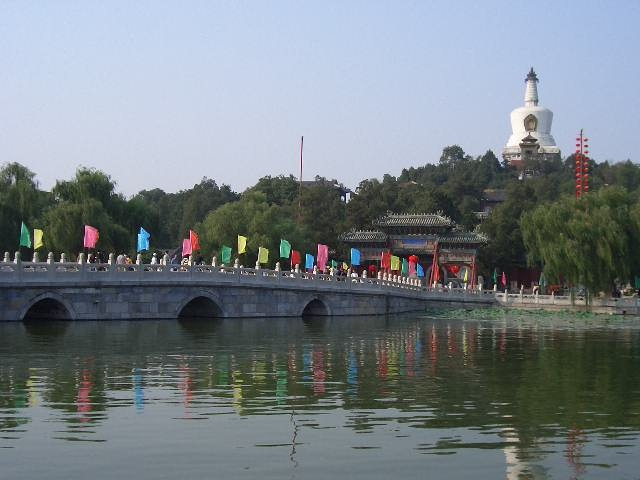
北海公園と白塔山
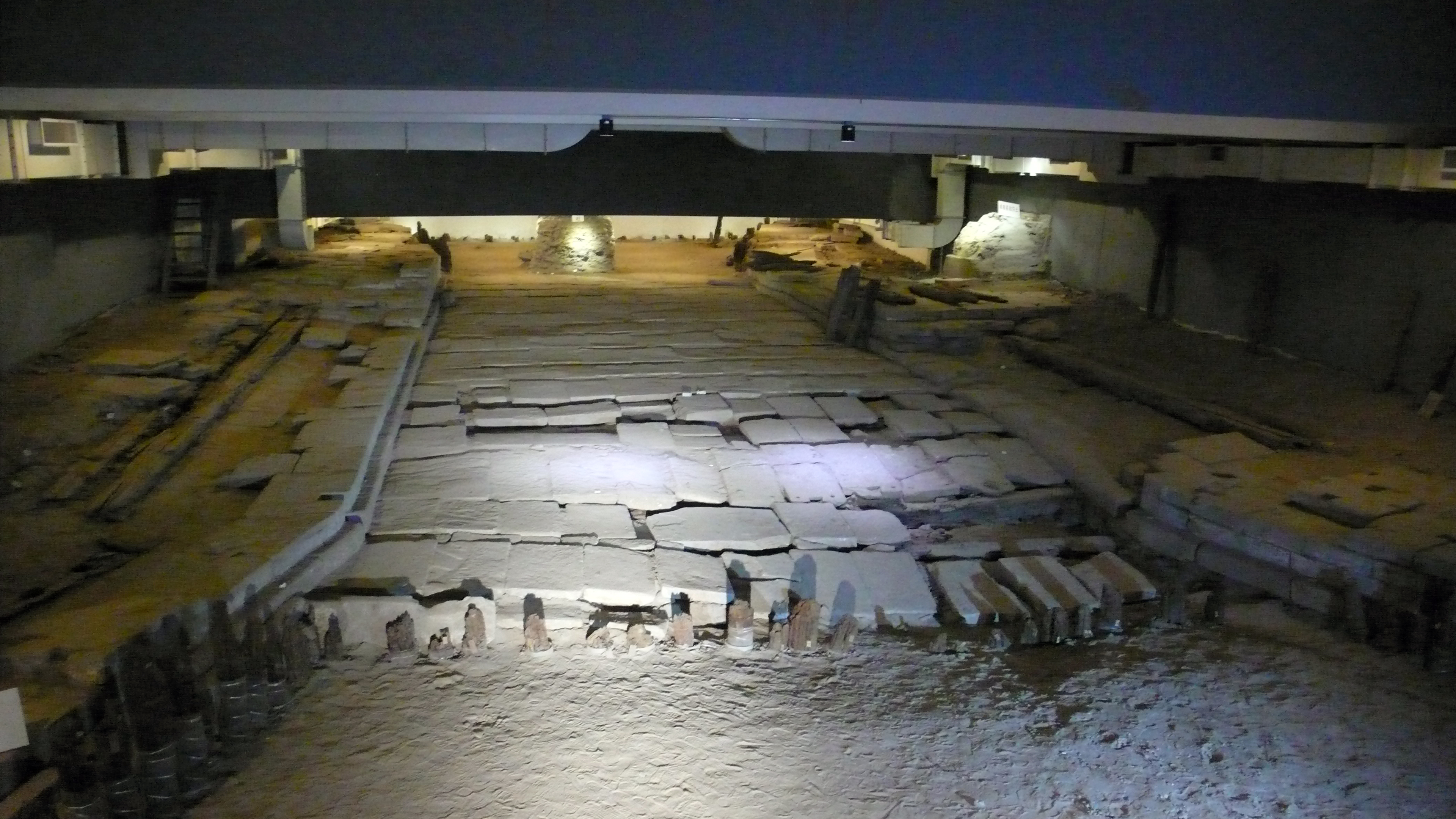
金の中都の水利施設遺構
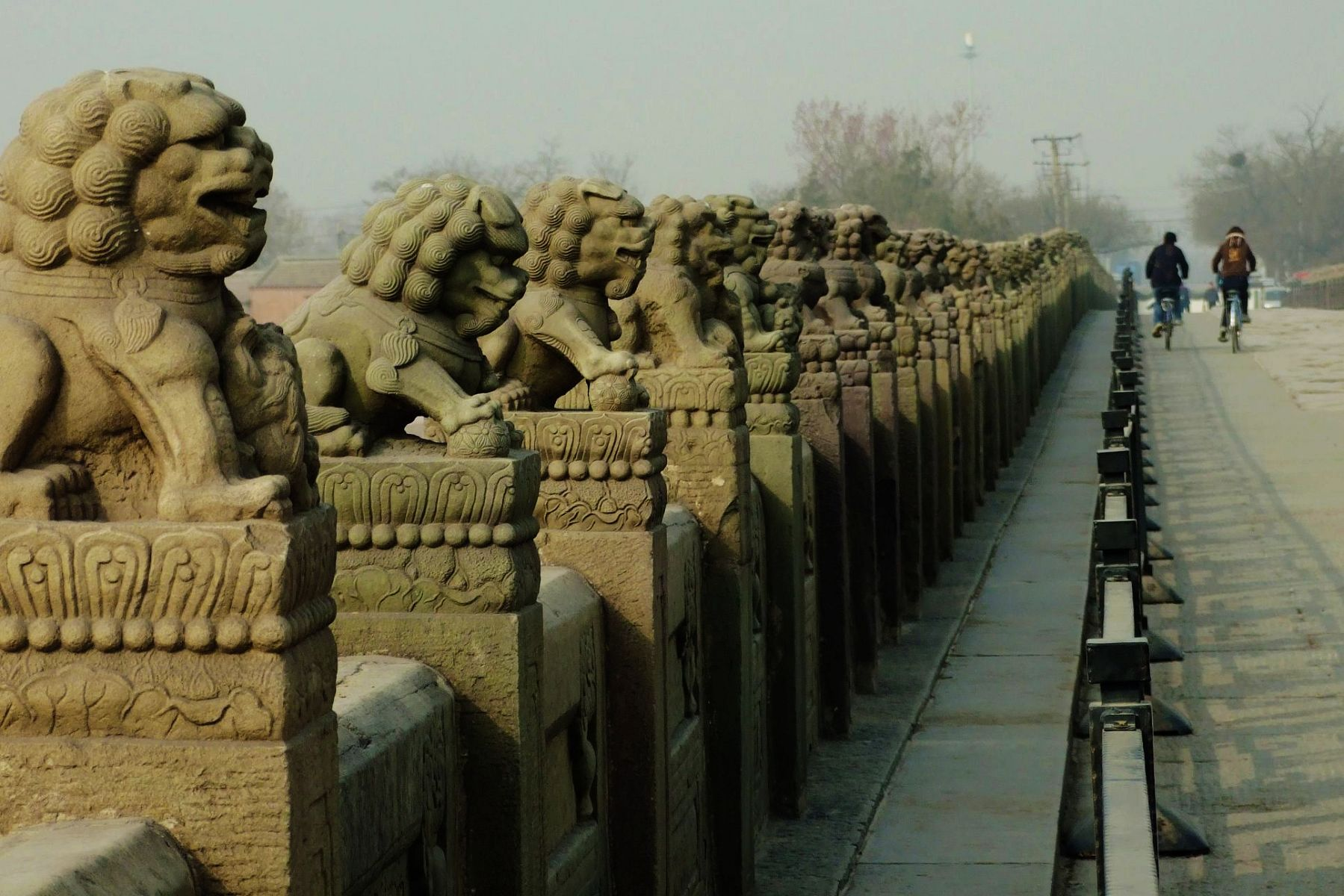
盧溝橋
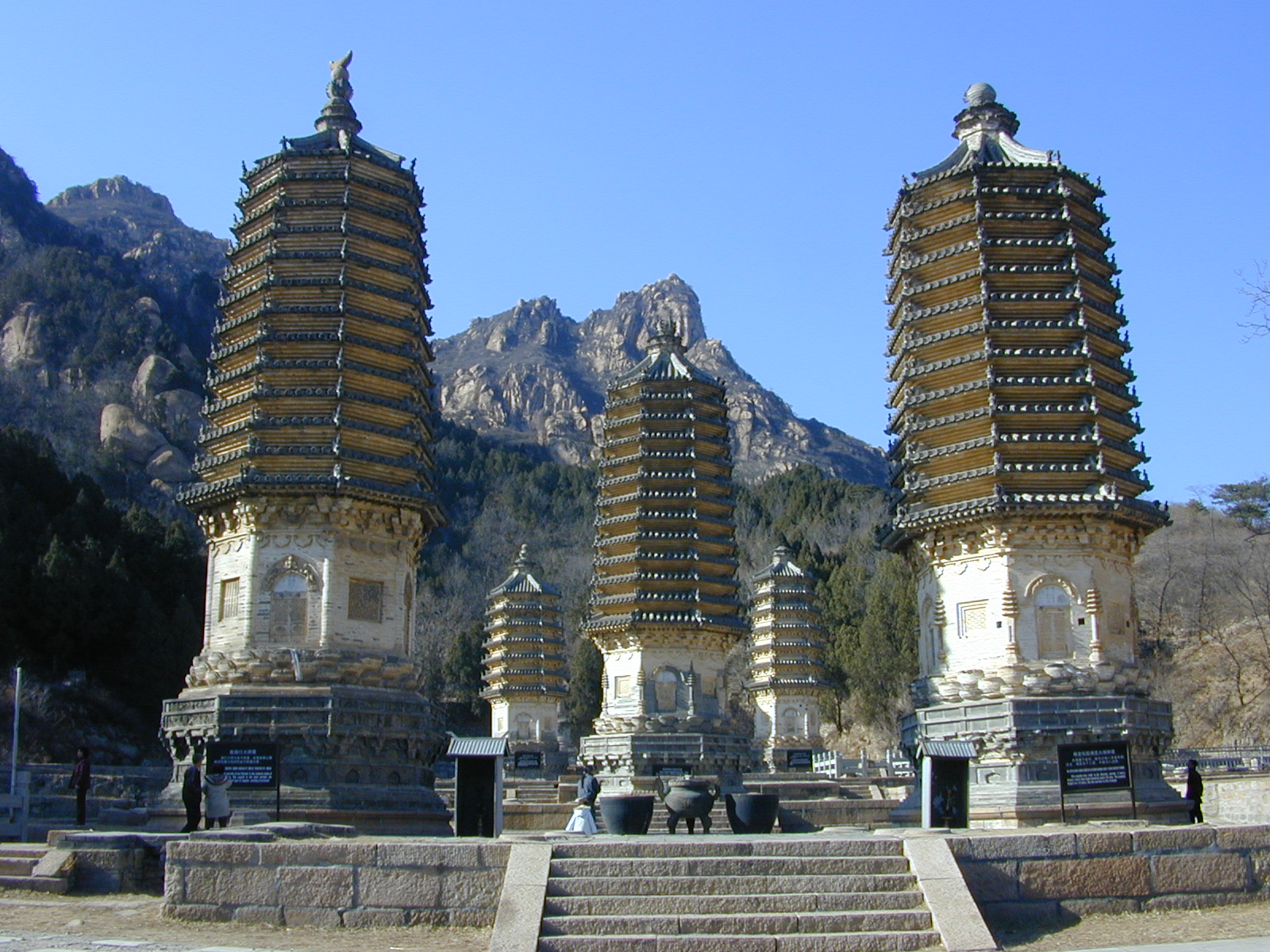
銀山塔林（中国語版）（昌平区）の7つの仏塔のうち5塔は金代にさかのぼる（2塔は元代）

### 元代

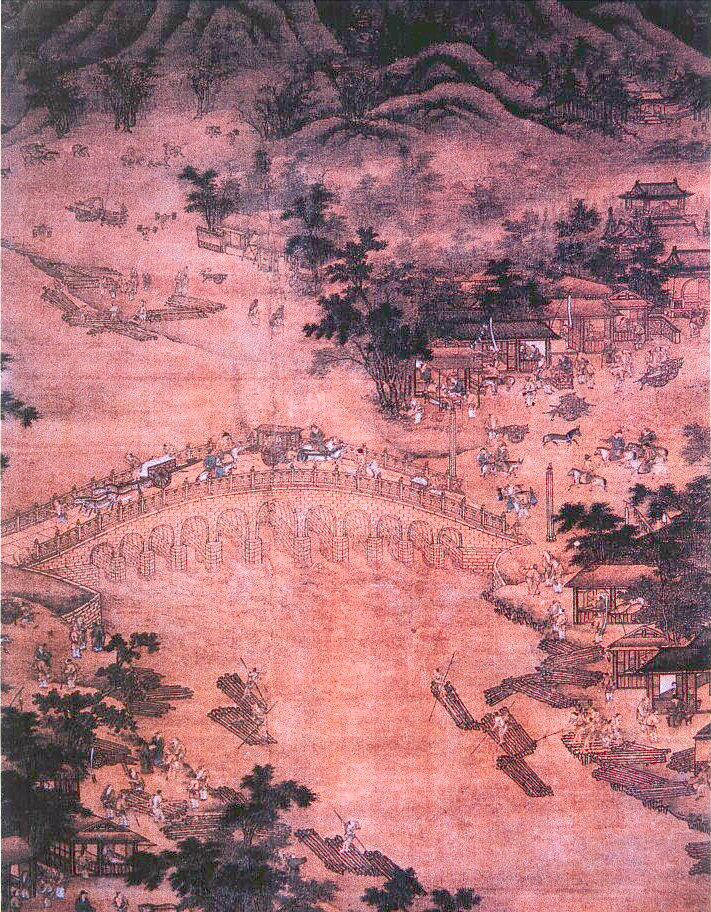
1266年、大都建設のため盧溝橋を渡るクビライ一行

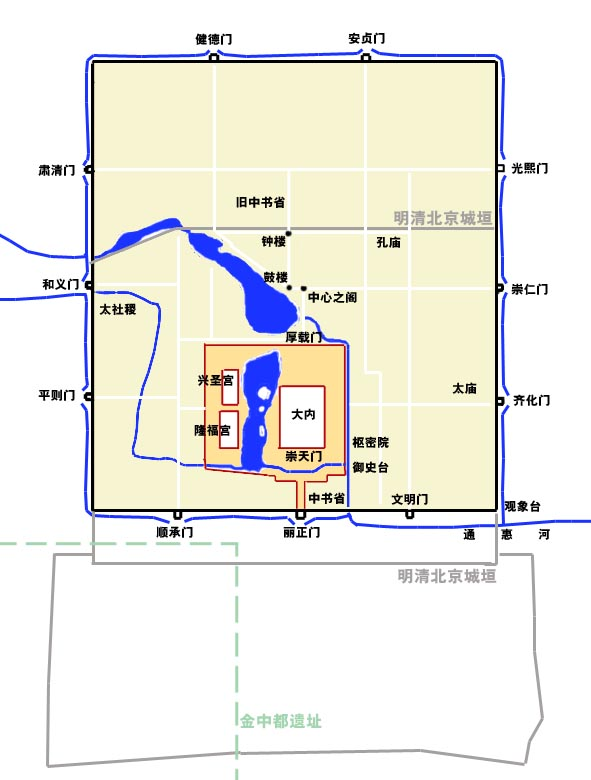
元の大都。カンバリク（カアンの都）と称された。南に宮城が配置され、その周りを皇城が囲む。その外側に官庁、住宅地、商業地区、運河があり、四周を総延長28.6キロメートルの城壁がめぐる。

金の中都大興府は1215年にモンゴル帝国（大モンゴル・ウルス）によって奪われ、その支配下に入った。中都の名は、燕京に戻された。中国北部を支配することとなったモンゴルの支配者のなかでは当初、燕京からいかに多くの財物を奪うかに関心が集まっていたという。
モンケ・カアン（在位:1251年 - 1259年）没後、キヤト・ボルジギン家中では後継をめぐって内紛が生じた。チンギス・カンの孫で、この内紛を制して1260年に即位したクビライ（在位:1260年 - 1294年）は、はじめて中国風の元号「中統」を立て、1266年以降、金の中都の北東に中国式の方形様式を取り入れた冬の都（冬営地）として「大都」を築いた。クビライは即位以前からの根拠地の開平府（現在の内モンゴル自治区シリンゴル盟正藍旗南部）を「上都」に格上げして夏の都（夏営地）とし、両都にそれぞれ3カ月ずつ滞在するものの、それ以外は遊牧民の風習を固く維持して、毎年両都の間約350キロメートルの距離を季節移動した。この移動ルートがいわばクビライの帝国の「首都圏」であった。この「首都圏」は草原と中華をつなぐブリッジの役割を果たしており、大都の建設と移動生活の継続は、クビライがモンゴル高原の遊牧軍事力に加えて中国内地の農業生産力を取り込もうとした結果だったとみることができる。クビライは1264年に「至元」と改元し、1271年には国号を「大元」に改めた。クビライは1268年以降本格的な南宋攻撃を開始し、南宋が名実ともに滅んだのは1279年のことであった。契丹の燕雲十六州の占領以降、延々と続いてきた南北対峙の状況はこのとき終わりを告げた。同時に、北京は中国統一王朝の首都としてのあゆみを開始したのであった。現在の北京の位置と大枠はこれ以降長きにわたって継承され、今日に至っている。
クビライは大都建設を1266年に発表し、1267年に邢州邢台県出身（本貫は瑞州）でかつて僧侶だった腹心の部下の劉秉忠（りゅうへいちゅう）に命じて築かせた。劉秉忠は1274年に死去し、一応の完成をみたのは、四半世紀を経た1292年のことであった。
大都は全くの「更地」からつくられた純然たる計画都市であった。そのような例は、北魏の洛陽城、隋の大興城、金の中都など非漢族王朝においてみられるものの、中国史全体でみるときわめて少数な例に属する。机上のプランを大地に転写した都市ということもできるが、そこには中国の伝統的な空間理論、風水思想、帝権至上思想における理想が忠実に反映されている。とりわけ、古来、中華の国都の理想形とされてきたにもかかわらず、一度もそのとおり造られたことのない『周礼』考工記のプランをほぼその通りに適用したところに大きな特徴がある。それは、縦・横に大道9条を配置し、ほぼ正方形に近く（厳密にいえばやや南北に長い方形である）、外周に3つずつ（北面のみ2つ）の城門を設けており、前方（南面）に朝廷、後方（北面）に市場、朝廷の左方（東面）に太廟、右方（西面）に社稷壇を設けて、中華の伝統的な都城設計思想に則った、きわめて統制のとれた整然たる都市であった。現在の天安門付近に都城の正門として高さと華麗さを誇る麗正門があり、「天子、南面す」の風水の思想が墨守されていた、さらに、遼朝に始まる宮城－皇城－都城の三重構造を示しており、これには三田村泰助（東洋史学）によって周代の「國」の字の具象化であるとの指摘がなされている。四周の総延長は28.6キロメートルで、従来にない規模であった。
大都はまた、内陸部にありながら市街の中央に港湾をもつという点でも稀有な都市であり、その点に関してはきわめて独創的で野心的な都市であった。積水潭と称されるその港は、北方の山脈から取水した水を人工河川によって誘導して造営された。積水潭は、通恵河と称する運河によって大都の東方約50キロメートルの通州と結ばれていた。そして、その通州は3つの運河、すなわち御河によって南方の諸地域と、白河によって直沽すなわち現在の天津市と、大運河によって杭州と、それぞれ結ばれていた。これは、クビライが大都建設時点で南宋支配をすでに前提に入れて帝国支配を考えていたことの証左であり、また、後世の上海・天津の発展にもつながる水上ネットワークの整備の先駆けとなるものである。江南の諸港は、それ以前より東南アジアやインド洋を経て西アジアやヨーロッパへの「海のシルクロード」に向けて開かれていたが、モンゴルはこれをさらに組織化した。陸上交通も大都を中心に網の目のように整備され、大都・上都間に4本の幹線が建設されたほか、オゴデイ・カアン（在位:1229年 - 1241年）によって整えられたカラコルムを中心とするジャムチ（駅伝）の制を上都に接続させた。大都はこうして「草原の道」（ステップ・ルート）の起点ともなった。陸上交通においては上都、海上交通においては直沽、内陸水運においては通州というサブターミナルを通じて、大都は東西交流の一大中心となった。
大都の元朝下での都市状況については、ヴェネツィアの商人マルコ・ポーロの証言が貴重な文献資料となっている。『東方見聞録』は、情報提供者の偏見や伝聞に由来する多くの誤りを含んでいることも知られているが、大都に関する情報に関しては、かなりの程度信頼することができ、ある程度の事実を説明しているものと評価しうる。その記述からは、彼にとって壮大な方形の城や大道、碁盤の目のように区画された市街は驚異の対象だったことがうかがわれる。クビライは、金の中都がモンゴル・金戦争で荒廃したので、そのやや北にある、現在の北海・中南海周辺のかつての金の離宮に住み、ここを中心に大都を建設したとされてきた。これに対し、『東方見聞録』の伝えるところでは占星師が古都には反乱の兆しがあると進言したために河川ひとつ隔てた隣接地に新たな都城を建設したという。クビライは占星師や風水師については、漢族仏教徒の見解も含めてこれをきわめて尊重し、また、上述のとおり、大都の空間構成には風水思想の影響も濃厚にみられるところから、『東方見聞録』の説明には傾聴すべきものがある。ただし、数字にはいくらか誤りがあり、元末に著述された陶宗儀『輟耕録』には「京城周囲60里、城門11」とあり、食い違いが生じている。現代の実測結果にしたがえば、『輟耕録』の方が正しい数字を伝えているようである。

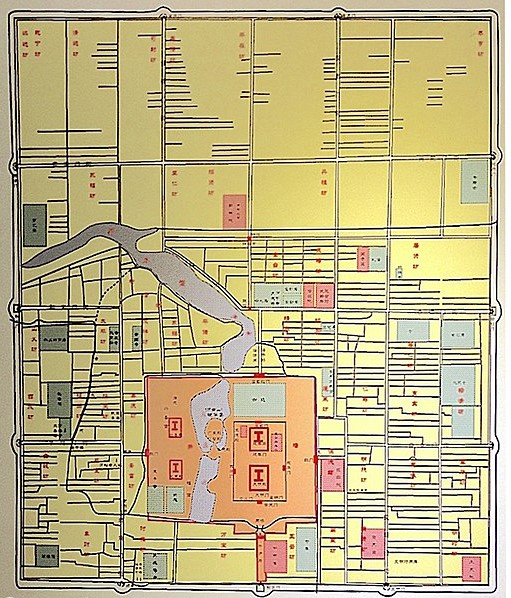
大都の都城全域図
----
オレンジ色部分が皇城。そのなかに長方形の宮城があり、大明殿と延春閣の二大建物があった。

都城の城壁はすべて版築の技法が用いられた土城であり、新中国成立後の実測によれば底部の幅は24メートルに達していた。土城の防雨と排水については建造当初から憂慮され、実際に雨水が土城の浸食により被害を蒙ったこともあり、煉瓦で覆う策は幾度も出され、民間から自費改修の申し出さえあったが、元朝はこれを却下している。結局、この問題に関しては元朝下では解決ができなかった。大都の四隅には巨大な角楼が建てられていた。現在の建国門の南側にある明・清代の天文台の旧址は、かつて大都の城壁東南隅に設けられた角楼の跡である。元の大都では、都城の城壁内に人びとが収まりきれず、城外町が各城門から伸び、繁栄していた。
皇城（大内裏）は都城の南部中央に位置し、その南側城壁中央の正門は霊星門と称し、場所は現在の故宮の午門付近にあった。その南に都城全体の門である上述の麗正門があり、両門の間には皇城前広場があってその左右両側には約1.1キロメートルの千歩廊があった。この広い空間は、元朝以前は皇城の内側にあったのを大都では皇城正門前に配置したものであり、これは都市平面構成における従来からの大きな転換であった。皇城の城壁は周囲約11キロメートルであり、そのなかに宮城・隆福宮・興聖宮などの大建築と御苑があった。御苑には皇族の人びとが観賞するための樹木や草花が栽培されており、水は太液池から引かれていた。
宮城（内裏）は金代の離宮跡に建造され、城壁延長は3.4キロメートル弱で、城壁には煉瓦が用いられていた。城壁の南側には中央の崇天門はじめ3つの門があり、西壁には西華門が、東壁には東華門があった。この東西両壁は現在の故宮の東西両壁とほぼ同じ位置にあたる。宮城城壁の四隅にはいずれも三層の角楼があり、瑠璃色の瓦で葺かれていた。宮城内の二大建築は「大明殿」と称される謁見殿と「延春閣」と称される皇帝の私的空間であり、いわゆる外朝と内廷にあたっている。崇天門と大明殿・延春閣、および延春閣近くの清寧宮は一直線に並べられており、さらに、この直線は大都を南北に貫く都市計画上の中軸線と一致していた。1273年に落成した大明殿は、長朝殿とも称し、皇帝即位・元旦・皇帝の誕生日の慶祝はじめ重要な儀式はすべてここで執り行われた。宮殿の台基は三層でいずれも竜鳳の彫刻が施された欄干をめぐらし、欄干のそれぞれの柱の下には首を伸ばしたすがたの大亀が置かれた。大明殿のなかには七宝・雲竜の御榻（ぎょとう）・白蓋金縷（はくがいきんる、白い錦に金色の刺繍）の褥（しとね）が置かれていた。御榻とは玉座を置いた長椅子のことであり、元朝の重要な式典では皇帝とともに皇后が御榻に座って朝拝を受けた。これはモンゴル民族にはあって漢民族にはない慣習であった。大明殿よりもさらに高層であった延春閣は、仏教や道教にかかわる行事が行われたり、宴会の催される場所であった。大明殿と延春閣の後方にはいずれも寝殿が設けられていた。
元代の宮殿は漢民族の伝統を中心にすえながらも、多様な民族の特色が採り入れられており、築造技術や構造、用材・装備などの面で新しい工夫も試みられていた。宮殿の平面プランでは多く「工」字形、すなわち主殿級建物を2つ配置して、これを渡り廊下でつなぐという方法が採られた。インテリアはモンゴル的特徴が濃厚で、壁掛けやじゅうたんが多用された。
クビライは中原の地を統治するにあたってシナ文化を利用した。早くから用いられた漢族の儒者に趙復、許衡、姚枢がいる。趙復は、モンゴル・南宋戦争で家族のすべてを失い、虜囚の身であったにもかかわらず厚遇を受けて燕京に招かれ、太極書院を開いた。太極書院は華北において理学（二程と朱熹の学問）の普及に大きな役割をになった。クビライは1287年、正式に大都の東の城門である崇仁門内に国子学を建て、これを最高学府とした。初代学長には許衡を任じ、崇仁門の東にはのちに孔子廟も建てられた。元代中葉には、科挙も復活させている。
元朝ではさまざまな宗教を受容し、これを保護した。支配者によってとりわけ重視されたのが仏教であり、道教がこれに次ぎ、イスラム教やキリスト教がこれにつづいた。仏教では、金代に大きな勢力をもっていた臨済宗が重んじられ、燕京にあった海雲が住職を務めた大慶寿寺は一貫して臨済禅の本山として歴代座主には国家の官爵があたえられた。元朝の中国支配が進むにつれてチベット仏教も大都に伝えられた。クビライはチベット仏教僧のパクパを招請し、チベット文字を基本に新国家の文字を考案させ、1269年、この文字（パスパ文字）を国字に制定した。歴代皇帝も仏教を厚く保護して、大都に寺院を次々と寄進したが、その一つがクビライの建てた、白塔で知られる平則門内の大聖寿万安寺（現在の妙王寺、西城区）である。他に、大護国仁王寺、大天寿万寧寺、大承天護聖寺があった。道教では、中央アジアでチンギス・カンと会談したことで知られる全真教の丘長春が華北に戻ると燕京の太極宮に迎えられ、太極宮は長春宮に改称された。こののち、長春宮は全真教の本山として中心的役割をになった。東岳大帝を祀った北京東岳廟も元代に築造されたものである。マルコ・ポーロは『東方見聞録』のなかで、12人の色目人宰相のなかの一人、アハマッドというムスリム宰相について言及している。色目人には、中央アジア系やペルシャ系などイスラームを奉じる人びと、キリスト教徒が含まれており、マルコ自身もクビライの信任厚かった一人である。クビライの母のソルコクタニ・ベキは唐代三夷教のひとつ、景教（ネストリウス派キリスト教）が早くから伝わったケレイト出身であり、彼女自身もキリスト教徒であったといわれる。

関連画像
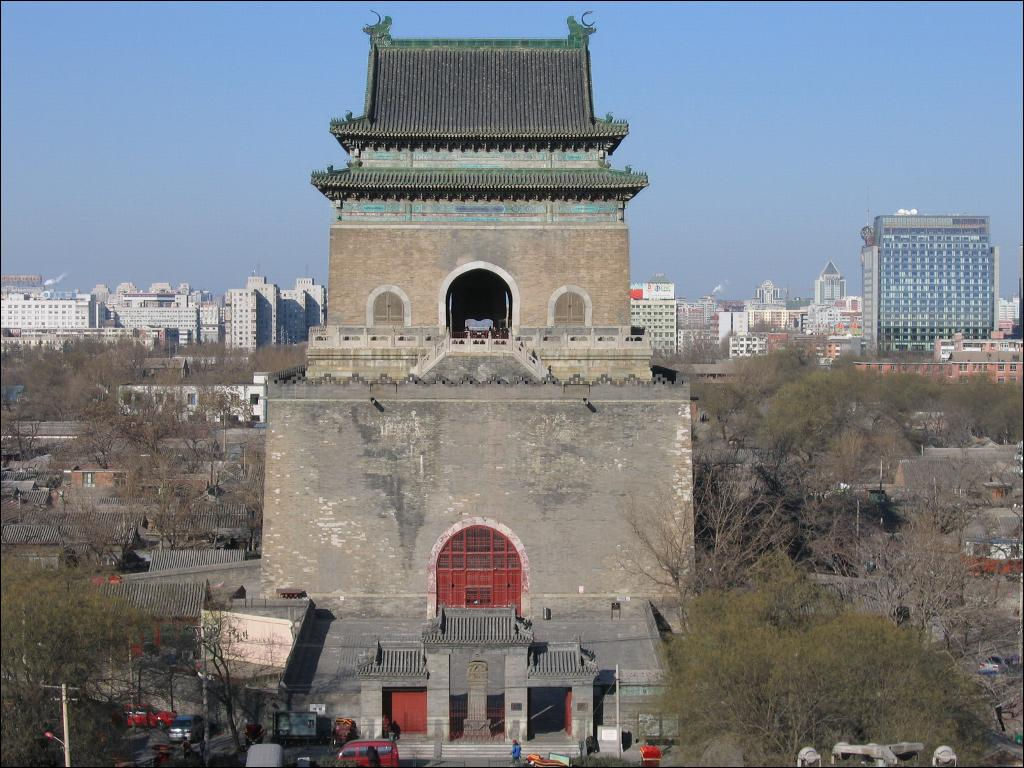
1272年建造の鐘楼
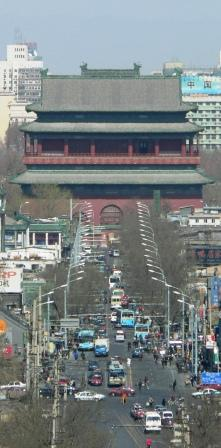
鼓楼。1272年建造
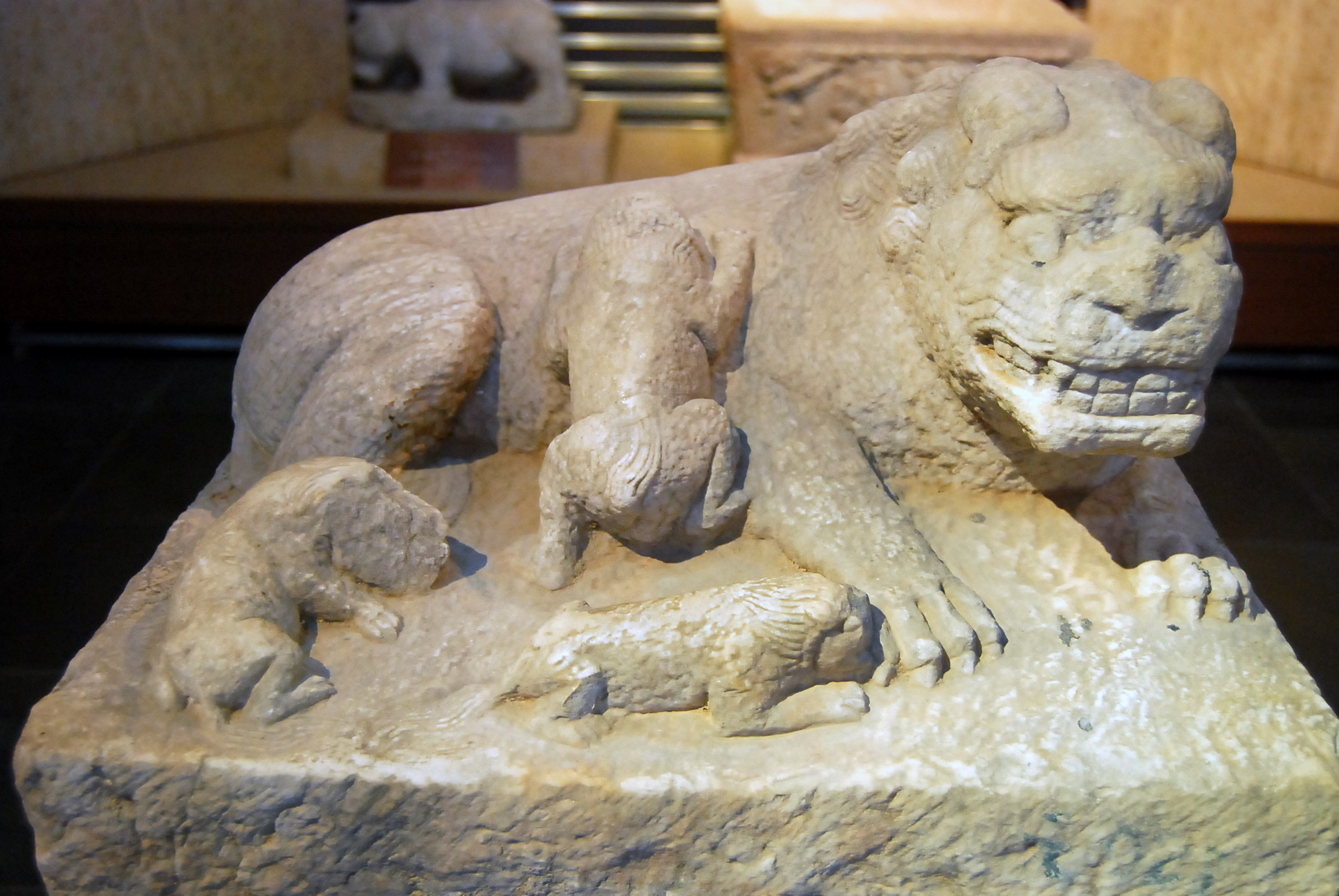
大都の旧城壁にあった石彫獅子像（北京石刻芸術博物館所蔵）
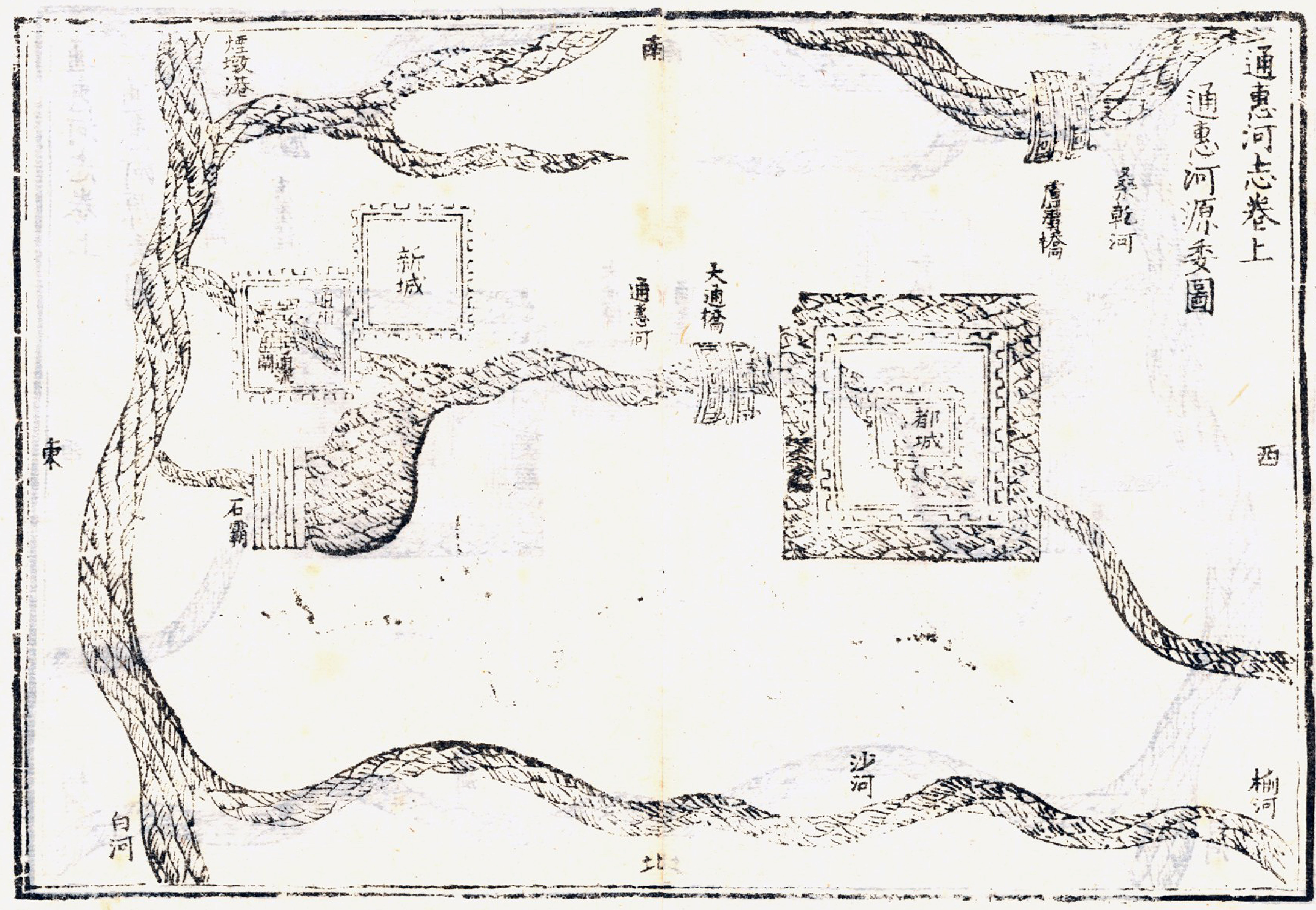
呉仲（明代）著『通恵河志』より「通恵河源委図」
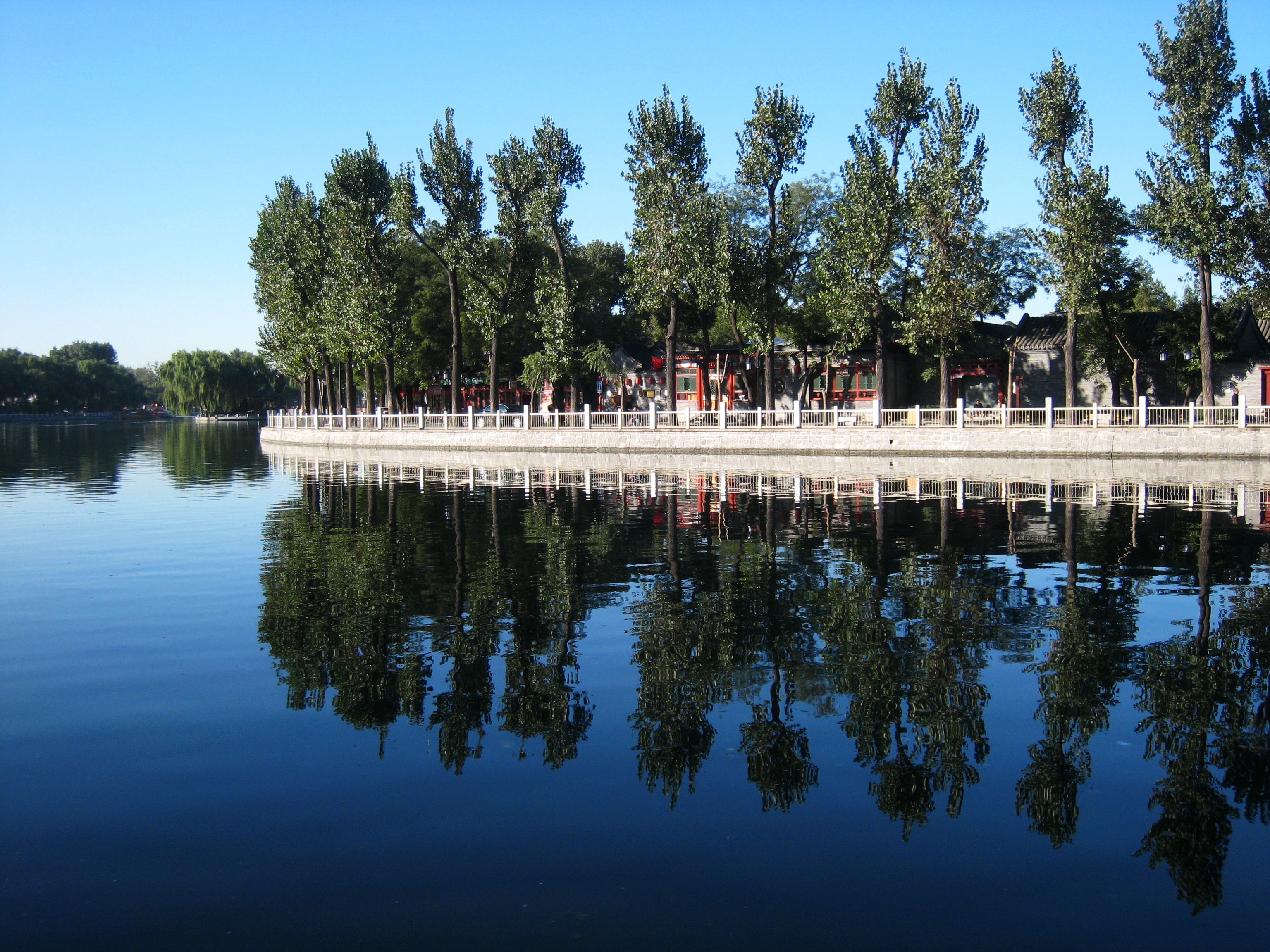
大運河の一部であった北京の什刹海（中国語版）
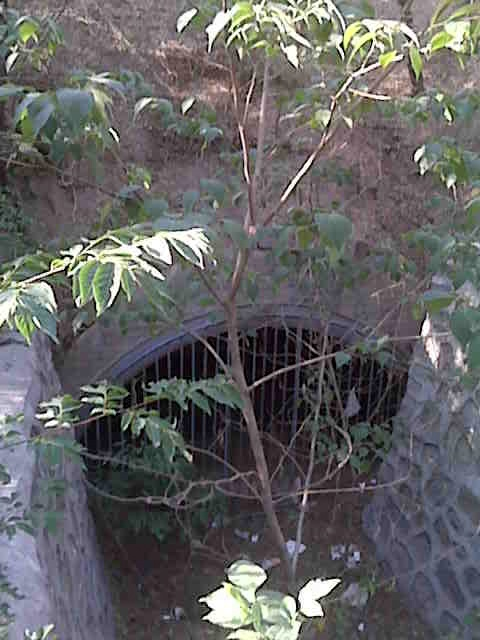
大都北城垣水関遺跡
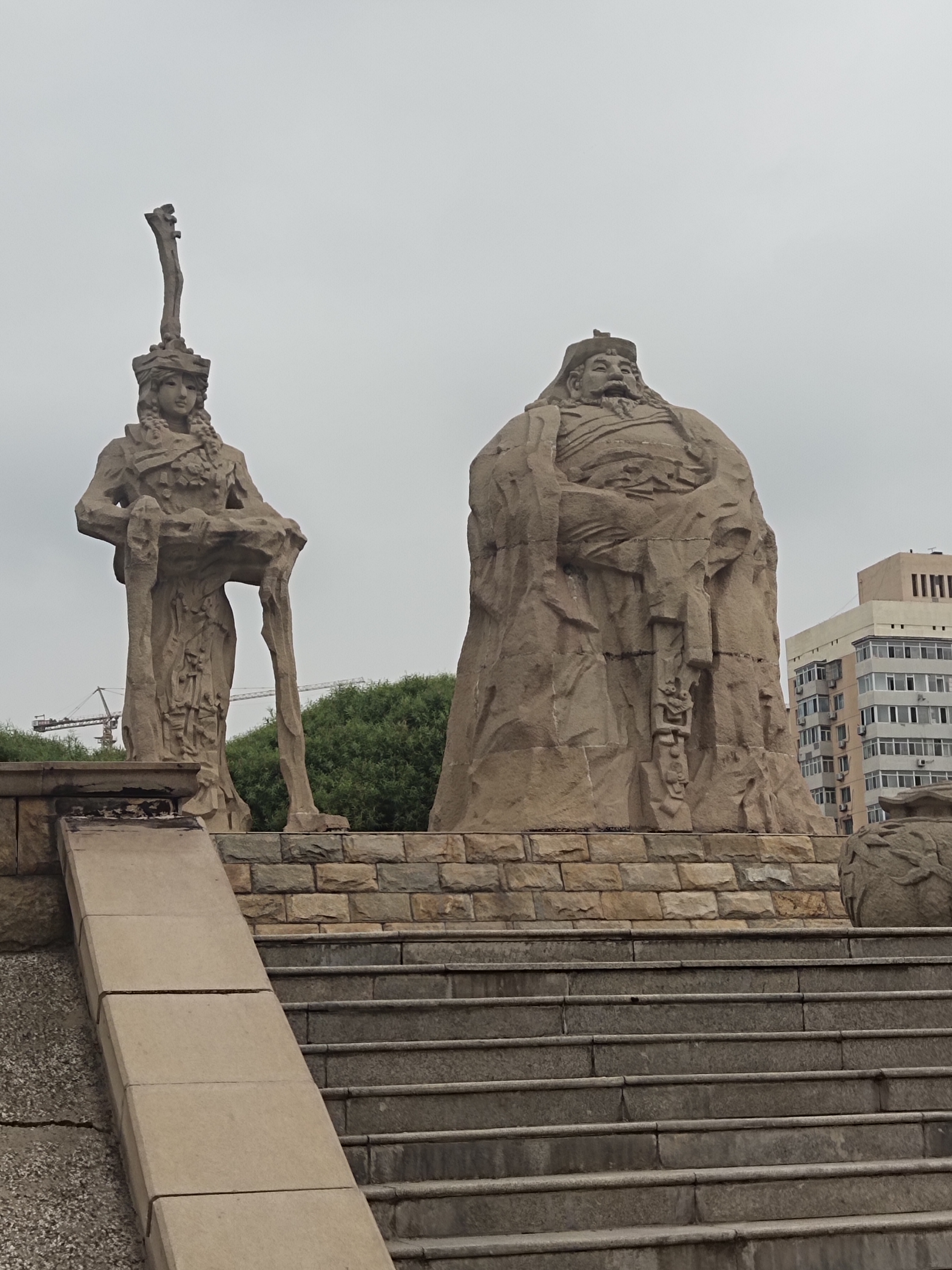
元大都城垣遺跡公園（中国語版）（海淀区）のクビライ像
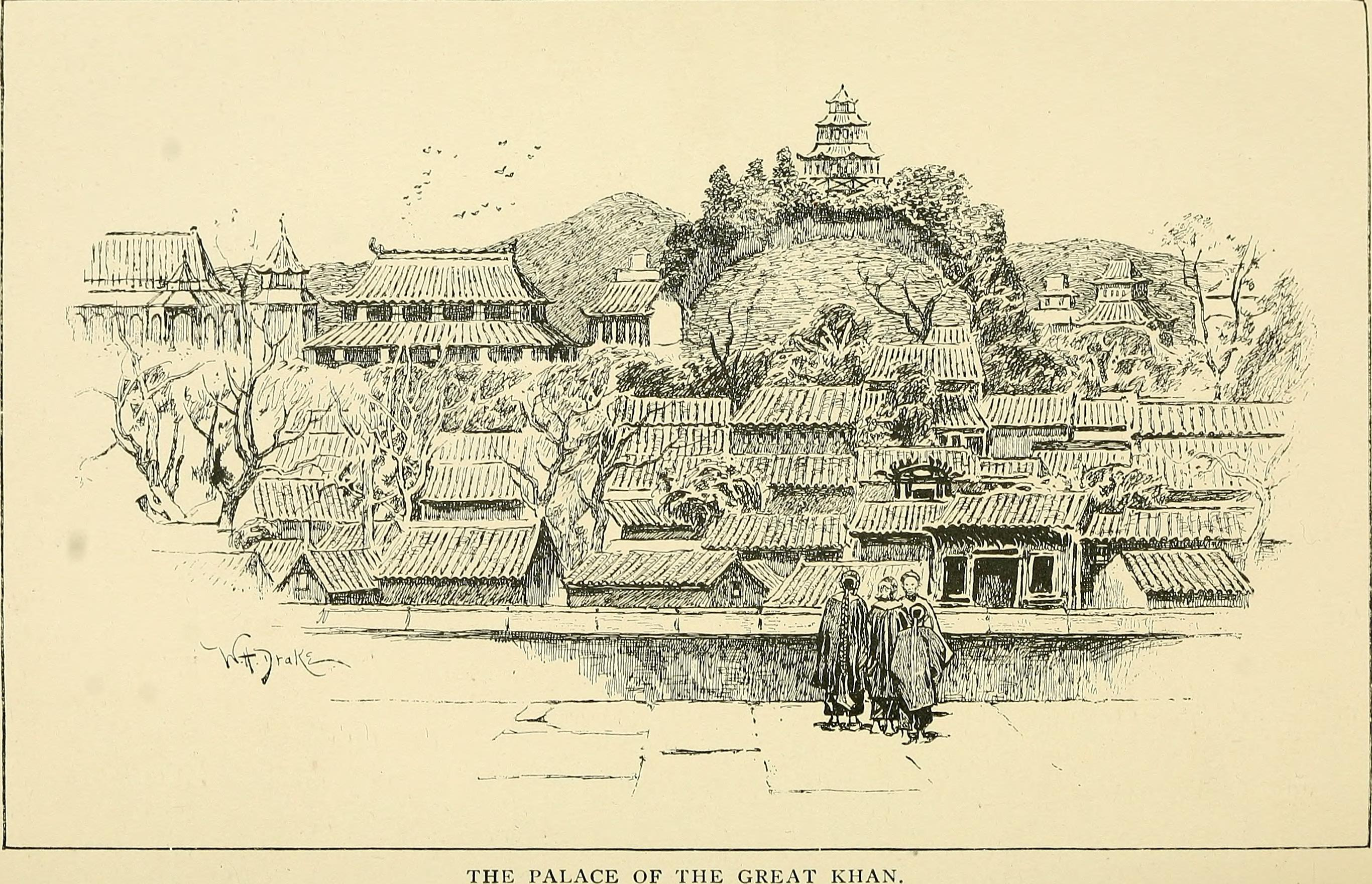
マルコ・ポーロ『世界の記述』に基づいて西洋で描かれた宮殿想像図
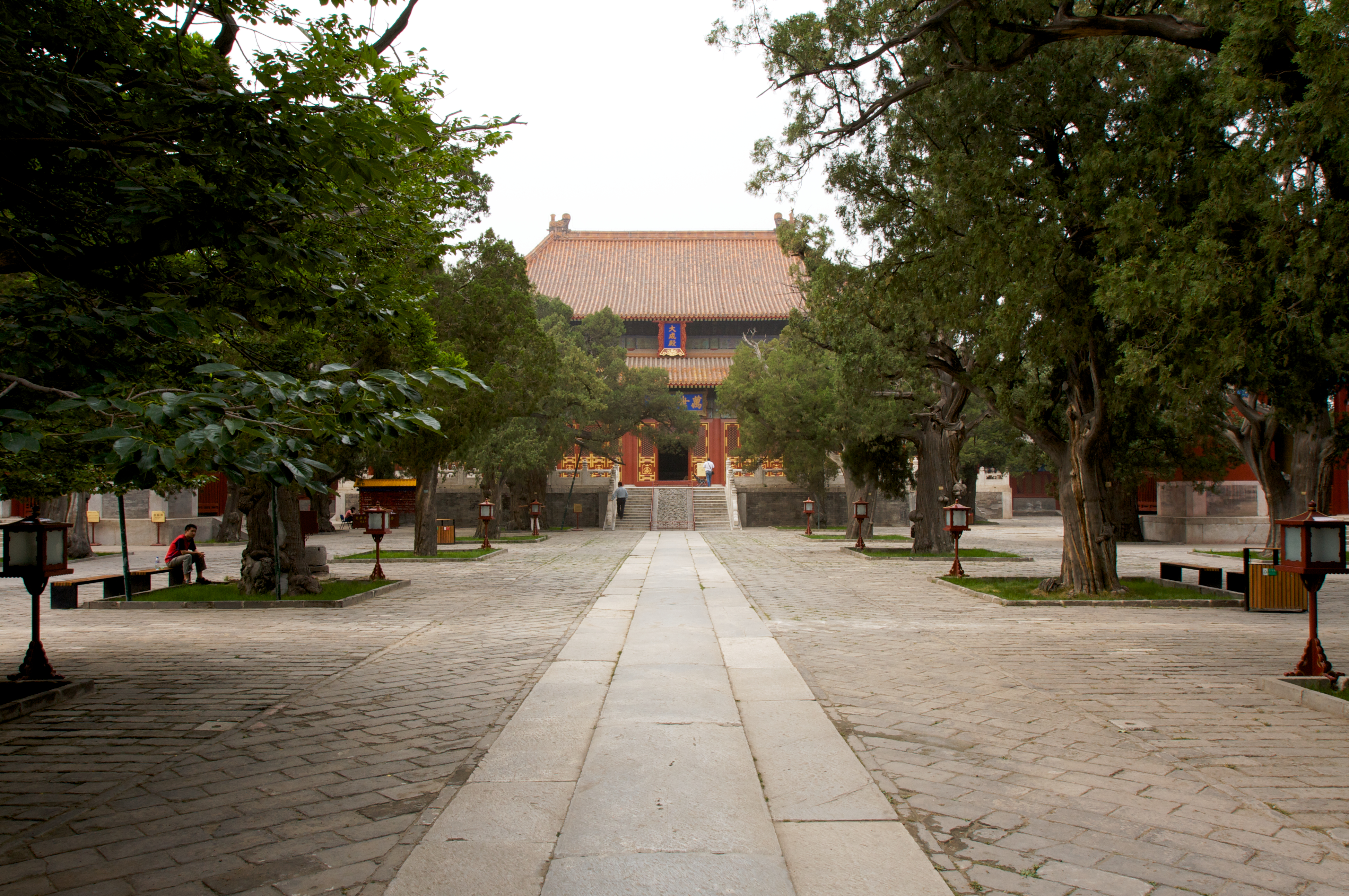
1302年創建の北京孔子廟（中国語版）
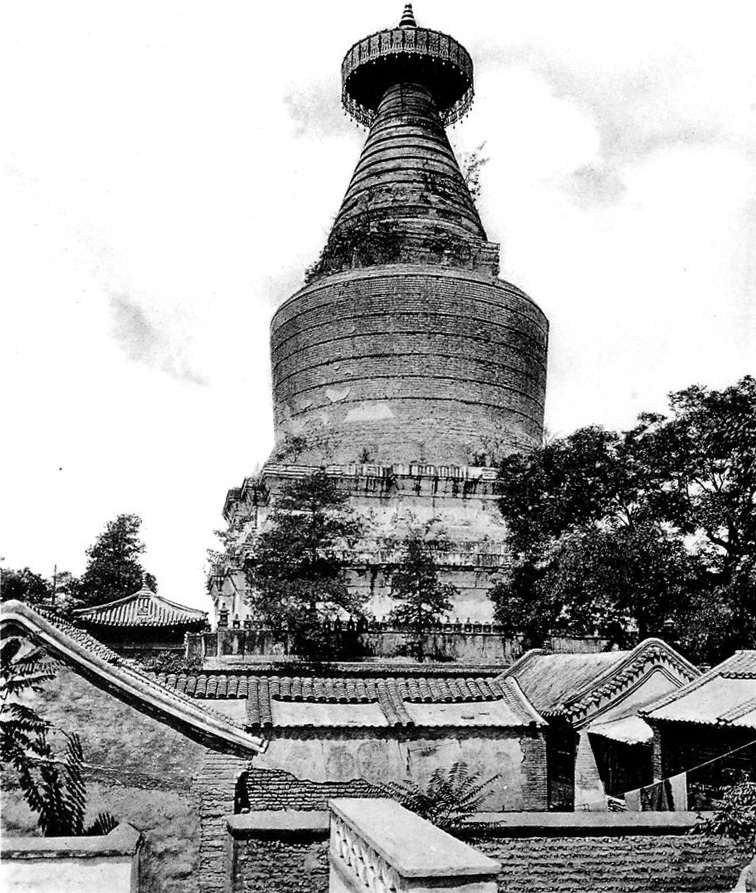
妙王寺白塔
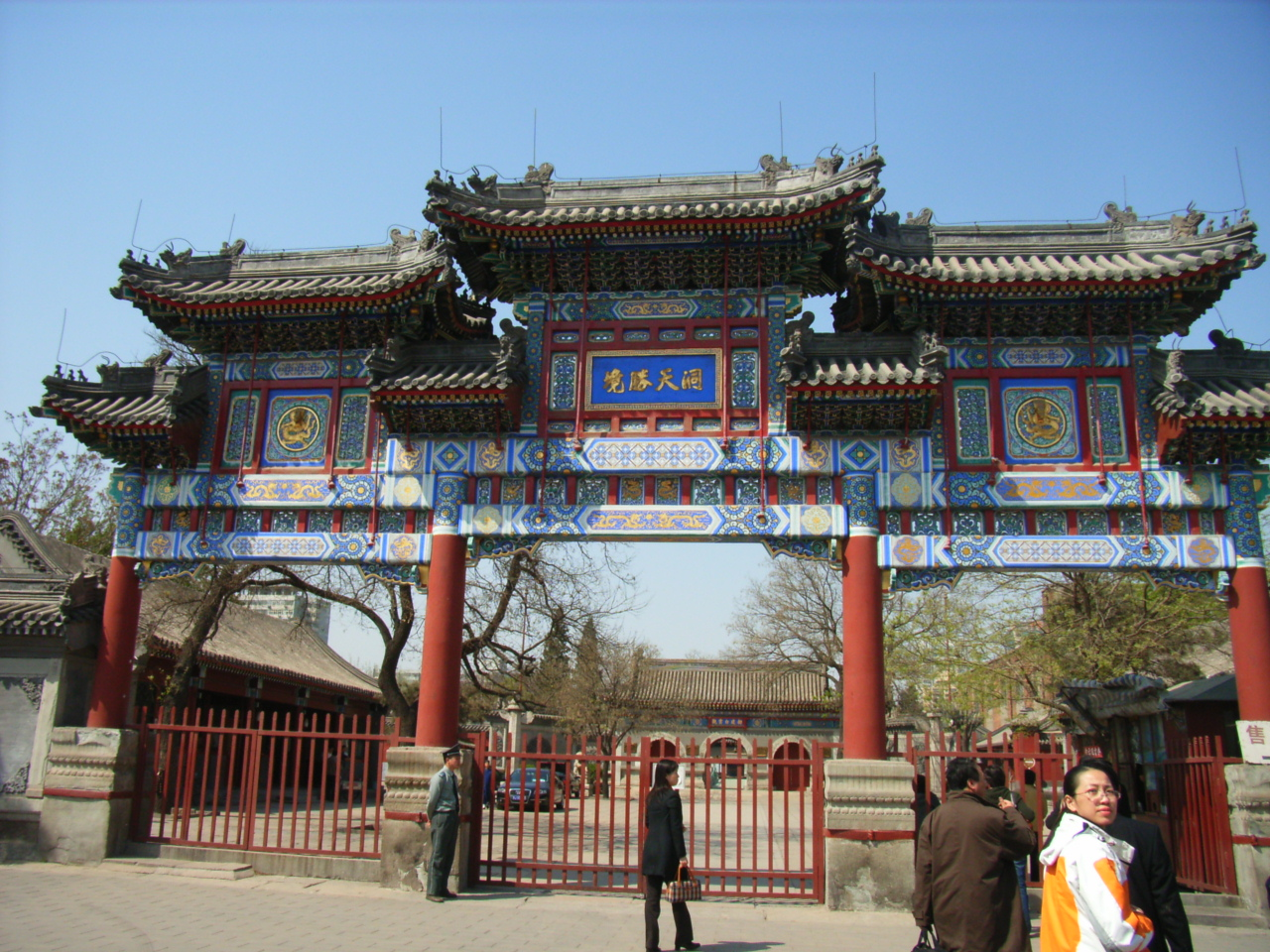
道教寺院として今も残る白雲観（西城区）はかつての長春宮の一部である

### 明代

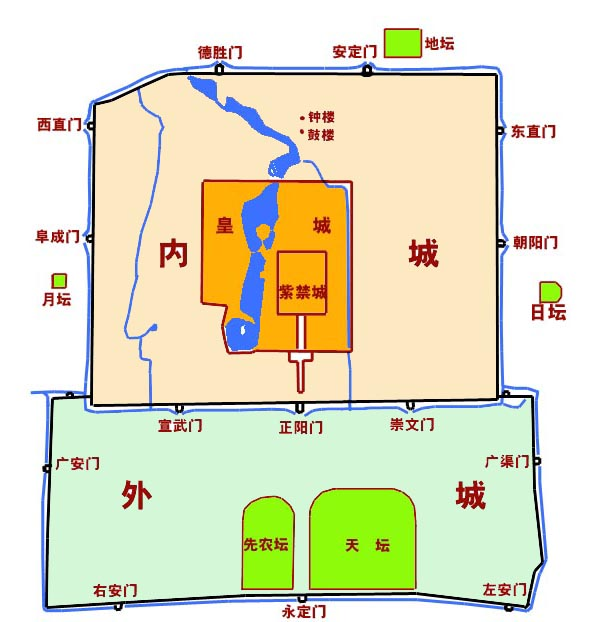
北京の内城と外城

| A. 午門 B. 神武門 C. 西華門 D. 東華門 E. 隅櫓 F. 太和門 G. 太和殿 | H. 武英殿 J. 文華殿 K. 南三所 L. 後三宮（乾清宮） M. 御花園 N. 養心殿 O. 寧寿宮皇極殿 |

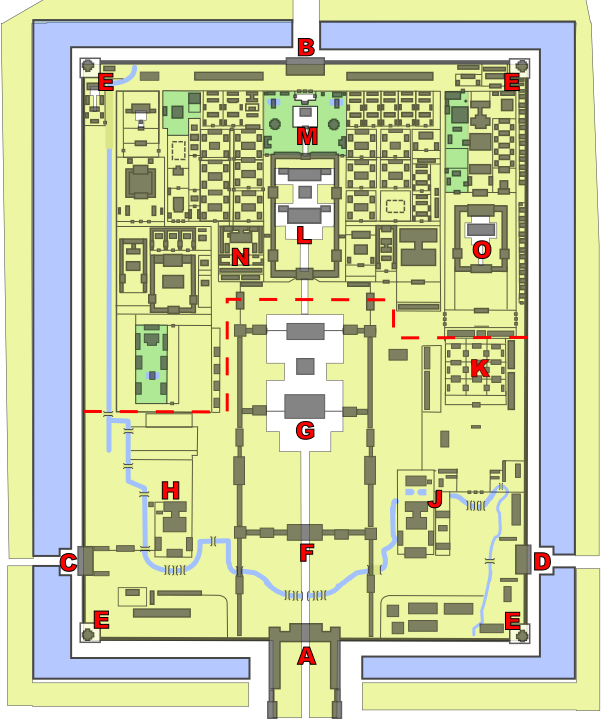
紫禁城（清代の略図）
----
- - -よりも北側が内廷、南側が外朝。明代には両者の境には塀が築かれていた。
A. 午門
B. 神武門
C. 西華門
D. 東華門
E. 隅櫓
F. 太和門
G. 太和殿
H. 武英殿
J. 文華殿
K. 南三所
L. 後三宮（乾清宮）
M. 御花園
N. 養心殿
O. 寧寿宮皇極殿

14世紀半ばに入ると、強力を誇った元朝にも衰えがみられ、浄土系結社の白蓮教が勢いを増し、紅巾軍と呼ばれる農民主体の反乱軍が各地に蜂起した。元朝支配下の長江以南の人びとは「蛮子（マンジ）人」と称されて社会の最下層にあり、かれらは「貧極江南、富誇塞北」（江南は貧しさの極にあり、長城の北に富が集中している）をスローガンに結集した。紅巾軍と元朝側の攻防は、双方の内紛や裏切りなどにより長期化した。結局、1368年、元朝の皇帝トゴン・テムルが北京を放棄して北方に落ち延び（北元）、紅巾軍の軍団を併合して江南を抑えた朱元璋が明朝を建て、中華王朝として中国内地に君臨した。新たな北京の主人となった明朝のもとで「大都」の名は「北平」と改められた。明朝は、「元朝の王気を消滅させる」という目的で、マルコ・ポーロが称賛した壮麗な宮殿をことごとく破却した。現在の北京に元朝の建物が遺存していないのはそのためであり、風水思想が貴重な文化遺産を失わせた例ということができる。
明朝は朱元璋による建国当初、首都を江南の応天府に置いた。江南に首都を置いた政権は明朝以前にもあったが、それはいずれも中国の南半を支配するにとどまっており、長江以南に都を置き、なおかつ黄河流域まで含む版図を有する王朝は明朝が初めてであった。洪武帝朱元璋（在位:1368年 - 1398年）は各地に息子を分封して新帝国の防備にあたらせたが、特に重視したのは北方の長城線であった。朱元璋は、有能で武勇にすぐれた四男の朱棣を燕王に封じて北平府（北京）に置いた。燕王朱棣は、自身の甥にあたる第2代皇帝建文帝（在位:1398年 - 1402年）が即位早々削藩の方針を打ち出すとこれに抵抗し、君側の悪を清める名目で挙兵した（靖難の変）。当時の北平府は、モンゴル人・女真人・西域の人びとの雑居する国際都市であり、そこに育った朱棣は国際感覚にすぐれた人物であった。朱棣は南京の政府軍に勝利して第3代皇帝永楽帝（在位:1402年 - 1424年）として即位した。1406年、永楽帝は元朝の宮殿を徹底的に破壊したうえで、その跡地に紫禁城（現在の故宮博物院）を建設した。
永楽帝はみずからの根拠地である北平を「北京」に改称した。これが、今日までつづく北京という地名のはじまりである。彼は北京にしばしば長期滞在し、北京で政務をとった。また、北京城の再構築を進める一方、大運河を整備し、1421年、正式に北京に遷都した。遷都直後、落雷によって生じた大火によって紫禁城の外朝三大殿が二日二晩にわたって燃え続けた。群臣は宮殿焼失を恐怖して南京への遷都を永楽帝に建言したが、永楽帝はそれを断固拒否して北京再建を命じた。北京遷都の背景として「南北統一」と「華夷一統」がキーワードとして浮かび上がる。靖難の変は南北間の政治的対立や経済的格差の実態を顕在化させたことにより、明もその実情を克服して「南北統一」を実現させる必要に迫られ、その実現のために重視されるべき華北地域の中心にある北京が新しい都の所在地として相応しかった。同時に元の成立は中華世界を遊牧・狩猟地域にまで広げることになり、明もその実情に対応して「華夷一統」を実現させる必要に迫られ、その実現のために重視されるべき農耕地域と遊牧・狩猟地域の境界線上にある北京が新しい都の所在地として相応しかった。なお、しばしば北方からのモンゴル勢力の侵攻に対応するための遷都という言説が用いられるものの、遷都時点では北方情勢はそれほど深刻ではなく、後付けの言い訳の一種に過ぎなかったと考えられ、後年のモンゴル勢力の回復によって後付けの言い訳が現実化したと考えるべきであろう。
永楽帝による都市改造は、元の大都の北部地域を縮小して南方に拡大させたことを大きな柱としている。大都の北域は未開発で荒廃していたため、明の内城の北壁は大都のそれよりも約2キロメートル南に改築された。このときの北壁は、積水潭の水路があるために直線とならず、途中でやや内側に屈した斜線になっている。現在も残る徳勝門と安定門の線が明代および清代の北京城の北の境界となった。取り壊された大都の宮城跡地やや南に移動して宮城（紫禁城）が間隔を詰めた緊密な構成で造営され、皇城全体も南方に若干拡張された。宮城は、南北約1キロメートル、東西約0.76キロメートルの規模で城の外側には筒子河（トンズホ）と称する濠がめぐらされていた。宮城を「紫禁城」と称するのは、南京の宮城の雅名に由来している。都市壁も南に移動させたが、東西の城壁の位置は元代と変わりなかった。ただし、元代にあっては城壁を土をはさんで突き固める版築の手法で建設された土城であったが、明代には煉瓦造りとなった。現在の故宮博物院の北にある景山公園は、元の後宮延春閣のあった場所であるが、紫禁城が南に移動したため宮城北壁の外側となった場所である。永楽帝は、前王朝封じ込めの風水の考えから、ここに人工の山をつくった。一般には景山と称されるが、正式名は万歳山であり、非常時に備えて石炭を積んだことから煤山ともいわれ、前朝封じ込めの意味からは鎮山とも称される。いずれにせよ、これにより「背山臨水」の王城の地たる条件が満たされたのであり、象徴的な意味も大きかった。太廟と社稷壇については、元代では都城の東西に置いたが、明朝では紫禁城南門外の左右両側に移し、前方空間を南に拡げ、千歩廊と称されるT字形の宮廷広場を承天門（現在の天安門）の南側に設けた。この広場は現在の天安門広場の前身にあたる。千歩廊の両側には、明朝政府の諸官庁が配置された。東側が六部など、西側が五軍都督府や錦衣衛などであった。宮廷広場およびその周辺では、皇帝即位や皇后冊立といった盛典の際の詔書発布の儀式、科挙合格者の発表、死罪判決を受けた全国の犯罪者の再審・最終決定などがなされた。なお、首都としての北京の地位が定まるのは永楽帝死去後の1441年のことであり、その後も南京には北京に準ずる中央官制がしかれた。
外城の建設は、永楽帝より100年隔てた後のことである。これによって現在の中心市街がほぼ完成した。1449年の土木の変をはじめとする、たび重なるタタール騎兵の南下攻撃に対処したのが、その目的であった。本来は内城全体を取り囲み、「回」の字に城壁を建設する予定であったが、資金不足で内城南側にほぼ長方形の町を連結させるだけにとどまった。外城の建設によって北京城の平面プランは特有の「凸」字形を呈し、「南城帽」と形容される輪郭となった。現代の北京市の中心市街は東城区と西城区から成るが、旧東城区と旧西城区が内城にあたり、東城区に編入された旧崇文区と西城区に編入された宣武区が外城にあたっている。外城建設は、モンゴルの脅威、いわゆる「北虜」が直接のきっかけであったが、一方では都市形成の必然的ななりゆきの結果でもあった。元代の大都の南門外は、すでに西に金の中都があったところで多数の住民をかかえており、大都の都城に入りきらない人が住む城外町を形成し、商人や職人、芸人など多様な庶民が暮らす人口密集地帯であった。永楽帝は、さらに「召民居住」「召商居貨」、すなわち人民を集めて住まわせる、商人を集めて品物を置かせるという北京振興策を推進したので、城外南部は市街化が進んでいたのである。旧崇文区・旧宣武区の一帯が碁盤目状の街路構成となっておらず、入り組んだ小路の多い庶民の街となっているのはそのためであり、永楽帝の建てた天壇を内側に収めて外城を築いた。
なお、紫禁城の主軸は南の午門と北の正門である玄武門（後の神武門）であったが、この主軸は紫禁城にとどまらず、南は皇城の正門である承天門（天安門）、内城の正陽門（旧麗正門）、外城の永定門、北は鐘楼、鼓楼に至るまで、これらを直線に結んでいた。その距離はおよそ6キロメートルで、その中心点となるのは午門であり、東西南北の端からほぼ等距離にあった。清の康熙年間の古文書調査で明代の宮殿、楼閣、門、亭の數を調べたところ、その総数は786件であったのに対し、清ではその3割以下であった。また、明朝では宮殿の基壇の塼（せん、板瓦）は山東の直営工場産のものしか使用せず、木材はすべてクスノキであったのに対し、清朝では民間の塼とマツ材を使用していたという。また、明代には内廷と外朝の区別が厳格で、両者間には仕切りの塀が設けられていたが、清朝ではこの塀を撤去し、双方の境界はやや曖昧なものとなった。

関連画像
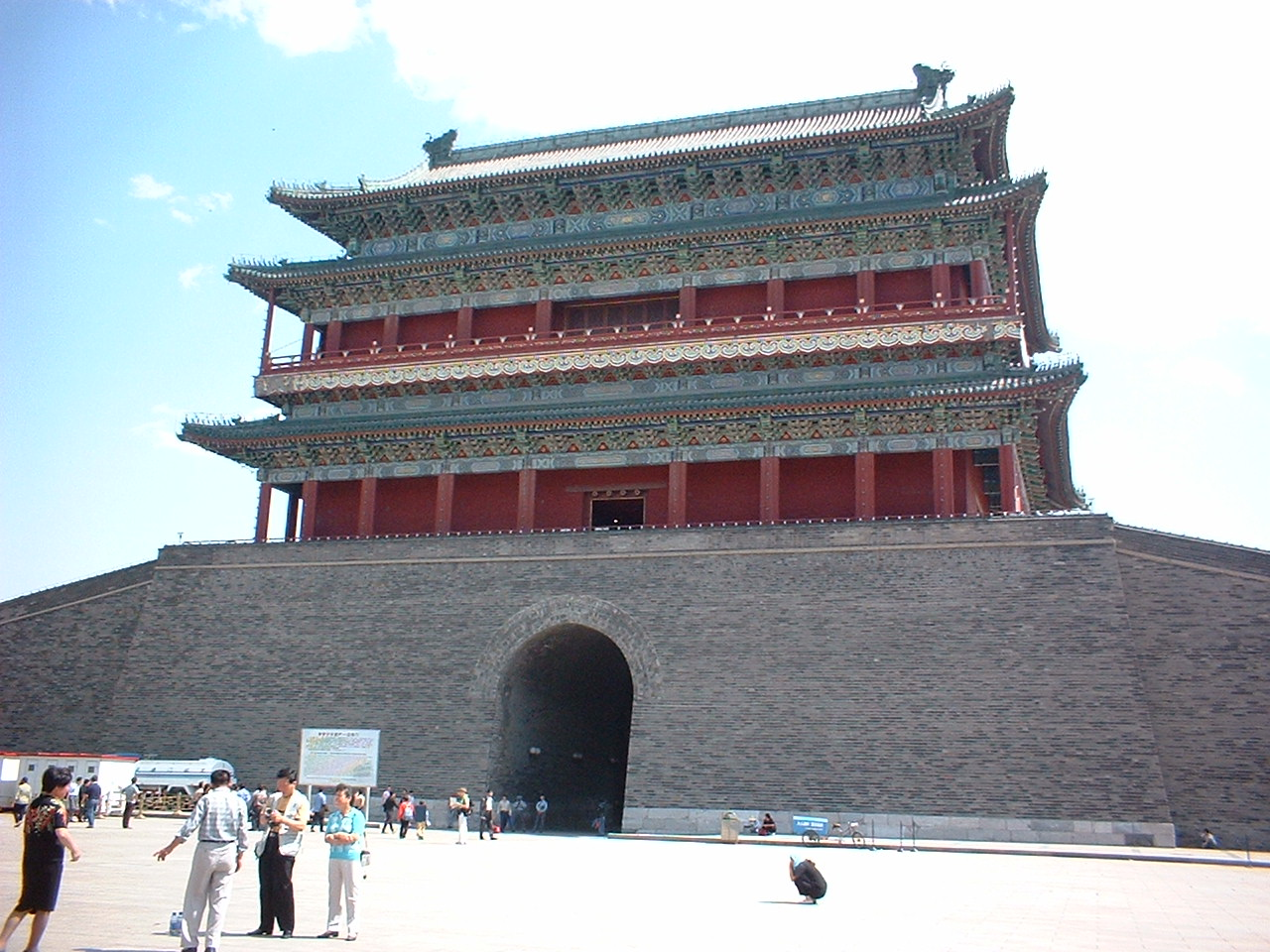
正陽門
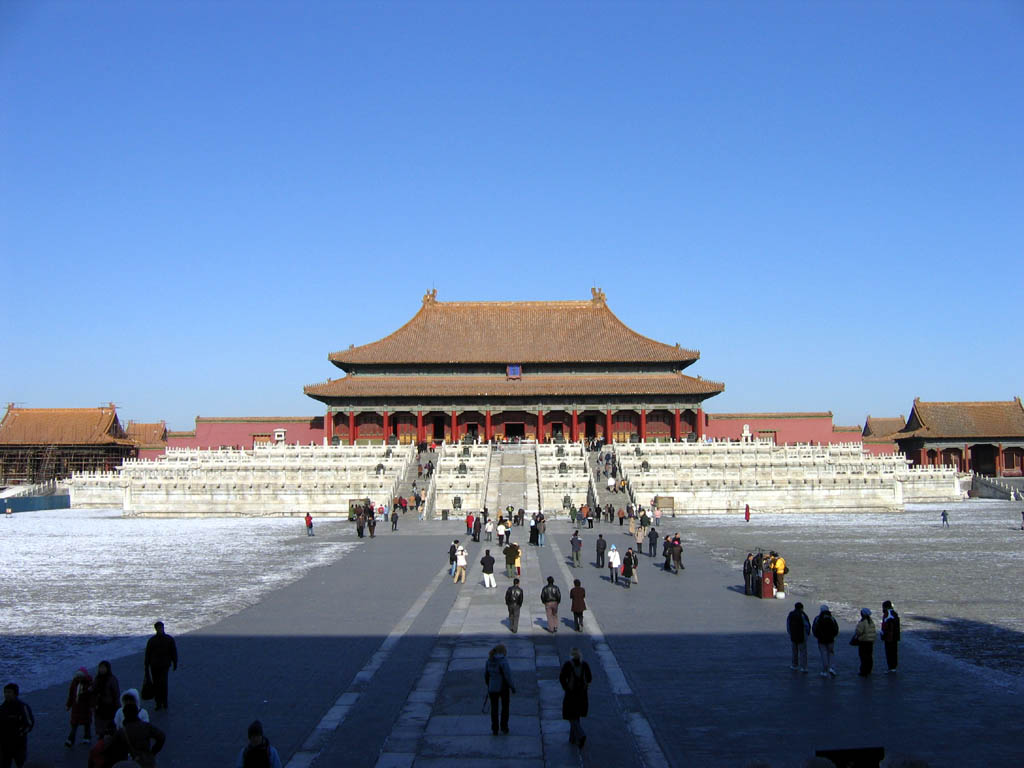
紫禁城太和殿は明代には皇極殿（初名は奉天殿）と称した
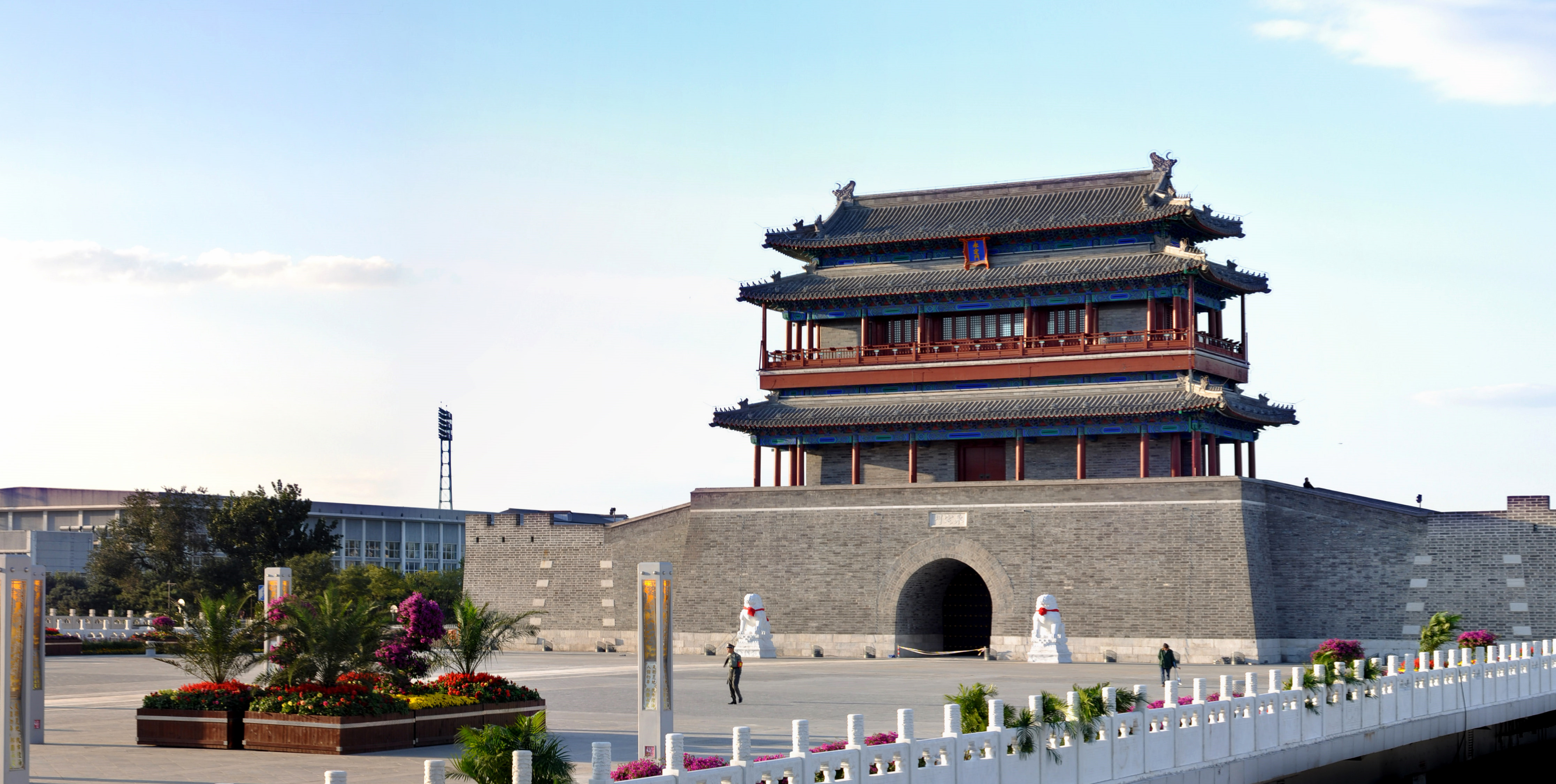
永定門
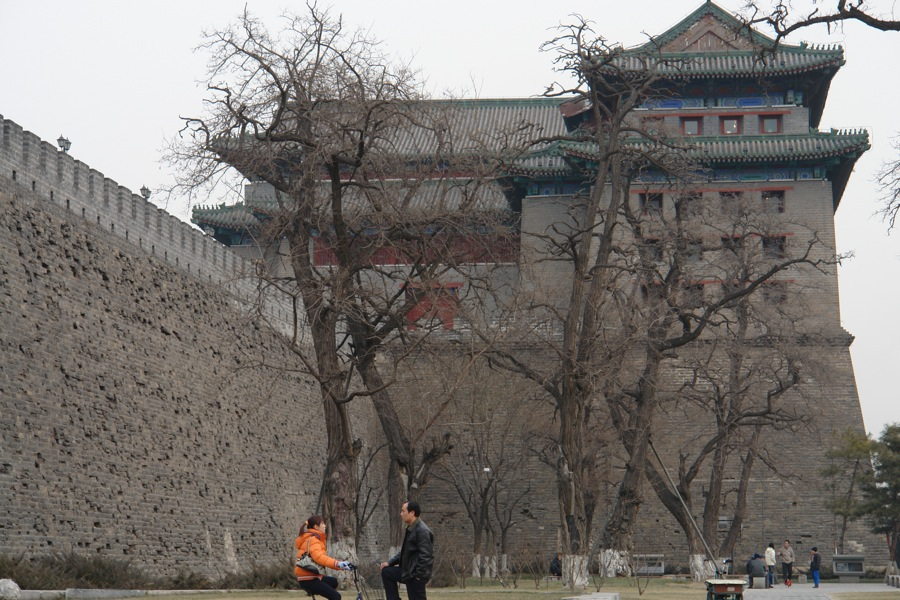
明代北京城東南隅の角楼
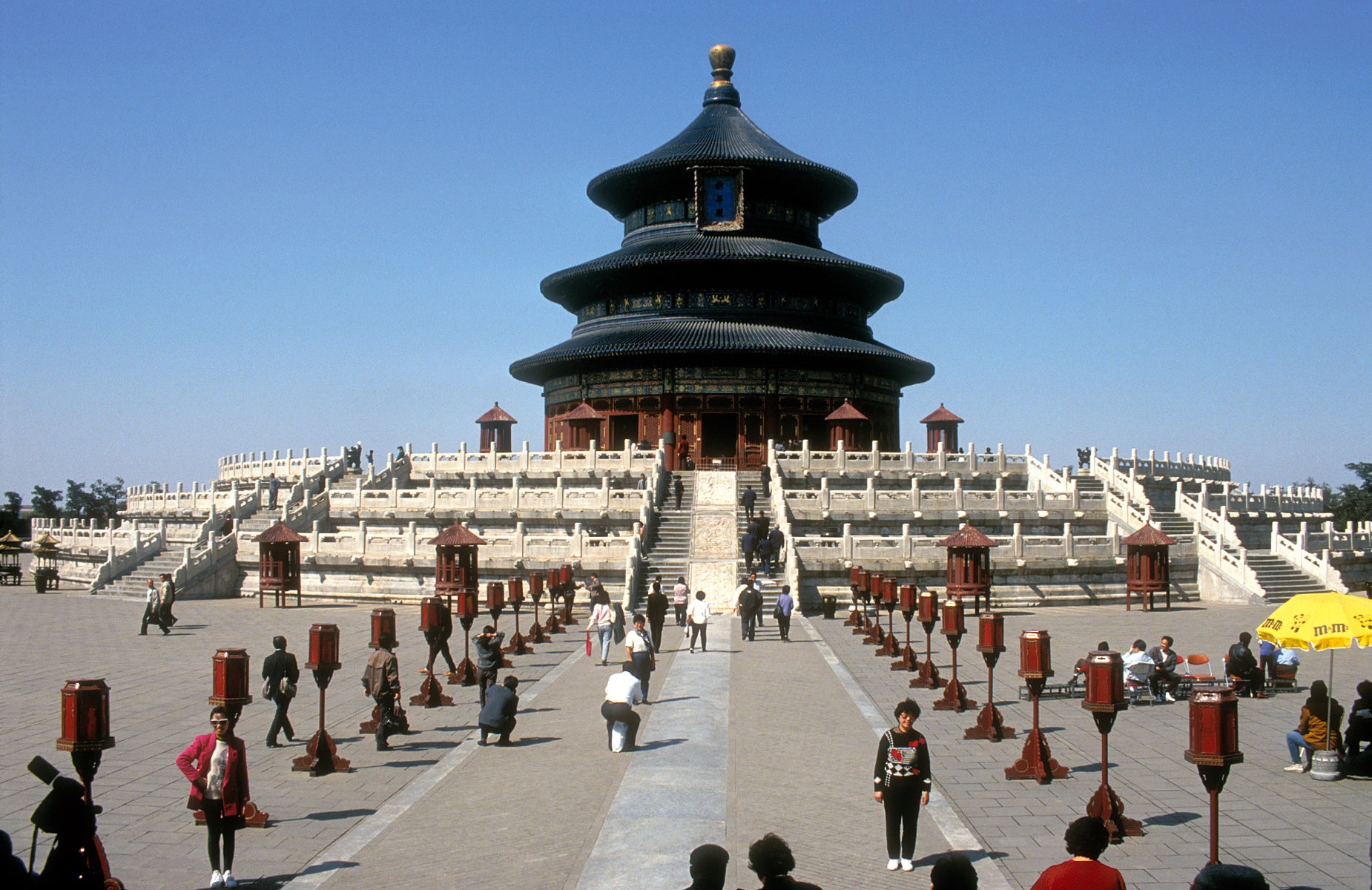
天壇
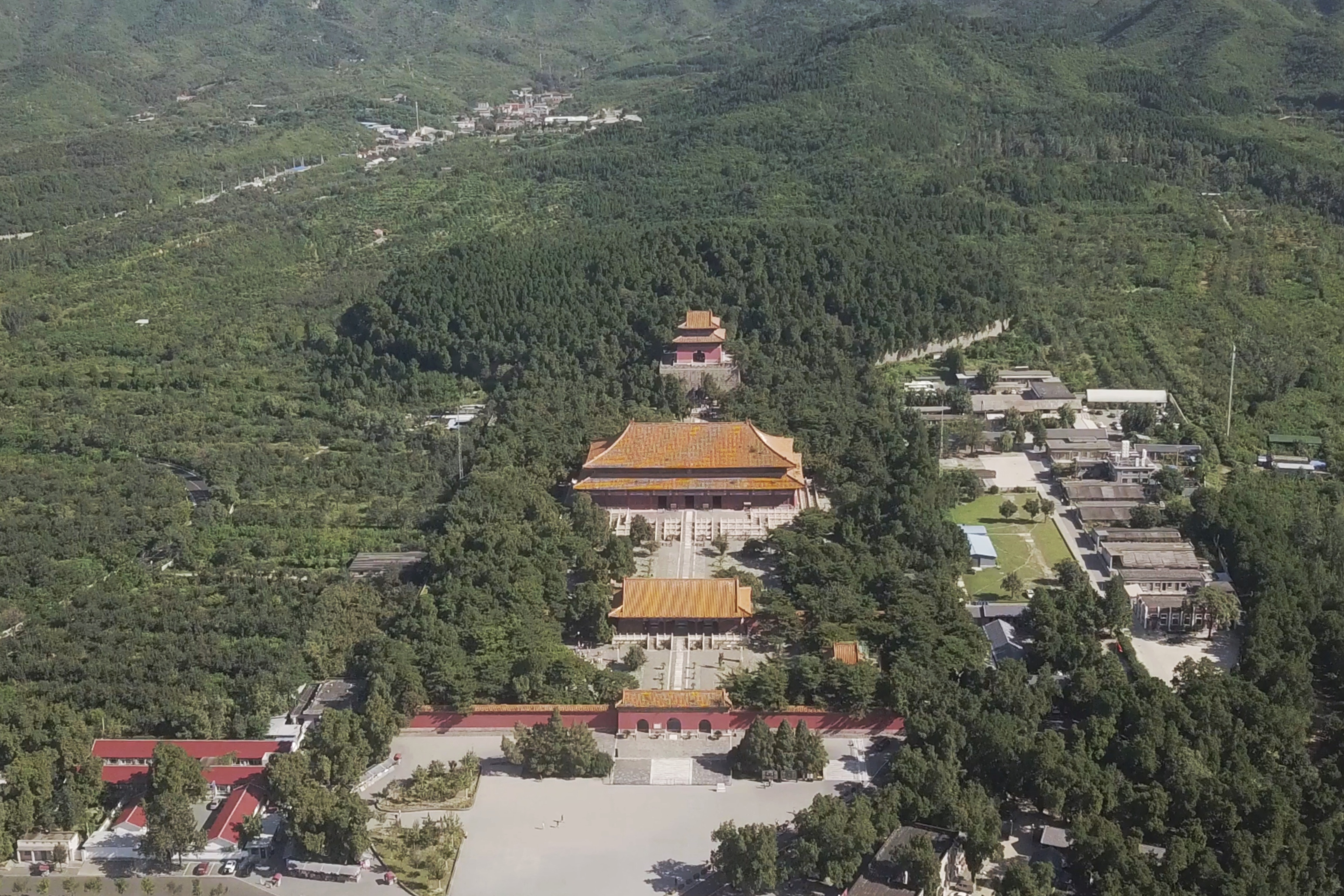
明の十三陵のうち長陵（永楽帝の陵墓）
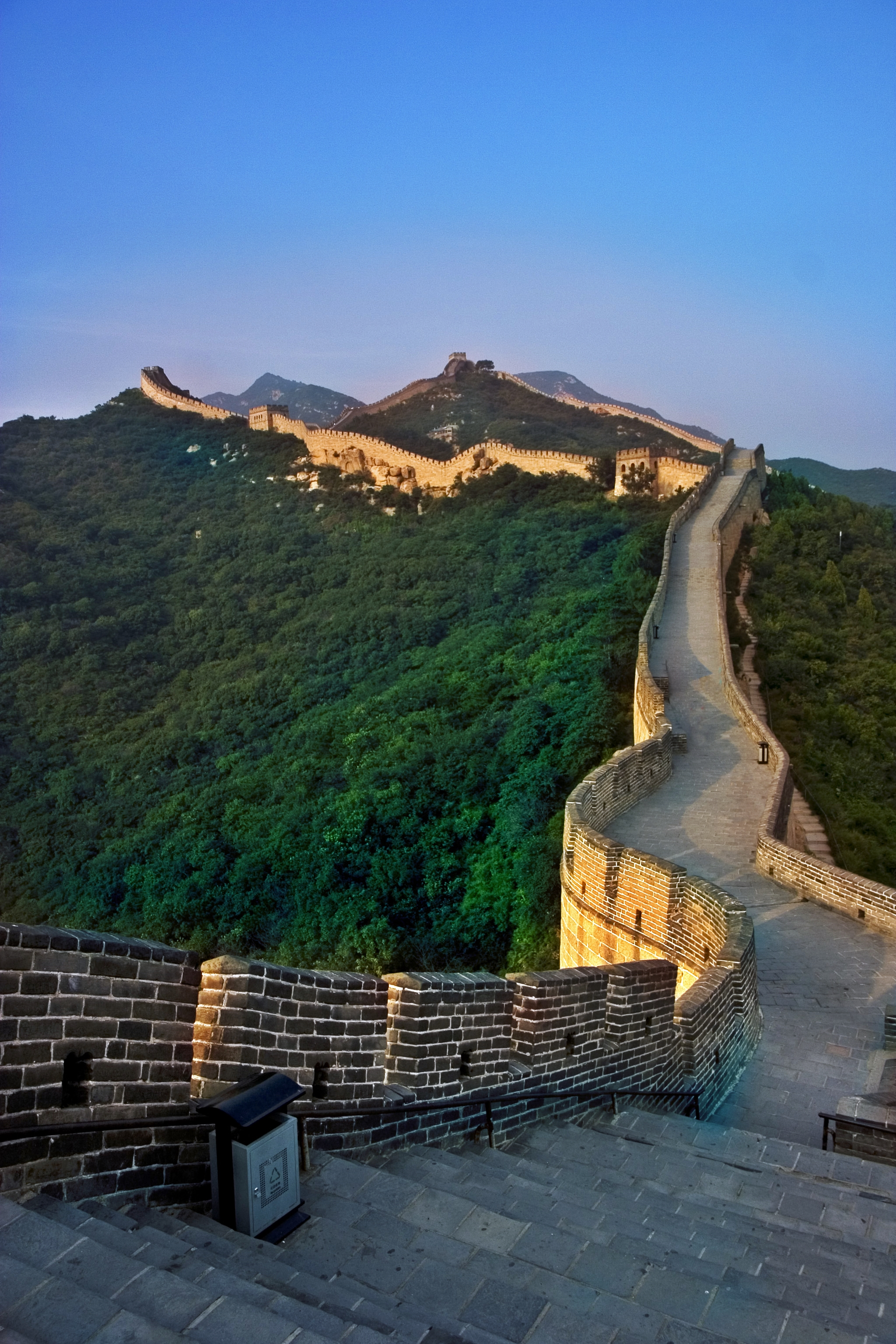
明代建造の八達嶺長城（延慶区）
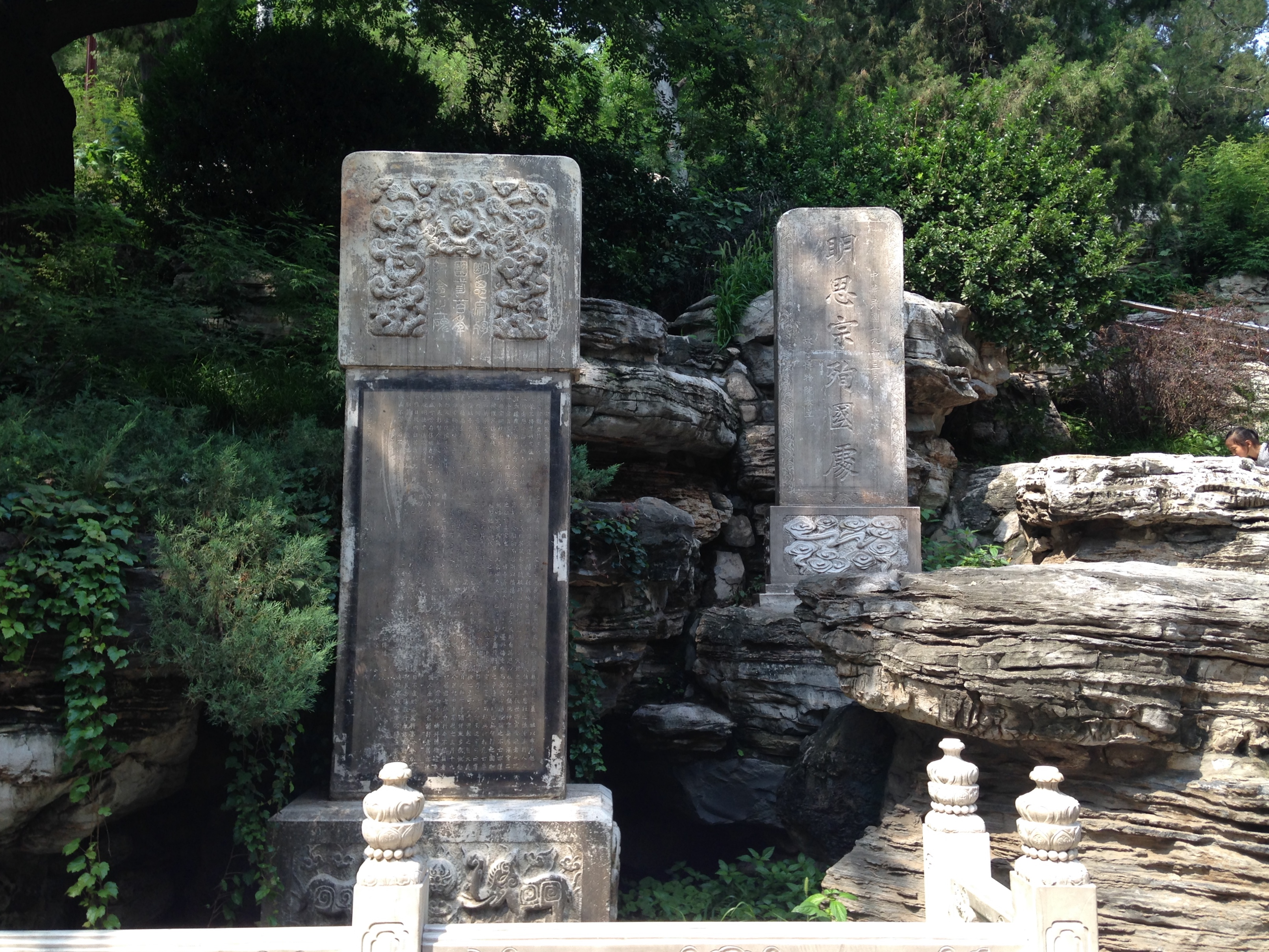
崇禎帝最期の地、景山。公園内には殉国碑が建てられている

### 清代

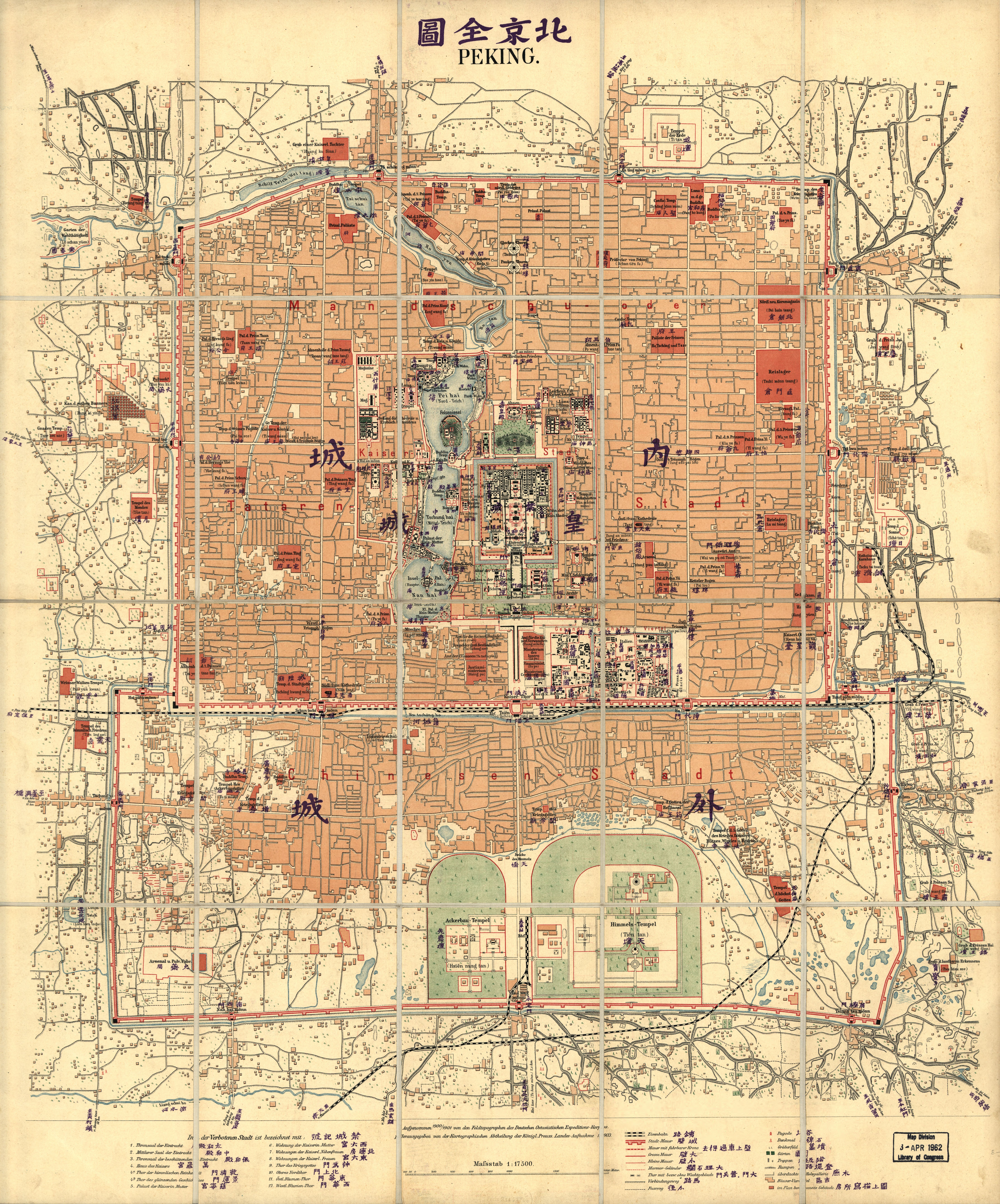
清代〜民国期の北京（1914年の地図）

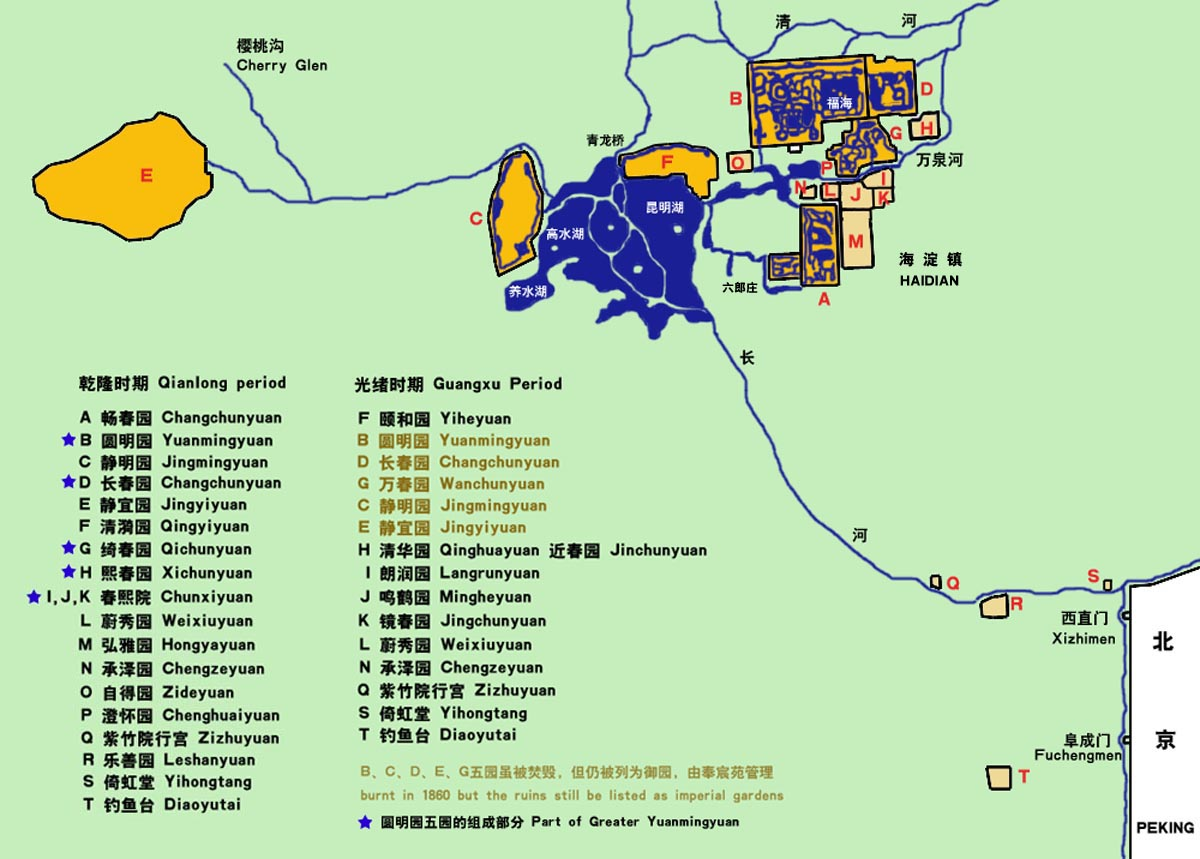
三山五園（北京西北郊の庭園群）

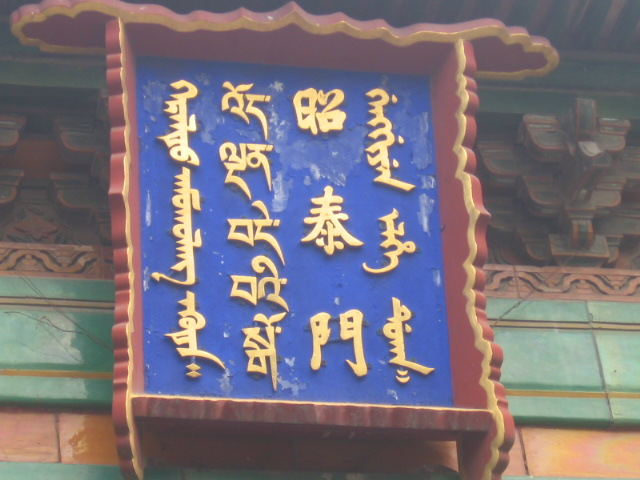
雍和宮（北京）昭泰門に掲げられた扁額。左からモンゴル文、チベット文、漢文、満洲文の四体合璧となっている。

明朝の勢力が揺らぐなか、中国東北部にあった女真族は16世紀には明の支配から脱して、ふたたび統一の気運が高まった。とりわけ中国本土に近く、文化程度も相対的に高かった建州女真（建州女直）からは、スクスフ部の有力な氏族であったアイシンギョロ（愛新覚羅）氏から英傑ヌルハチが出て勢力を急速に拡大した。ヌルハチの支配する領域は、一方では「マンジュ国」（満洲国）と称されるようになったが、マンジュ国がさらに海西女真四部（マンジュ政権からは「フルン四部」）、野人女真四部（同じく「東海四部」）を統合していく過程で、「マンジュ」が広く女真全体の総称として用いられるようになった。ヌルハチは、瀋陽を本拠として1616年に中国東北地方のほぼ全域を領有して女真国家を再び築き、「後金」と号した。これは、数百年の空白を隔てて、2度にわたり歴史に名を残す統一国家を樹立して中国内地を支配した、稀有な例であった。
ヌルハチの息子のホンタイジは内モンゴルを併合し、李氏朝鮮を属国となして国号を「清」に改め、また、民族としての名も「女真」の名称を用いることを禁じ、"マンジュ"と改め、それに「満洲」の字を当てた。ちなみに、民族の名称を表す“満”と“洲”、そして政権の名称を表す“清”のいずれにも“氵（さんずい）”が付いているのは、五行の火徳に結び付く“明”を“以水克火”するという陰陽五行思想に基づいているとされる。ホンタイジは、1636年、清の国号を称したとき、満、漢、モンゴルの三勢力に推戴され、多民族国家の君主としてハーンであると同時に皇帝でもあるということを、内外に宣言した。多民族王朝となった清のもと、満洲人は、八旗と称する8グループに編成され、王朝を支える支配層を構成する主要民族のひとつとなり、軍人・官僚を輩出した。
1644年、李自成により北京が陥落すると山海関の守備将軍の呉三桂は清の順治帝（在位:1643年 - 1661年）の軍を招き入れた。清は山海関を越えて長城以南に進出し、李自成の乱で滅亡した明にかわって北京に入城、以後、1911年の辛亥革命に至るまで、中国大陸に君臨した。順治帝は前年に即位していたが、改めて北京でも即位式をあげて明の後継者たることをうったえた。また、摂政ドルゴンは明朝最後の皇帝崇禎帝とその皇后の葬儀を皇帝の礼をもって盛大に挙行し、思陵（明の十三陵）に葬って清朝が明の正統な継承王朝であることを示した。そして、中国内地を支配するにあたっては北京に首都を置いた。
清帝国は、中国の伝統的な統治機構を踏襲する一方で、満洲族独自の軍事・行政・生産機構である八旗制度を制定し、自らのヘアスタイルである辮髪を漢族にも強要し、東北地方への入植を禁ずるなどの非漢化政策を採用した。そして、明の旧領を征服し、八旗を北京に集団移住させて漢人の土地を満洲人が支配する体制を築き上げた。歴代の清朝皇帝は、同時に、満洲やモンゴルなど北方民族社会の長としてのカアンでもあった。その意味で清朝は、非漢族のカアンが中国皇帝でもあるという「夷」と「華」が同居する二重性を有していたが、東洋史学者石橋崇雄は、さらにこれに「旗＝満（東北部での満・蒙・漢）」の体系を加えた「三重の帝国」であったとしている。首都北京は中国内地の華北に、副都盛京（現在の瀋陽）は中国東北部に、行在所「避暑山荘」は熱河（現在の承徳）にそれぞれ位置しており、いずれも清朝のハン（大清皇帝）が政治の実務を執り行った場所という点においては共通していたが、実際はこの3か所の性格はまったく異質であった。清朝の皇帝は、北京にいるときは中華世界の天子として君臨していたが、長城外に位置する熱河の離宮（「避暑山荘」）では、内陸アジア世界におけるモンゴル族の首長、ボグド=セチェン=ハンとして行動し、熱河は、モンゴル族やチベット族のみならず、ウイグルの王公、テュルク系民族の首長（ベグ）、李氏朝鮮およびベトナム（阮朝）・タイ王国・ビルマ（コンバウン王朝）といった東南アジアにおける朝貢国の使節、さらにイギリスの使節までも朝覲する非漢族世界「藩」の中心であった。一方、瀋陽の奉天行宮（瀋陽故宮）東郭には右翼王および左翼王の執務室と八旗それぞれの建造物をともない、旗人の部族長会議を執り行う十王亭が置かれていた。
北京入城に際し、清はほとんど無傷のままで明帝国の築いた北京城を手に入れた。清朝は紫禁城も内城・外城も取り壊すことなく、皇極殿（初名は奉天殿）を太和殿、中極殿を中和殿、建極殿を保和殿 、承天門を天安門、玄武門を神武門など名称を変えはしたが、建造物はそのまま使用した。清代に発生した火災により明代の建物そのものは遺存していないが、配置構成は変わっておらず、内城・外城の街路における町割りなども基本的に明朝のままである。ただし、上述したように明にくらべると全体的に質素なつくりであった。また、明・清両王朝の皇宮となった紫禁城では、明が内廷（後宮）と外朝の間に塀を設け、その区別が厳格であったのに対し、清朝ではその塀を撤去して両者の区別は緩やかなものとなり、内廷にあっても男子禁制が明ほどには厳しくなかった。これは、漢族の家族制と満洲族の氏族制の相違が反映しているものととらえることができる。
順治帝以後の康熙帝（在位:1661年 - 1722年）・雍正帝（在位:1722年 - 1735年）・乾隆帝（在位:1735年 - 1795年）による「三世の春（康乾盛世）」と称された時期に皇帝たちが力を注いだのは、主として広大な庭園をともなう離宮群（三山五園）の造営であった。北京北西の海淀鎮の（現在の海淀区）一帯はかつての永定河の流域にあたり、水源にも恵まれ、山も点在していたため、庭園開発には理想的な土地柄であった。そこに多くの庭園が営まれたが、それとともに自然の風光を利用して夏の離宮が築かれた。とりわけ著名だったのが円明園と頤和園である。両園のなかにはいくつかの宮殿が造られ、政治機構がそこに移り、紫禁城とならぶもう一つの政治の中心となった。
円明園は1709年（康熙48年）に康熙帝が皇四子胤禛（後の雍正帝）に下賜した庭園に始まる離宮で、1725年以降は雍正帝によって建物が増築され、庭園も拡張された。乾隆帝も増築を続け、1751年には東側に長春園、1772年には南東に綺春園（のちの万春園）がそれぞれ隣接して造営された。嘉慶帝（在位:1796年 - 1820年）治下の修理では内装に揚州の最高級建具が用いられている。長春園の北側にはイエズス会士のミシェル・ブノワ（蔣友仁）、ジャン＝ドニ・アティレ（王致誠）、ジュゼッペ・カスティリオーネ（郎世寧）らによって、ロココ様式の大規模な西洋風宮殿が建設された。
中国に現存する最大規模の庭園といわれる頤和園は、12世紀の金代の行宮にさかのぼるといわれる。1497年にはここに円静寺がつくられて、南の西湖とあわせて好山園と呼称された。乾隆帝は1750年、円静寺を改築し、好山園に付属する建物や庭園を整備して清漪園（せいいえん）と称した。これが現在の頤和園である。
都市の社会構成について清朝が行った重要な施策の要点は、内城と外城における民族的・階層的な居住制限、すなわち「満漢分域居住」であった。清は満洲民族の皆兵制国家であり、清の強大な軍事力は満洲八旗を中核とする八旗軍に支えられていた。八旗の各旗は内城四面の各門の守備を割り当てられ、その付近に居宅と馬場を有していた。清朝は、内城をこの満洲旗人のみの居住区として指定した。漢族は高級官僚に取り立てられた例外などを除き、居住は認められなかった。軍団には蒙古八旗、漢軍八旗も組織されたが、その処遇には明確な区別が設けられていた。外城には、漢民族を中心にその他の民族を含む一般人が居住した。

関連画像
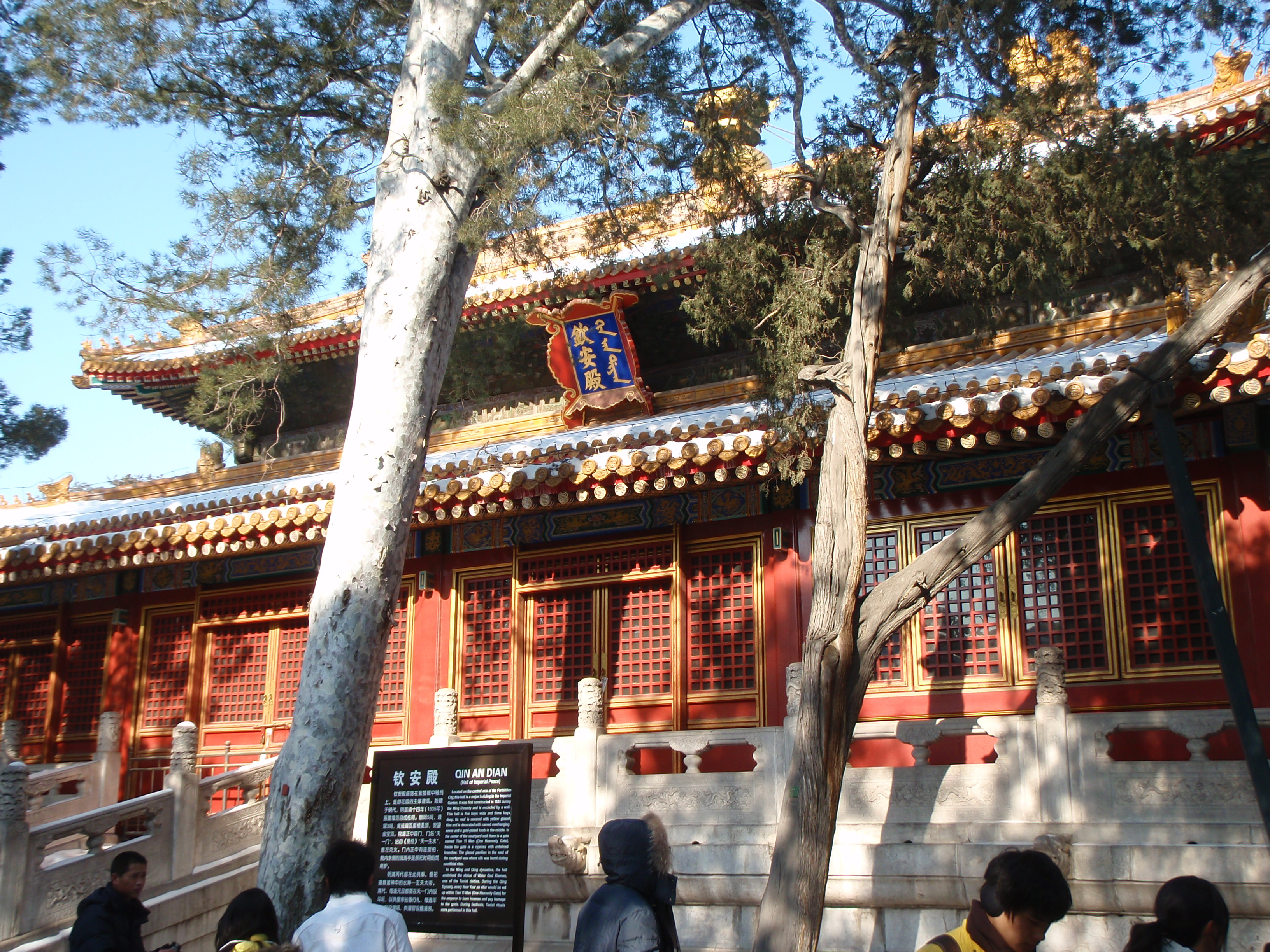
紫禁城欽安殿。明代に建造。満洲文字の扁額が掲げられている
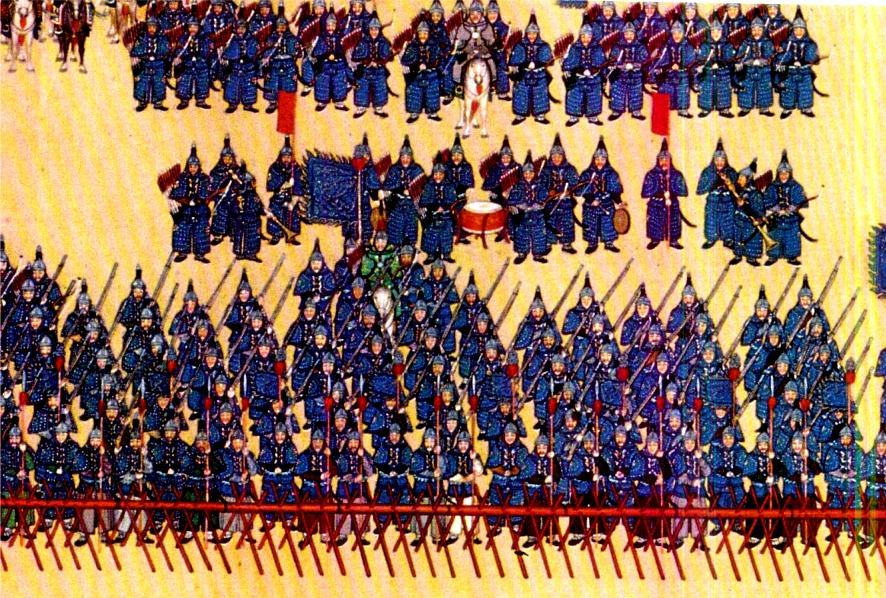
乾隆帝治世下の八旗（正藍旗）
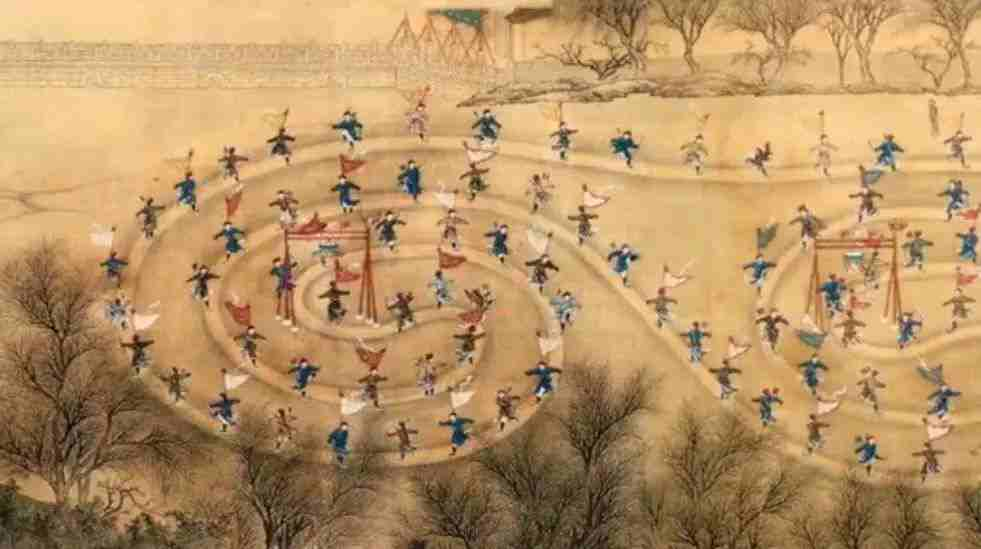
厳寒期の北京でスケートを弓を射る八旗軍兵士
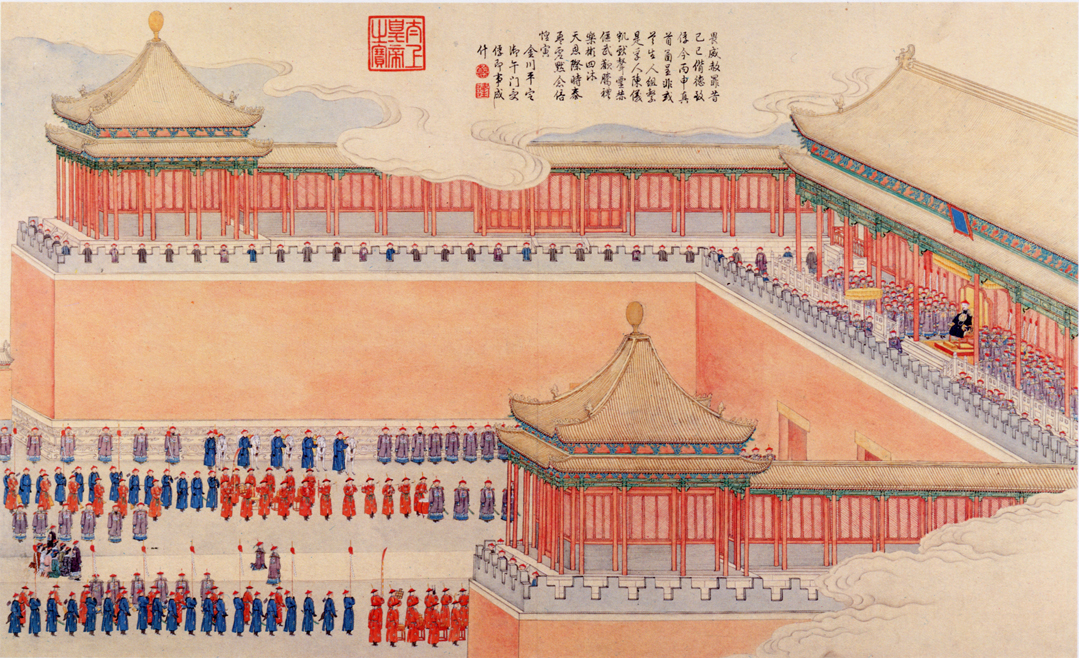
紫禁城午門の乾隆帝の下に護送された金川戦役での捕虜（イエズス会士の作）
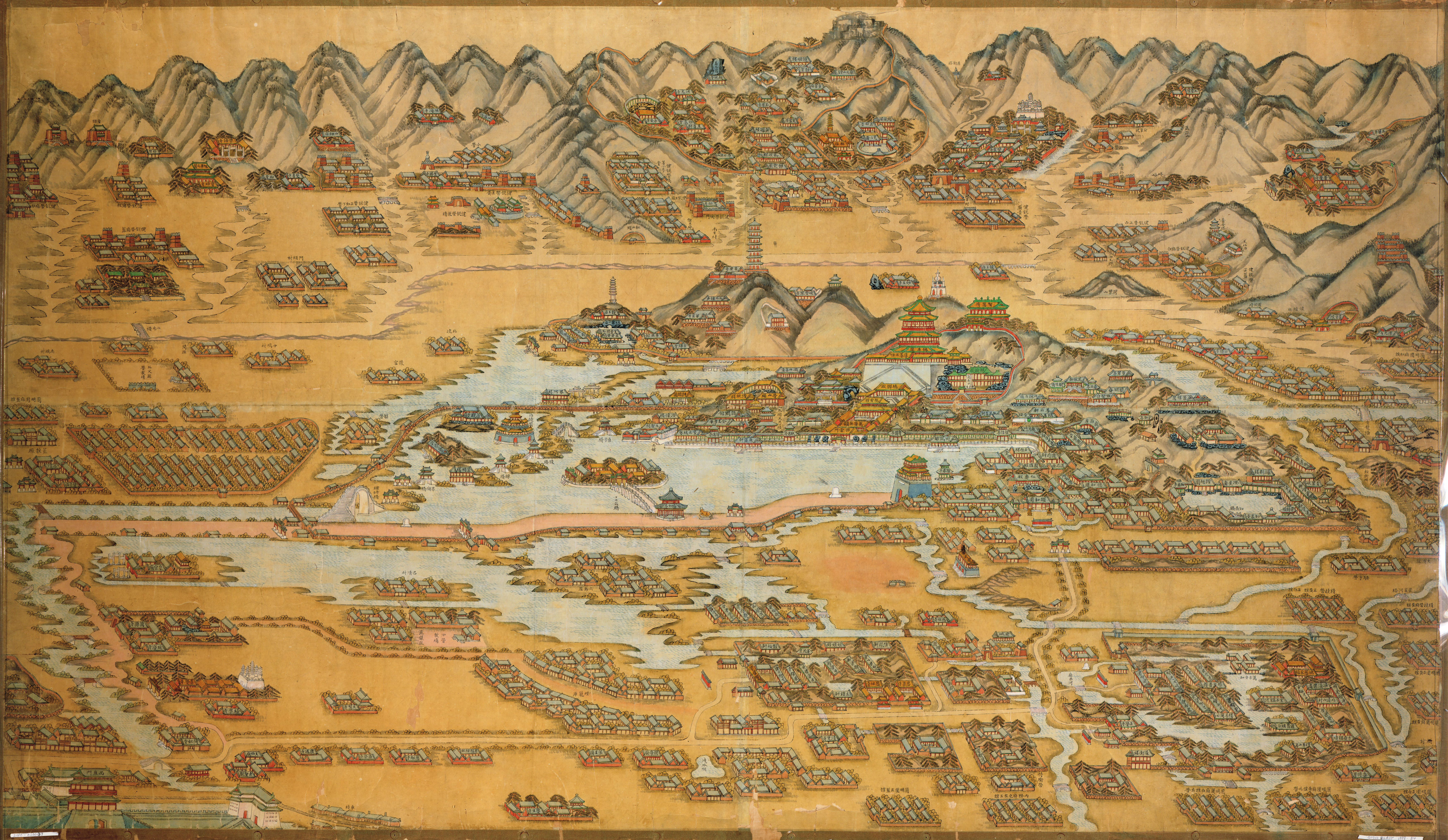
夏離宮絵図
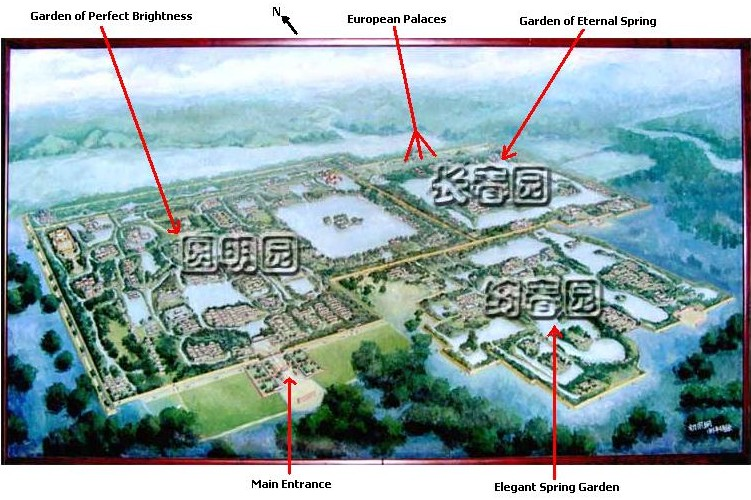
円明園全景
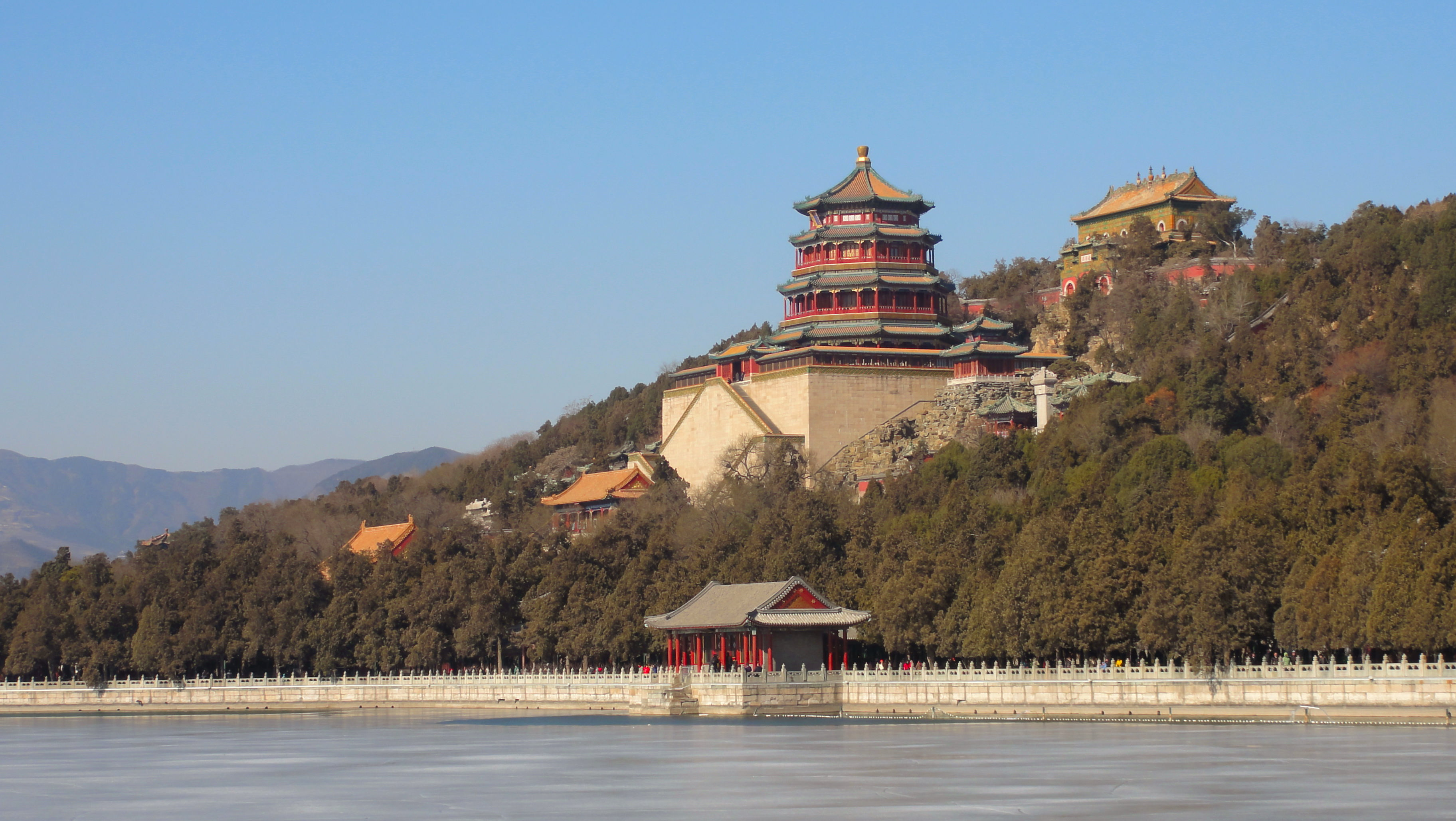
頤和園遠景（昆明湖から望む万寿山と仏香閣）

### 清朝の衰退と半植民地化

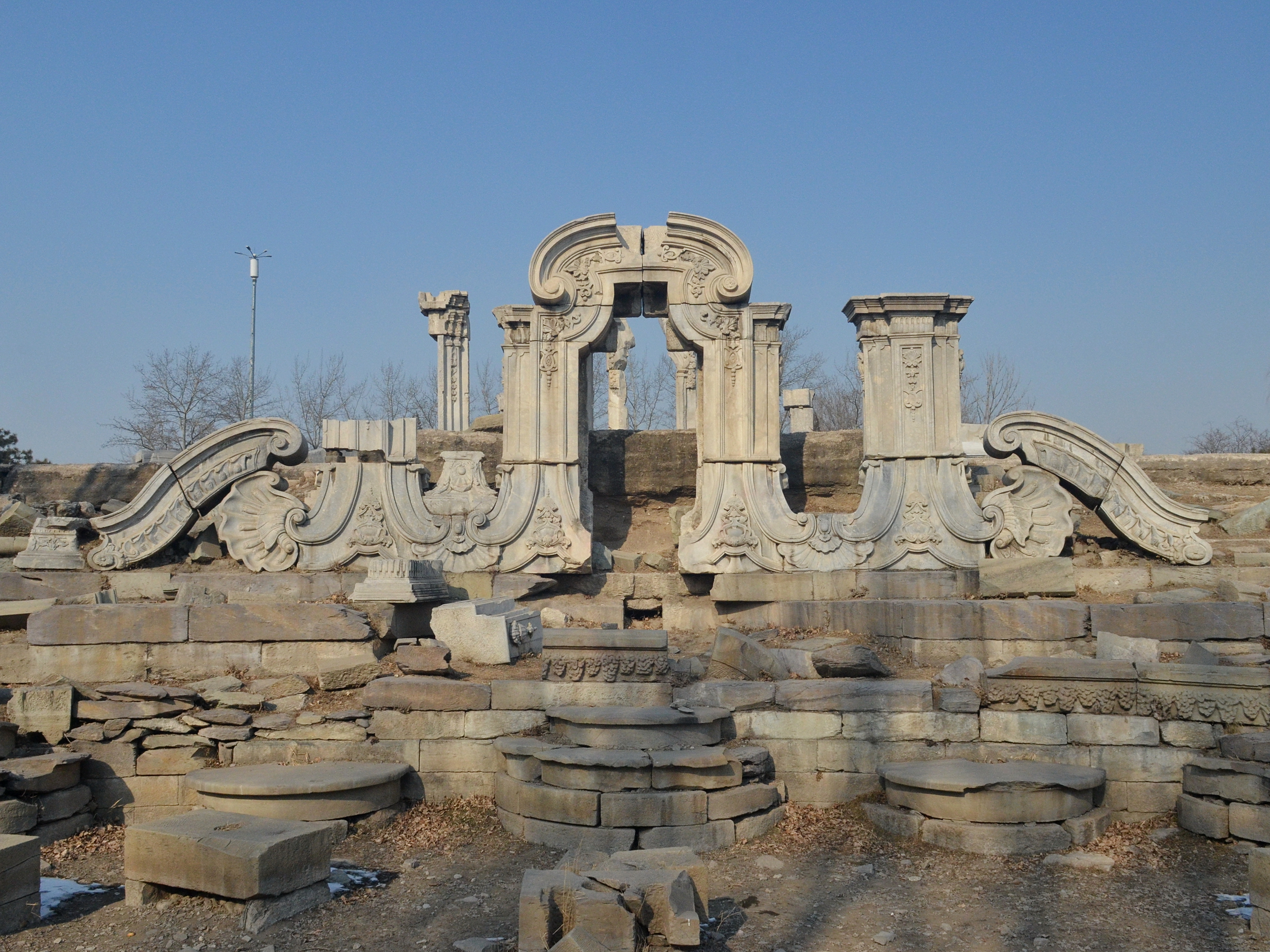
アロー戦争で廃墟となった円明園の長春園（2013年撮影）

18世紀中葉以降、イギリス東インド会社は対清貿易を独占し、清国から絹・茶・陶磁器などを輸入したため大量の銀が中国に流れ込んだが、一方、産業革命期の英国は銀を必要としたため1773年以降はアヘン貿易を行った。清朝は数度にわたって禁令を発布したにもかかわらずアヘンの習慣がシナ全土に流行し、19世紀に入ると茶の取引額を上回って大量の銀が清国から英国へと流出した。銀の国外流出は銀貨高騰を招き、それによって銭貨の価値は下落した。銅銭で生活していた人びとにとってこれは事実上の増税に等しく、経済混乱と困窮化にともなう社会不安が清国社会をおそった。当時の清朝官界は腐敗しきっていた。清の官僚の多くは賄賂をむさぼって特権商人や大地主らとともに既得権にしがみつき、地位保全を求めるだけであった。アヘン吸引の習慣にいち早く染まったのも官僚たちであったという。アヘンに対する清朝官僚の姿勢には弛緩論と厳禁論があったが、厳禁論者の上表によりアヘン流入に危機感をつのらせた道光帝（在位:1821年 - 1850年）は、欽差大臣林則徐を広州に派遣した。林則徐がアヘンを没収してこれを処分すると、英国はこれを機に武力行使を開始し、1840年、アヘン戦争が起こった。英国は武力で劣る清軍を各地で撃破し、清朝では妥協派が力を増して林則徐が解任されると英国は妥協派と交渉し、1842年、英清両国は南京条約を結んで講和し、英国は香港の割譲などの利権を得たほか、5港の開港、協定関税、領事裁判権など英国に有利な不平等条項を清に認めさせた。アヘン戦争の軍費や賠償金は最終的に清国の民衆の負担するところとなり、暴動や反乱が各地で多発した。
こうしたなか、客家の農民だった洪秀全は拝上帝会なる教団を広東省で組織し、広西に移って多数の信者を獲得した。1850年、洪秀全は広西で挙兵し、「滅満興漢」を唱えて民衆の支持を集め、南京を首都として太平天国を建て、1853年には天朝田畝制度を定めた。一方、英仏両国は、清でのさらなる利権拡大をねらって1856年にアロー戦争を起こしたため、清国は深刻な危機に陥った。この戦争では英仏両軍、とくにフランス軍が北京の円明園を徹底的に破壊し、略奪した。清漪園もまた廃墟となった。敗色濃厚な清は英仏に降伏し、両国は1860年の北京条約によって外国使節の北京常駐など有利な条件を勝ち取ると太平天国の乱鎮圧に協力した。漢人官僚のなかでも曽国藩や李鴻章らは義勇兵を組織して各地で太平天国軍を打ち破った。1864年の洪秀全の病死により、14年にわたり、17省を席巻した太平天国は壊滅した。

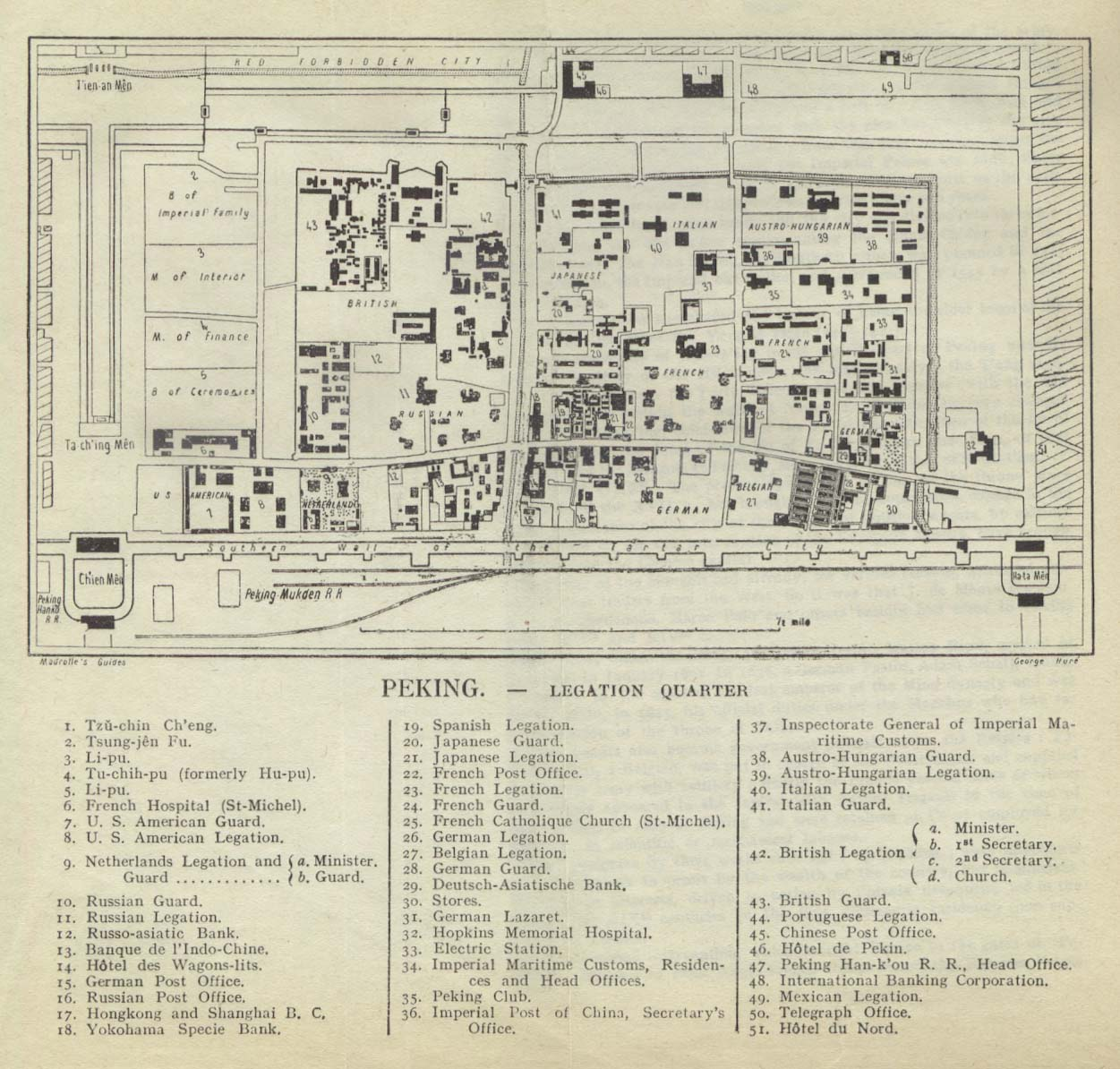
東交民巷の使館街

1870年代以降、西洋列強は植民地獲得にいっそう情熱を傾けるようになり、日本もこれに加わった。列強が狙ったのは清国領域の縁辺部や藩属国であり、清国は1884年に起こった清仏戦争、1894年に起こった日清戦争にも敗れて東アジアの国際関係が激変した。清国は侵略を受け、資本投下の対象となって半植民地化が進行した。
なお、絶対権力者であった西太后ゆかりの地が上述した頤和園である。清朝は洋務運動の推進によって5万トン規模の北洋艦隊を擁しており、これは日清戦争前の日本の海軍力を凌いでいた。清では、さらなる強化のために2,000万両の予算が計上されていたが、西太后の還暦記念事業として再建された清漪園の修築費用として流用され、離宮頤和園として完成した。そのため、急速な海軍力増強を図った日本に遅れをとり、黄海海戦での敗北につながったといわれる。保守反動の政治に危機感をいだいた康有為や梁啓超らの変法自強論は、1898年に光緒帝（在位:1875年 - 1908年）の容れるところとなり、譚嗣同も政務に参画して変法運動は成功するかにみえたが、西太后ら保守派の反撃により、100日で挫折した。
不穏な世相のなか、山東省では孫悟空らを神として祭る義和拳・大刀会などの宗教的秘密結社が生まれていた。1897年、山東省でドイツ人宣教師が殺害された事件を機にドイツ軍が膠州湾に上陸すると、義和拳はドイツによる鉄道敷設に強く反対し、その勢力をさらに拡大させた。1899年4月、義和拳は「反清復明」をスローガンに平原県で清軍と戦い勝利した。山東巡撫の毓賢（いくけん）は義和拳側に団練への改編を提議し、それを受けた結社の一部は「扶清滅洋」を掲げて義和団に改称した。義和団はその後、列強の支持を受けた巡撫袁世凱によって弾圧されたが、北京に向かって北上して河北（直隷）の義和拳と合流、勢力を山東省外に拡大させて鉄道や車両の破壊活動を展開した。義和団には、本来「反清」の要素が綱領に含まれていたが、一方で仇教、そして反帝国主義的なナショナリズムの性格も有していたので、いずれに重点を置くかは義和団運動にとって重大な問題であった。清朝にとっても重大であることは同じで、拡大する義和団を懐柔する意図でこれを擁護し、1900年6月以降、清軍は義和団と行動をともにするようになった。こうして義和団は北京に自由に出入りし、西洋人と西洋文明を一掃しようとした。6月20日、ドイツ公使が殺害されるなか、列強が西太后の退陣を求めているとの風評が伝わると、清の朝廷は翌日、外国人救助に向かっていた連合軍に対して宣戦布告した（義和団の乱）。各国公使館職員、各国の民間人、約3,000人の中国人キリスト教徒は公使館区域とカトリック教会に避難した。彼らを守る外国人水兵は約500名にすぎなかった。公使館区域は清国軍武威部隊と義和団員によって包囲された。そこで、オーストリア＝ハンガリー帝国、フランス、ドイツ帝国、イタリア王国、大日本帝国、ロシア帝国、イギリス、アメリカの八カ国連合軍約1万8,000が救援に赴き、7月14日に天津を攻略、8月14日には北京を総攻撃して彼らを救出した。連合軍はその後7万人に増員され、10月には北京の治安をほぼ回復させた。一方、西太后は光緒帝とともに北京をいったん捨てて西安へ逃れ、慶親王奕劻と李鴻章に全権大臣として和議を結ぶよう命じた。事後処理は難航したが、1901年9月、スペイン、オランダ、ベルギーの3国も加わって北京議定書が締結された。議定書の内容は、公使館周辺区域の警察権を列強に引き渡し、北京や天津への駐兵権を認めるなど清国の主権を大きく損なうものであった。北京入城に際して、列強は「使館街」の名のもとに内城の東交民巷一帯に公館、兵舎、練兵場などを含む広大な治外法権地域を獲得した。商業を禁じられた内城の一画に王府井（ワンフーチン）の繁華街が形成されたのは、これを機縁としている。

関連画像
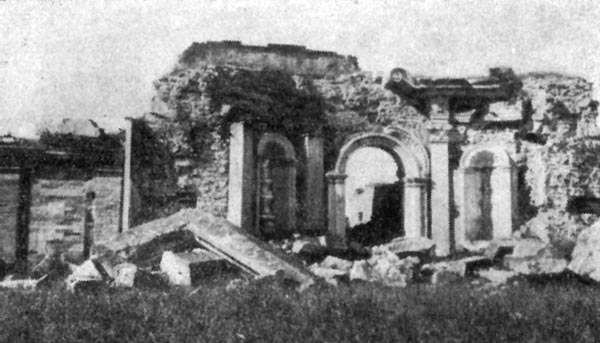
破壊された円明園の海晏堂
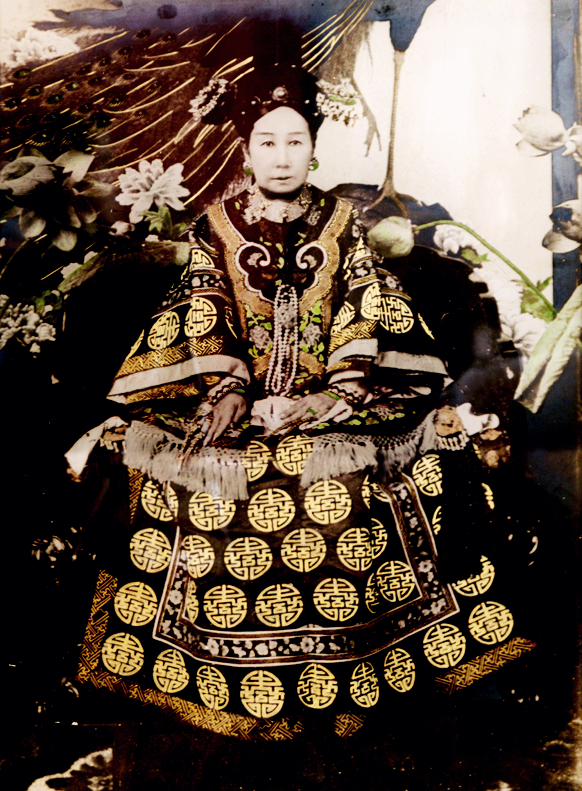
西太后
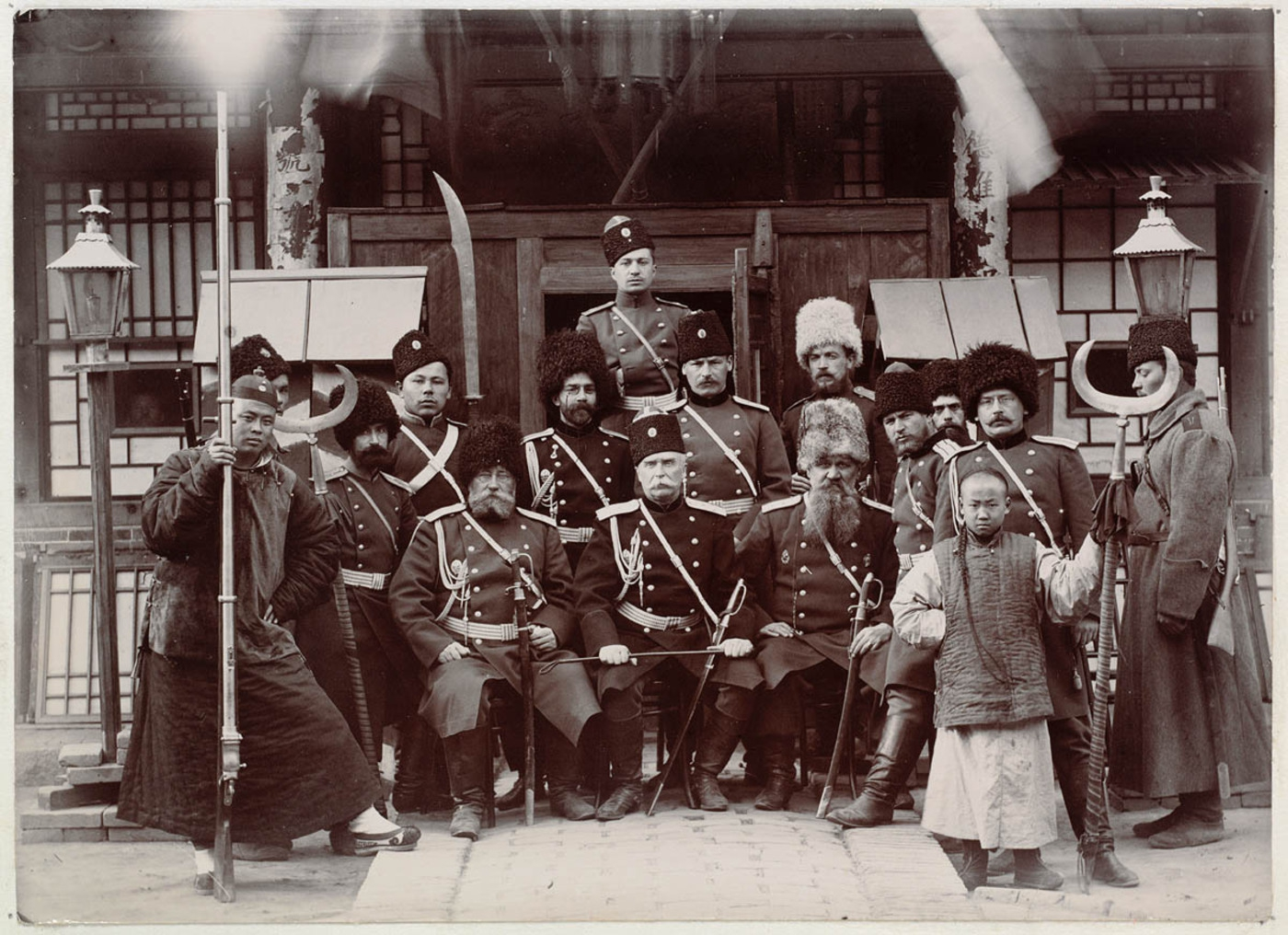
義和団の乱におけるロシア軍
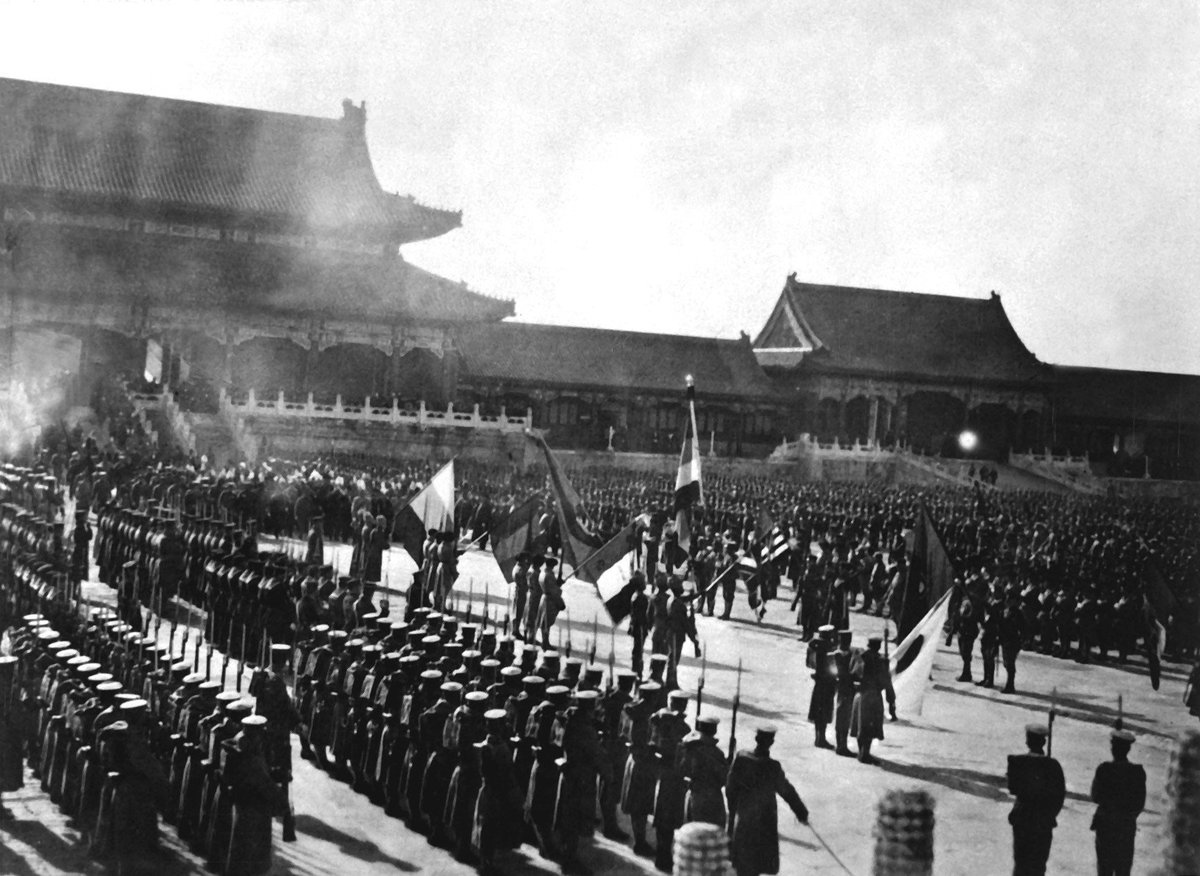
紫禁城内の八カ国連合軍
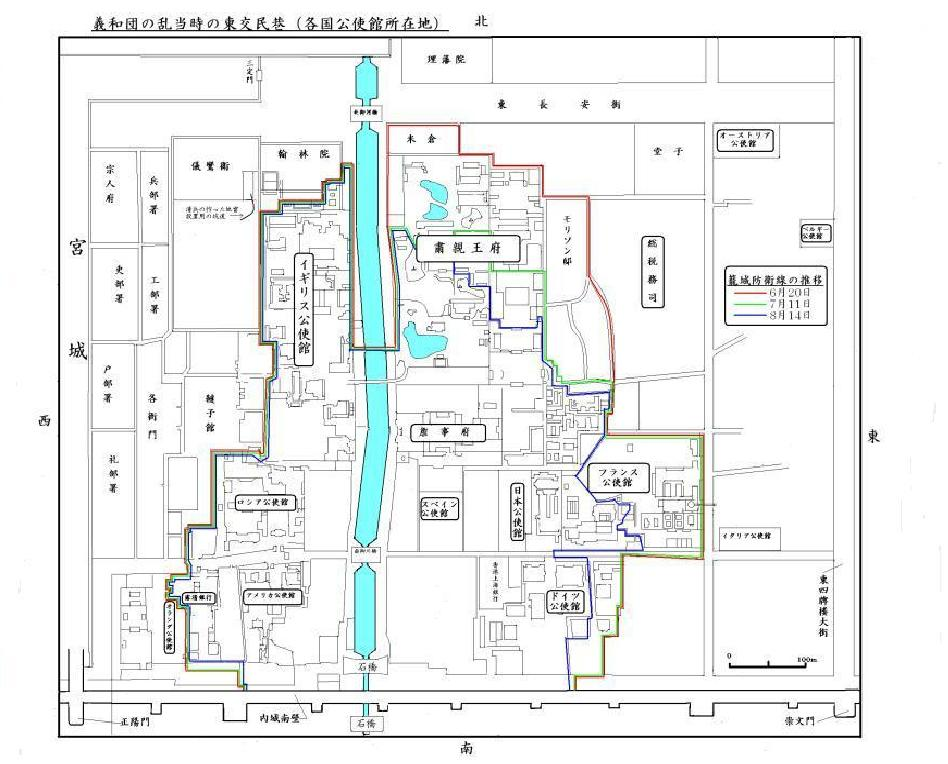
義和団の乱当時の東交民巷

### 中華民国時代
1911年10月10日の武昌起義を皮切りに辛亥革命（第一革命）の動きが中国全土に波及し、11月末までのあいだに湖南省、陝西省、山西省、雲南省、江西省、上海、貴州省、江蘇省、浙江省、広西省、福建省、安徽省、広東省、四川省など15の省が、あいついで清からの独立を宣言した。武昌挙兵の時、革命の指導者であった孫文はアメリカ、黄興は香港に居り、中国同盟会の幹部は誰も現地にいなかった。1912年1月1日、中華民国臨時政府が発足し、臨時大総統に孫文、臨時副総統に黎元洪が選出された。新政権の誕生について、林語堂は以下のように述べている。

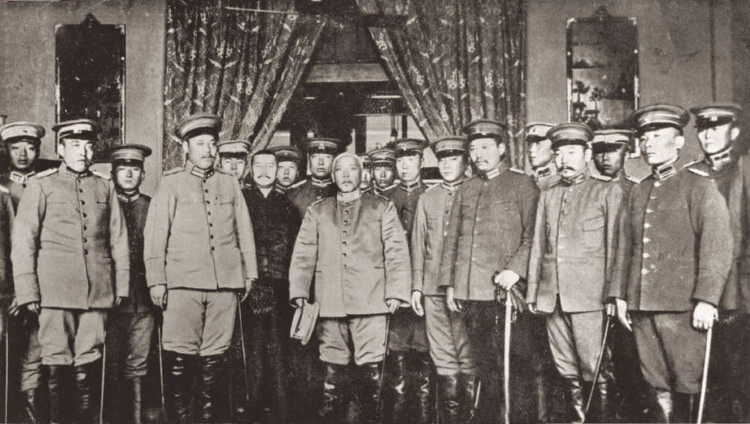
北京での袁世凱臨時大総統就任式

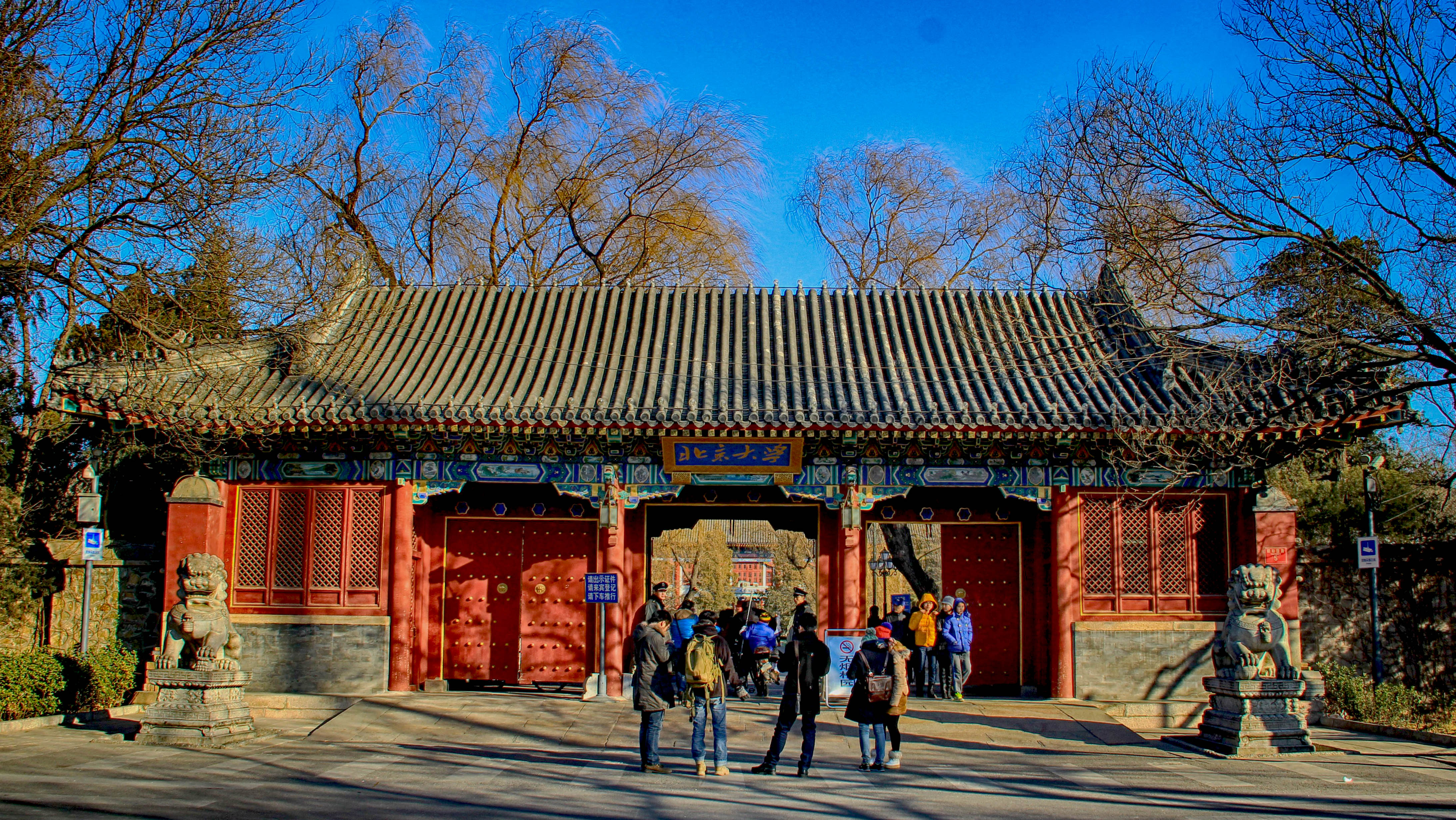
北京大学西門

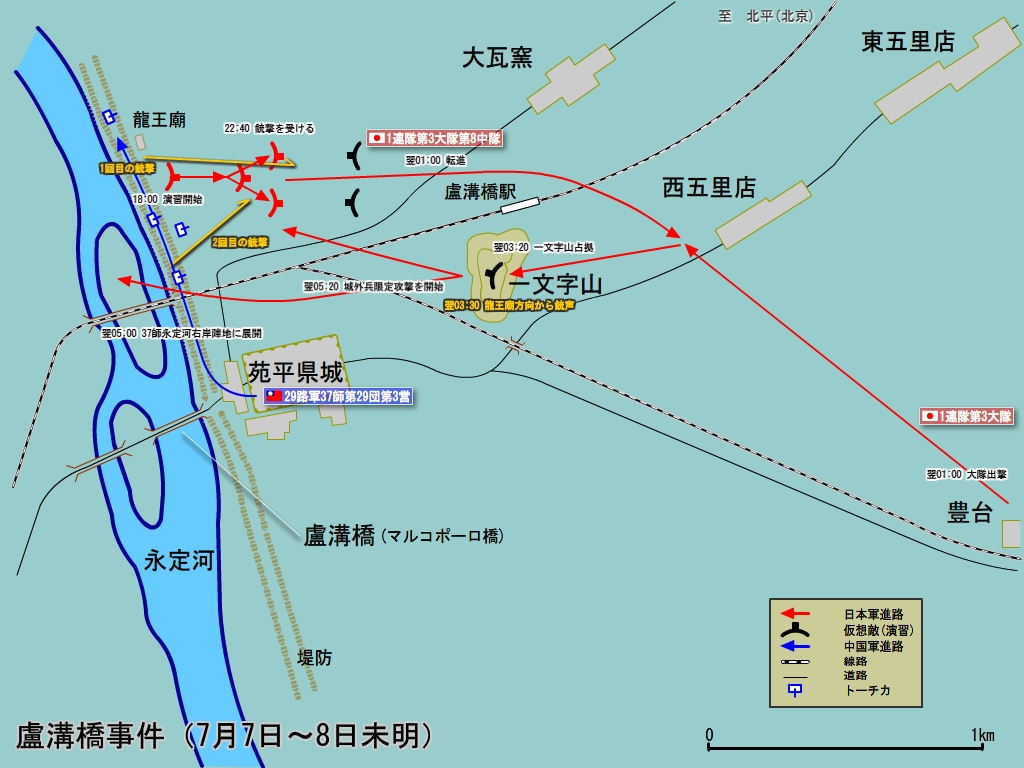
盧溝橋事件戦闘概要図

準備不足のため、なかば偶発的に起こった革命によって成立した中華民国は、信頼に足る軍隊もなく、寄せ集めの軍を動かすのに必要な武器も資金も欠いており、期待していた外国からの援助も得られなかった。これに対し、北洋軍閥の巨頭であった袁世凱は北京を抑え、醇親王載灃を失脚させて清朝の全権を委任され、財政力を有して自前の軍を持ち、なおかつ武器弾薬も潤沢であった。イギリスは早々と袁世凱支持の姿勢を示した。袁世凱に欠けていたのは大義名分のみであり、もし革命運動を圧殺すれば国内外の世論により政治生命を失う恐れがあった。ここで、南京政府と袁世凱との間で政治的和議が課題となった。和議に関しては、革命派の幹部で新政府の法制局長官であった宋教仁と孫文の側近で総統府秘書長だった胡漢民とのあいだで激しい対立があった。宋教仁は、日本の明治維新をモデルに中央集権制を実行し、責任内閣制を成立させることを構想し、袁世凱の下でそれは可能だと考えていたが、胡漢民はアメリカ合衆国のような連邦制度を志向していた。結局、南北交渉は宋教仁が主導し、その結果、孫文が臨時大総統の職を退き、これに代わって袁世凱が皇帝を退位させたうえで正式に中華民国大総統に就任して政府を組織するというかたちでの南北和議が成立した。孫文自身は、袁世凱を大総統として新政権に協力させるとともに、袁世凱を封建制の巣窟とみられた北京から切り離したうえで、南方の革命勢力統制下に置くことを意図していた。南京を首都に定め、そこで大総統の就任式を行おうとしていたのである。
一方、袁世凱は部下の軍隊を派遣して宣統帝（在位:1908年 - 1912年）を威嚇し、1912年2月12日、退位を宣言した。帝政廃止に際しては清室優待条件が結ばれ、宣統帝とその家族は紫禁城でそれまでと変わらない生活を保障された。袁世凱は、軍隊の暴走や皇族の政治的な活動、外国からの干渉などあらゆる口実を設けて北方情勢の不穏を訴え、北京に居ながら中華民国大総統となった。袁世凱は、南京からの使者が迎えに来るや朝陽門外で軍事行動（北京兵変）を起こし、最終的には一院制国会（参議院）に対し、北京遷都を認めさせた（北京政府）。袁世凱は、孫文をはじめとする国民党議員を嫌悪し、さまざまな理由をつけてこれを圧迫し、第二革命の反袁運動を鎮圧し、さらにこれを契機として国民党員の議員資格を剥奪したので、開設されたばかりの国会は自然消滅の途をたどった。全権を掌握した袁世凱はさらに帝政復活を企図し、みずから皇帝になろうとしたが反対が多く、諸外国も干渉を辞さない構えであったので、これには袁世凱も屈服して大総統職に復した。こうして、袁世凱が死去する1916年まで暗黒政治が続いた。保守政治家である袁は、民主主義や議会制度の何たるかを理解していなかったが、配下に対する統制力は備えていた。したがって、彼の死後は軍閥割拠の様相を呈するようになり、大総統もめまぐるしく交代した。北京では1917年には張勲による清朝復辟クーデター（張勲復辟）も起こっているが、これには立憲君主論者の康有為も加わった。張勲復辟はしかし、段祺瑞によって討伐軍が編成されて早期に鎮圧された。
中華民国の発足当初、北京は行政区分上は清代から続いていた順天府に属していた。1913年、政府は京師警察庁を設置し、1914年6月には京都市政公所が新華門の近くに設置された。両者は共同で市政を担った。同年10月、かつての順天府の範囲に京兆地方が設置された。1918年1月、京兆地方の市街地は正式に京都市と命名された。1921年には「市自治制」が公布され、京都市と青島市が特別市に指定された。
北洋軍閥支配の北京政府に対する世人の評判は成立以来芳しくなかったが、そうしたなかで国民の信望を集めたのが国立北京大学であった。1917年には蔡元培が校長となり、文科系に陳独秀・李大釗・胡適らの人才を教授に迎えて1915年頃よりはじまる新文化運動の発信源となった。北京大学の公的な刊行物には古典研究に資するところの多い『国学季刊』があったが、大衆に向けてより大きな影響をおよぼしたのが、彼らが私的に編集執筆した啓蒙誌『新青年』であった。陳独秀はこのなかで思想革命（倫理革命）を主唱し、六大新主義を綱領として中国の旧思想、特に儒教の弊害を徹底的に批判した。胡適を中心とする文学革命は、従来特権階級が独占してきた文学を排して民衆のための新文学の建設を謳い、白話文学を提唱した。北京時代の魯迅は短編小説『狂人日記』を著して、儒教批判とともに口語による新しい文学の地平を開いた。銭玄同は漢字の改良を計り、シナ語の音符文字化を唱えて文字革命と称された。新文化運動とは、これら一切を含む大きな思潮であった。
1919年5月、第一次世界大戦後のパリ講和会議で中国の主張が無視されたことに抗議して親日派の段祺瑞やその配下の曹汝霖らを排斥しようとして起こったのが五四運動である。5月3日、北京大学で他校からの代表もまじえて学生集会が開かれ、パリにいる中華民国全権代表に講和条約調印拒否を要請する電報の打電やデモの開催など4点が決議された。天安門広場を集合地とした4日のデモ行進には2,000名以上の学生が参加した。新文化運動の精華ともいえる五四運動は、人びとの民族意識を目覚めさせ、この動きは社会各層へ、全国各地へと広がっていった。
1924年、奉直戦争のなかで直隷軍の馮玉祥が反旗を翻す北京政変（首都革命）が起こった。そののち、孫文は「北上宣言」を発して北京に入り、人びとの期待を集めたが翌年北京で病死した。
1928年、蔣介石ら中国国民党・国民政府率いる国民革命軍が北伐を完成させ、北洋軍閥による北京支配は終わりを告げた。国民政府は中華民国の首都を南京に定め、京都特別市は「北平特別市」に改称された。1931年9月、日本の関東軍は南満洲鉄道の線路を爆破する柳条湖事件を起こし、これを機に中国東北部（満洲）を占領した（満洲事変）。1932年3月、関東軍は東北部に宣統帝溥儀を執政（のちに皇帝）とする満洲国を建国した。1933年5月、日華両国は事変の停戦のため塘沽協定を結んだが、日本は華北独立工作の一環として1935年11月、冀東防共自治政府を成立させた。
1937年7月、盧溝橋事件が起こり、これを機に日本軍は北平にも侵入し、華北を占領した。北平は、日本の傀儡政権である中華民国臨時政府によって間接統治下に置かれた。冀東防共自治政府は臨時政府に合流し、臨時政府は1940年3月以降は南京の汪兆銘政権に合流した。日中戦争開始から1945年までの8年におよぶ日本占領時代を中国では淪陥期（りんかんき）と称している。日本軍の占領は、食糧の徴発などによって食糧不足やインフレーションが生じ、苦しい生活を余儀なくされた一方、北京大学の教員や学生などを中心に激しい抗日闘争が展開された時期でもあった。
1945年8月の日本の敗戦により、占領状態は終結した。同年10月10日、故宮の太和殿において受降の式が催され、北支那方面軍司令官の中将根本博が中華民国第11戦区司令長官の孫連仲に投降書を手交し、淪陥期は終わった。

関連画像
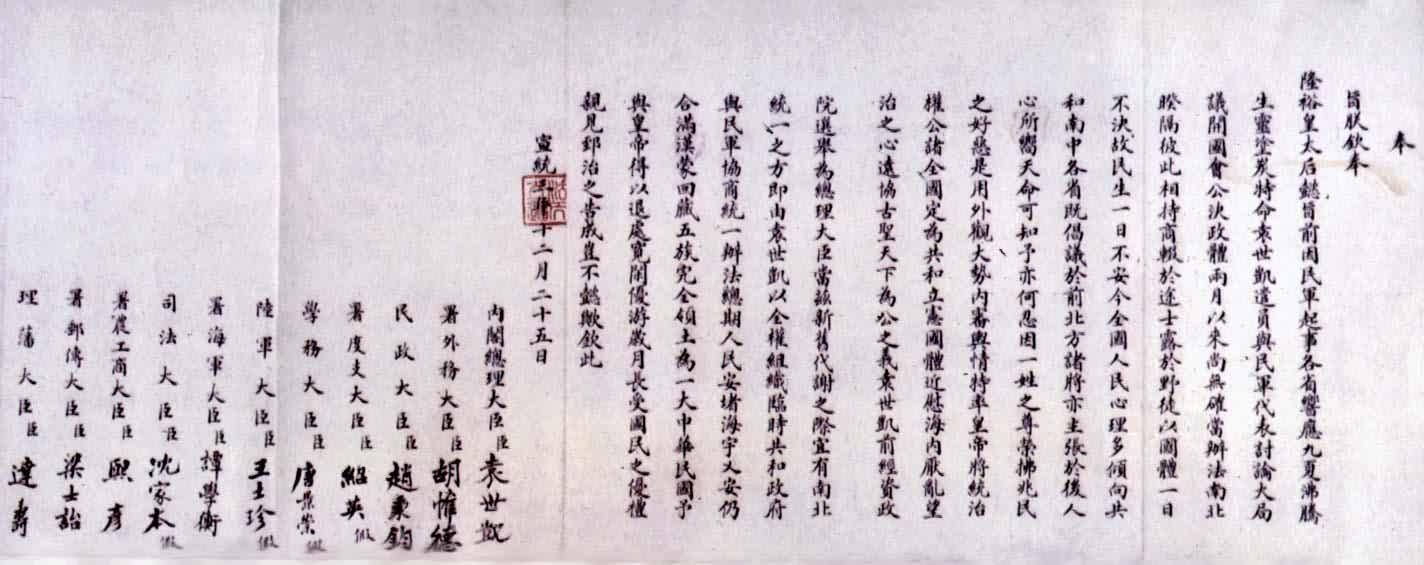
宣統帝退位詔書
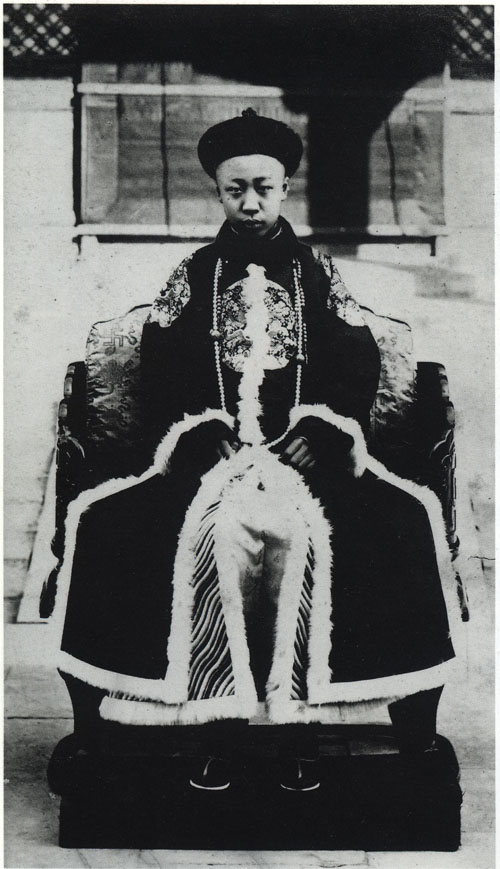
張勲復辟時の愛新覚羅溥儀
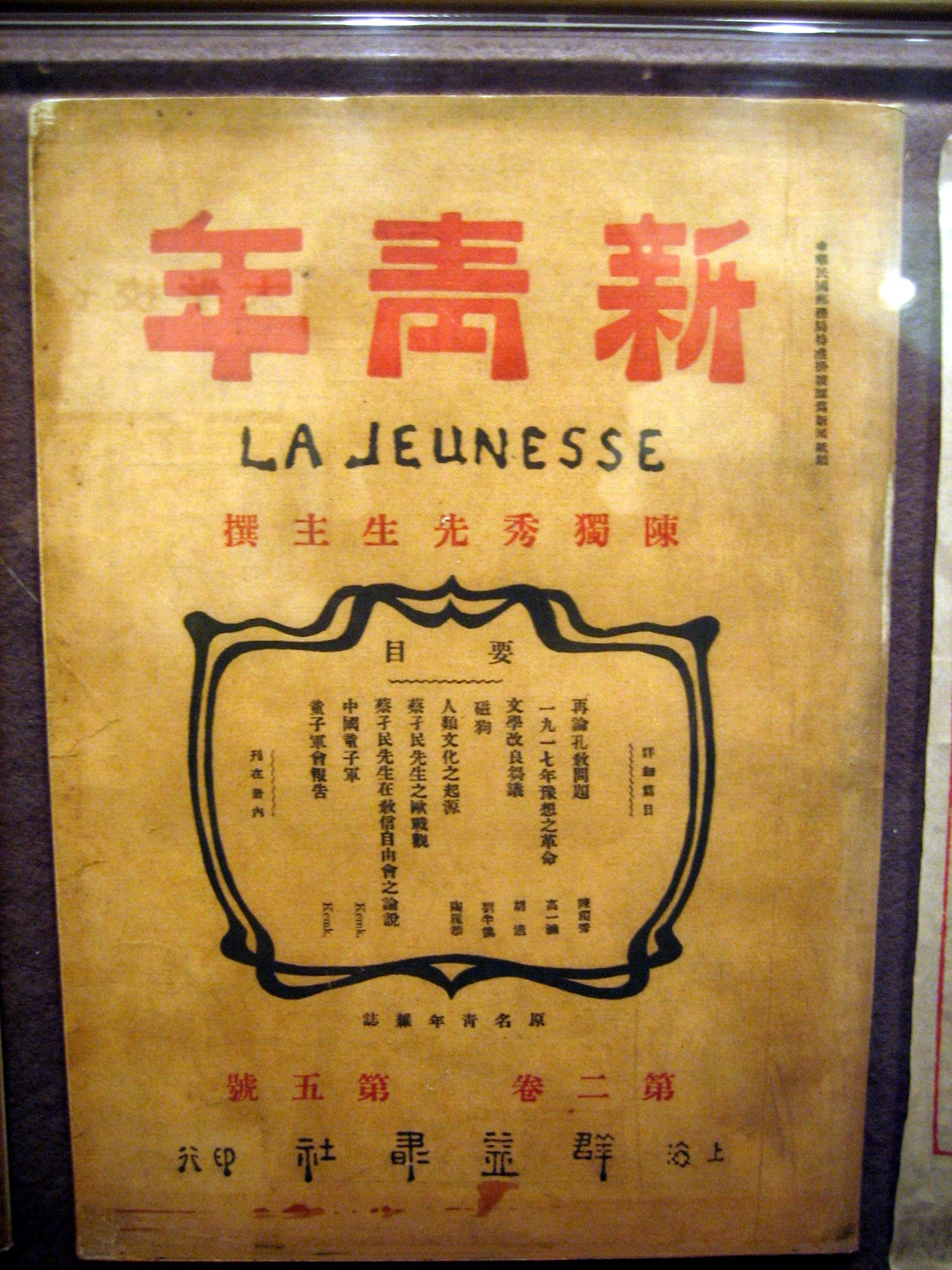
『新青年』表紙
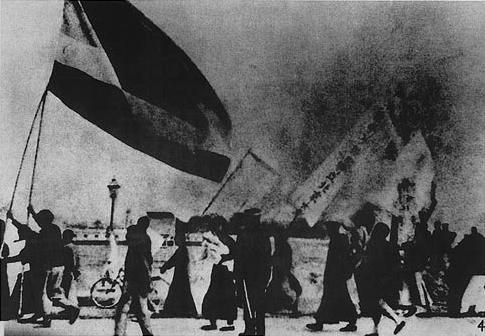
1919年、デモ行進する北京大学生（五四運動）
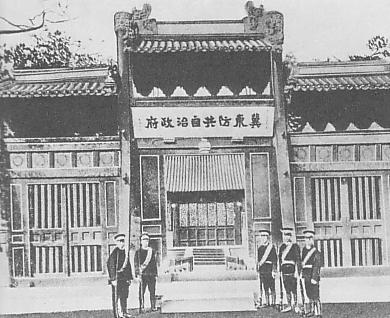
冀東防共自治政府庁舎
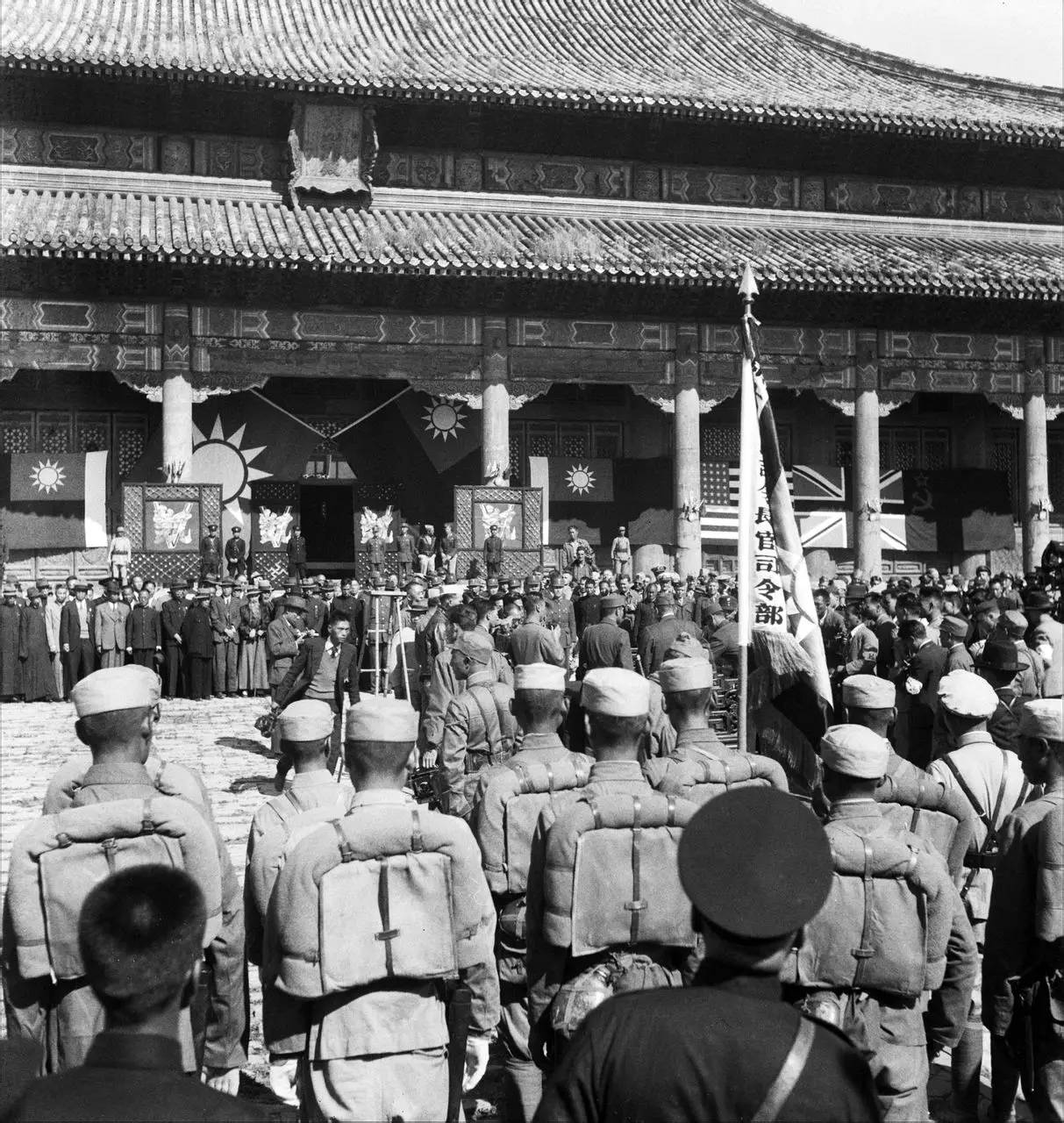
1945年10月10日、太和殿での受降式
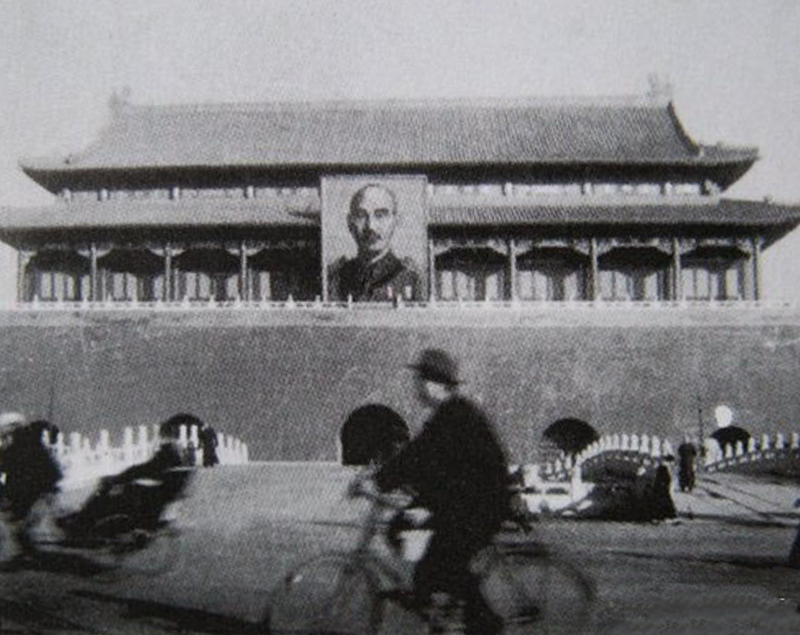
天安門広場に掲げられた蔣介石の肖像写真（1945年12月）

### 中華人民共和国時代

#### 毛沢東時代

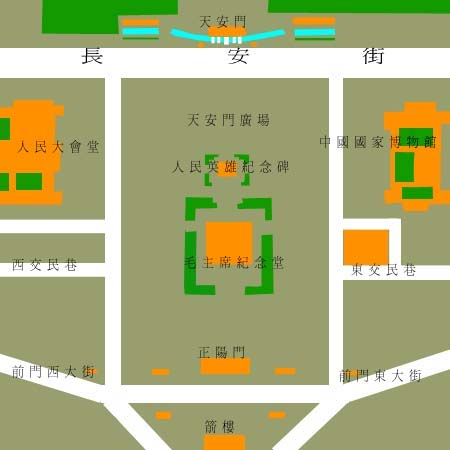
天安門付近の地図

1949年1月31日、北京は国共内戦（第二次）に勝利した中共軍によって無血開城された。中国共産党の周恩来はこの時、激しい攻城戦も覚悟したというが、国民党軍司令長官の傅作義は無血開城を決断した。9月27日の中国人民政治協商会議（参議院）第1回全体会議において、共産中国の首都を北平改め北京に置くことが決定された。国民党の勢力基盤であった江南の地を避けたともいわれるが、北京にはすでに北洋軍閥もなく、かつて孫文が懸念した封建制の残滓も抗日戦争と内戦によって一掃されたこともあって問題なく決まったとみられる。その4日後の10月1日、共産党の指導者毛沢東が天安門の楼上から中華人民共和国の成立を宣言した。毛を主席とする人民民主主義独裁の国家がここに成立した。政権の正統性の源泉は天子である皇帝から人民へと移ったものの、支配の象徴空間を中心として首都を構成する点では旧来の帝都の遺制を継承した。すなわち、明・清代の紫禁城を故宮博物院として過去に封印するとともに、かつての宮廷広場の壁をすべて取り壊して、以前よりも数倍も広い新たな人民広場（天安門広場）が再構築されたのである。そして、従来の南北を貫く中軸線に加え、新しく最大幅員120メートルの長安街が東西を貫く新しい中軸線として、1950年以降段階的に整備されていった。長安街に沿って、国務院・公安部・紡績部・炭鉱部・対外貿易部といった官庁が建てられ、建国10周年を記念して1958年から1959年にかけて建てられた人民大会堂・民族文化宮・歴史革命博物館（現在の中国国家博物館）・北京駅（新駅）など北京十大建築のうちの半数が長安街に面して建てられた。
首都北京の政府庁舎をはじめとする行政中心をどこに建設するかについては、梁啓超の長男で日本生まれの建築学者梁思成と梁の論文上の弟子である陳占祥が、旧城の保全、城外の新行政中心の造営など重要な点で意見が一致し、協力しあって、1950年に「梁陳方案」という具体案にまとめ、中共政府に提出した。それによれば、新しい行政の中心は現在の三里河路界隈に置くべしとされた。これに対し、北京を訪れたソビエト連邦の専門家たちは、経済性とスピードを重視して、行政の中心を天安門広場周辺もしくは旧城内に建設すべきことを提案した。ソ連にあってもモスクワ郊外に新都市を造るべきという専門家の意見があったが、ヨシフ・スターリンが退けており、その点ではソ連案はスターリンの見解でもあった。旧城の保全は二の次とされ、中ソ蜜月時代の当時にあって中共政府はソ連案を採用した。梁と陳はなおも建議文と計画案を自費出版して関係各位に送付したりしたが、かえって2人に対する包囲網が強化され、さらに孤立した。梁陳方案の不採用の背後には、毛沢東の個人的意向が反映していたのではないかという指摘もある。しかし、モスクワがそうしたように北京を消費都市から生産都市に改造するというソ連提案はのちに政府によって放棄され、梁らの反対を押し切って城壁は次々と取り壊され、行政中心をどこに置くかについては結局曖昧なままに放置されて、後世、梁らが懸念していた各種の都市問題はむしろ深刻化した。
1950年代前半、中国は戦前の農工業生産をこえたが、1956年に始まったスターリン批判に衝撃を受けた毛沢東が「百花斉放百家争鳴」を呼びかけると、強引な工業化・農業集団化に対する批判、さらに、自身も予想してもいなかった共産党批判・毛沢東権力への批判としてはねかえってきた。中国共産党は1957年6月8日を期して、百花斉放百家争鳴運動を「反社会主義の毒草」を一掃させるための反右派闘争へと急遽転換させ、多くの民主諸党派に属する人びと、著名な党員作家であった丁玲を含む知識人など、中共への疑義や批判を示した者すべてを「右派分子」として政治的に葬り去った。批判勢力に打撃をあたえた中国共産党は1958年、「衆人こぞって薪をくべれば炎も高し」との諺を引き、労働力の大量動員によって急激な社会主義建設をめざす「大躍進政策」を指示した。「15年でイギリスに追いつき追い越せ」という目標が掲げられ、人民公社設立が強力に推し進められた。全国の農村では「土法高炉」が建設され、これをもって「すべての農村が工場になる」ことがさかんに喧伝されたが、そこで生産された鉄は実際に役に立たないばかりではなく、市場価格よりはるかに高い代価を必要とするものであった。大躍進運動は多くの犠牲を払って失敗に帰し、多大な数の餓死者を生み、早くも翌1959年には社会的混乱と経済的困難にみまわれて政策転換が求められた。同年、政治責任を追及された毛沢東にかわって劉少奇が国家主席の座について政権を担当し、経済計画を見直して、より安定的な社会主義国家の建設をめざすこととした。なお、現代にあっても中華人民共和国では都市戸籍と農村戸籍が厳然と区別され、人びとに居住移転の自由などの基本的人権は認められていないが、これは、1950年代の都市における食糧難が都市・農村戸籍の施行と厳格な運用をもたらした結果であり、「都市と農村を分割する身分制度」といわれる。現代において、漢族である農民工に対する北京の住人の反応はきわめて拒絶的であり、それは異民族に対して以上である。現代中国は、こうした深い断絶を内側にかかえる社会である。
1965年11月、毛沢東側近の文芸評論家姚文元が「新編歴史劇『海瑞罷官』を評す」と題する論文を発表し、歴史学者としても有名であった北京副市長の呉晗を厳しく批判した。こうしたなか、有名な劇作家の田漢、歴史学者の翦伯賛も批判の対象となり、歴史学者郭沫若も自身の著作を焼き捨てる旨の自己批判を行った。呉晗への攻撃は、北京の知識人に対する批判へと拡大した。党主席にとどまっていた毛沢東は、1966年、中共軍を率いる林彪と結託し、劉少奇・鄧小平らを資本主義の復活をはかる修正主義者（走資派）と断罪し、中国全土にプロレタリア文化大革命をよびかけた。この大規模な大衆運動は、毛沢東に忠誠を誓う若い世代（紅衛兵）が中心となり、「封建的文化、資本主義文化を批判し、新しく社会主義文化を創生しよう」（「四旧打破」「破旧立新」）をスローガンに多くの党幹部や知識人を非難・攻撃し、追放した。伝統文化は徹底的に攻撃され、ことに寺院や教会などの文化財が破壊された。北京大学出身の若き女性ジャーナリストで党員だった林昭も「右派」のレッテルを貼られ、1968年4月、死刑に処せられた。同年には有名な女優であった孫維世も江青の個人的恨みから虐殺された。党組織もまた破壊され、劉少奇は失脚し、その後国家主席は廃止された。毛沢東側近として文化大革命の推進を担い、文革小組組長だった陳伯達が1970年に「大野心家・陰謀家」だとされて失脚し、1971年には政治的に敗北した林彪が搭乗機で墜落死するという林彪事件も起こっている。10年におよぶ文化大革命は中国内部に深刻な社会的混乱をもたらした。農村には、毛沢東の革命理論にもとづき、上山下郷運動（下放）として多くの学生が移住させられた。文化大革命のさなかに展開された奪権闘争や武闘で約2,000万人もの死者が出たともいわれている。経済活動は停滞し、文化大革命の時期に長安街につくられた大建築は、10年間で長距離電話局と北京飯店東館だけであった。1976年9月、毛沢東が死去すると、ただちにその後継権力をめぐる闘争が顕在化し、いわゆる「四人組」（王洪文、張春橋、江青、姚文元）が一網打尽に逮捕されるという北京政変が起こり、華国鋒体制が成立した。

関連画像
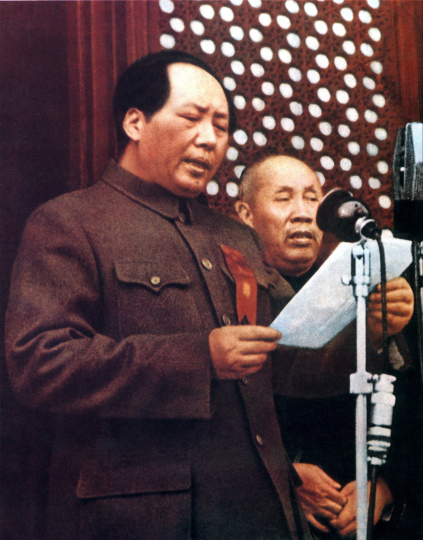
1949年10月1日、天安門で中華人民共和国の成立を告げる毛沢東
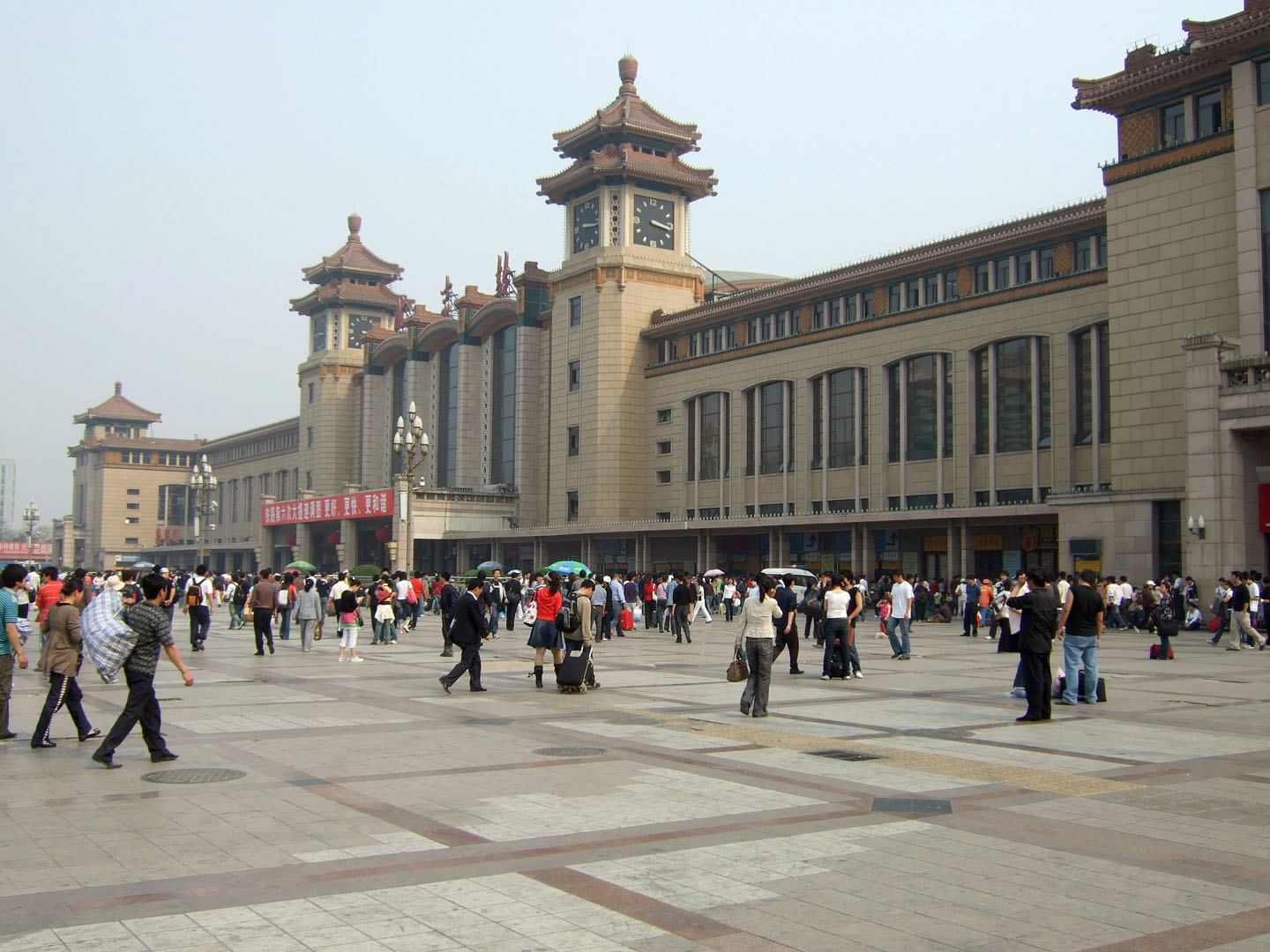
北京駅
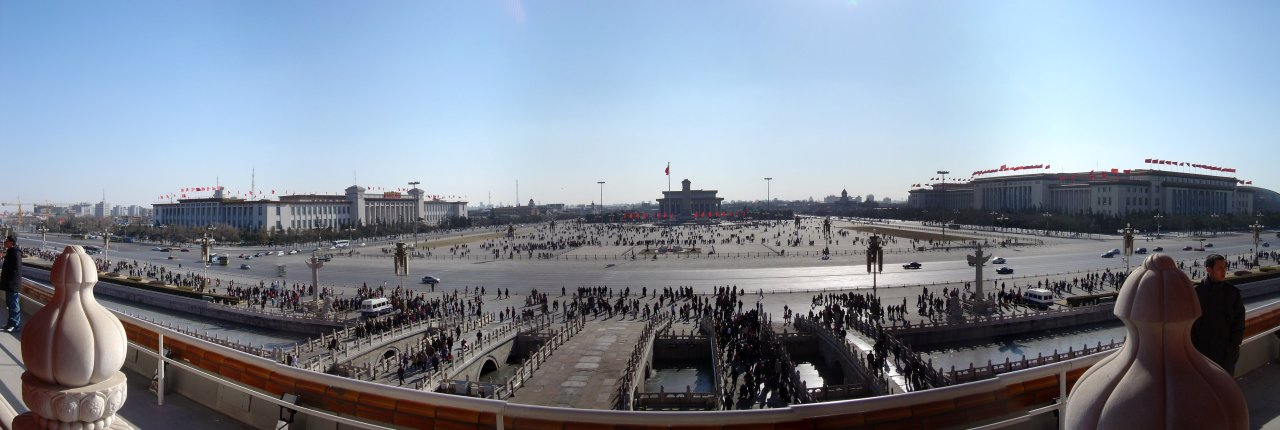
天安門から見た天安門広場全景
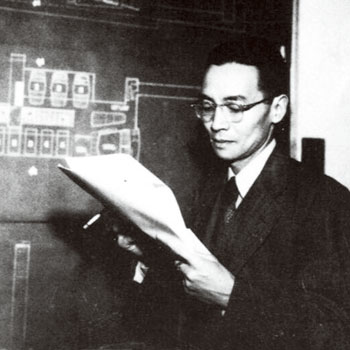
梁思成
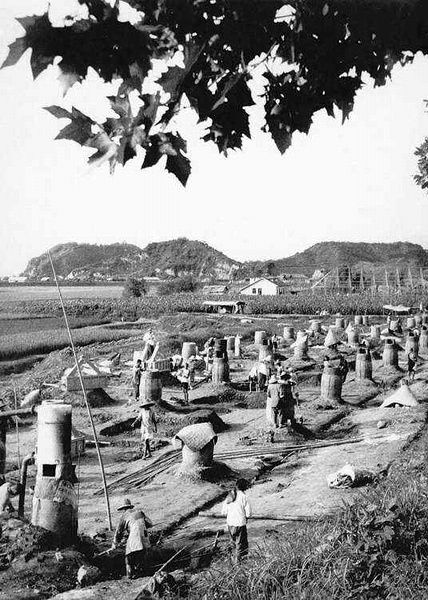
土法高炉
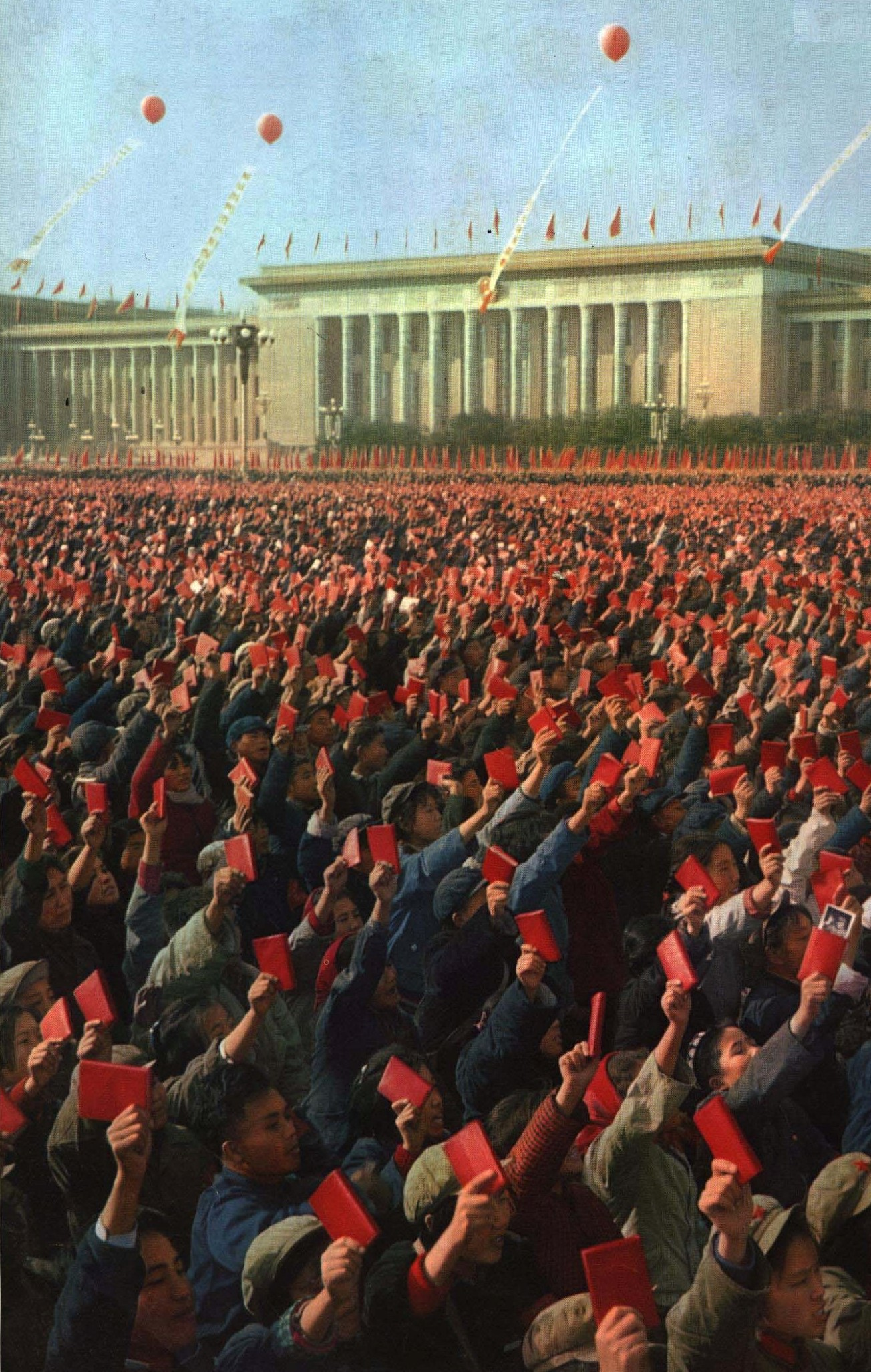
『毛沢東語録』を掲げる紅衛兵（1967年）
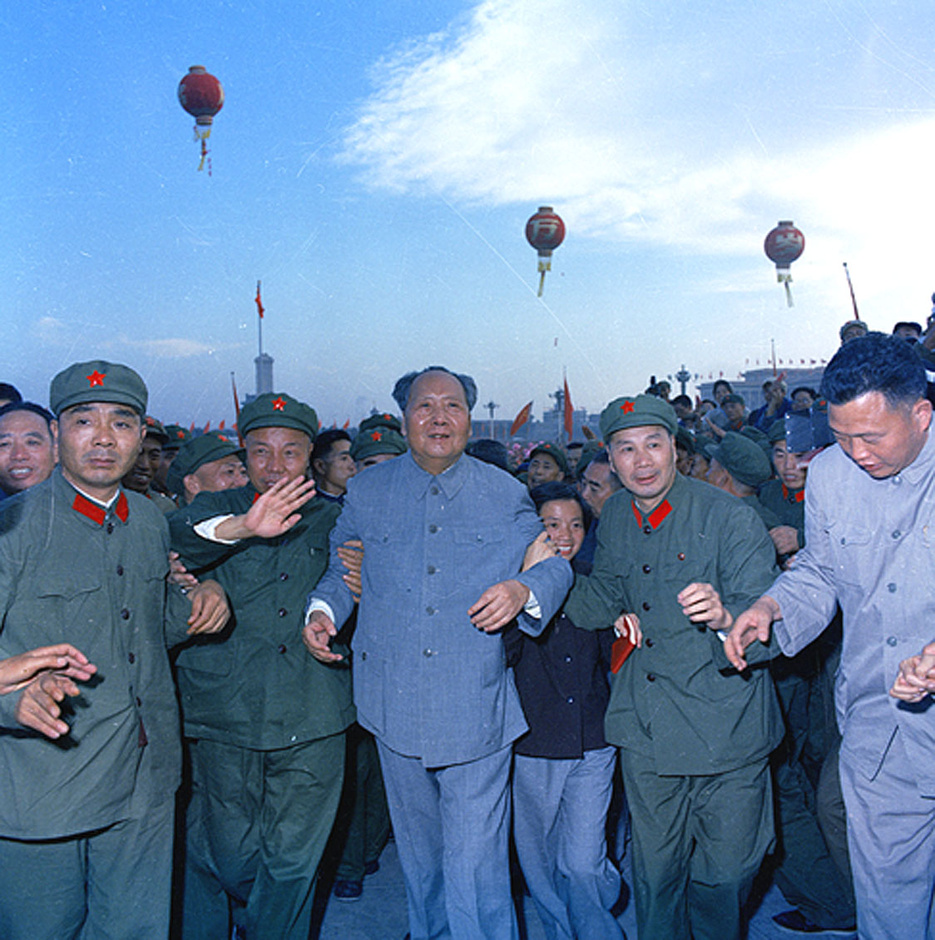
天安門広場で紅衛兵を接見する毛沢東（中央）と楊成武（右）・蕭華（左）
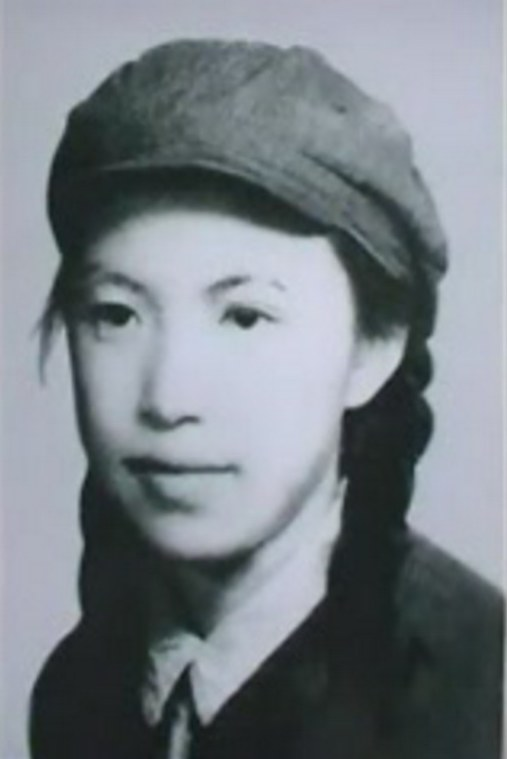
林昭
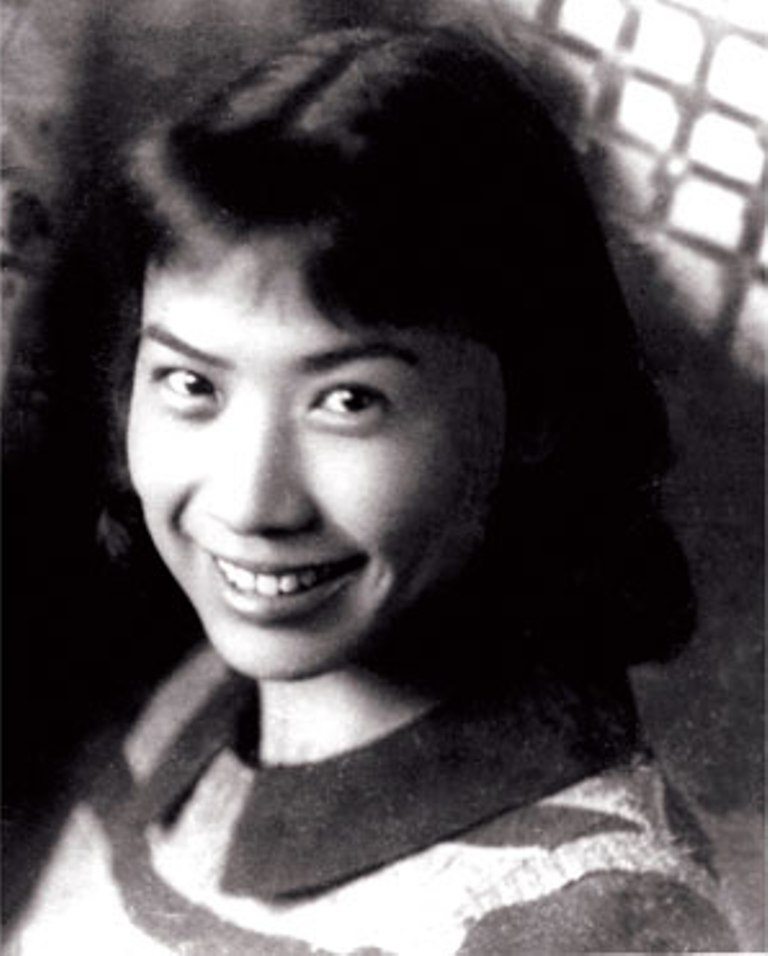
孫維世

#### 鄧小平時代

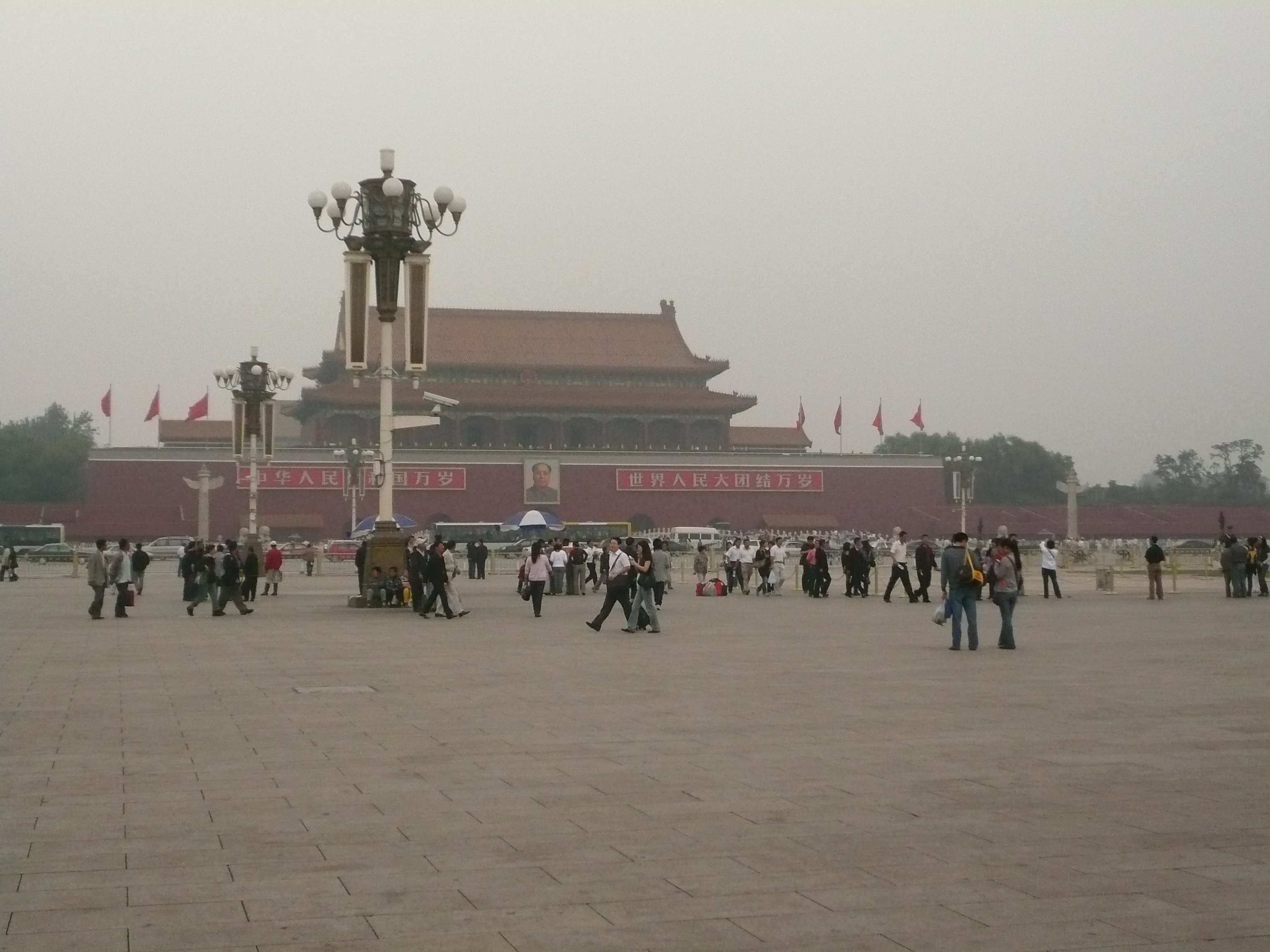
天安門付近の大気汚染

以後、鄧小平による改革開放路線で中国経済は回復してゆくのであった。
1977年の正式な文化大革命の終了後、中国経済は好転する。また、大国・中国の首都として北京の経済も発展、1990年代の驚異的な経済成長を経た後の現在でも、発展は止まらず進展する現在を誇る。
また、現在も、行政区画上は直轄市であり、北京は中華人民共和国の首都としての地位を保ち続けている。2008年には念願の北京夏季オリンピックが開かれた。しかし、その一方で近年の深刻な大気汚染などの経済成長のマイナス面が懸念される。

関連画像
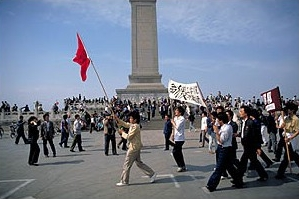
六四天安門事件
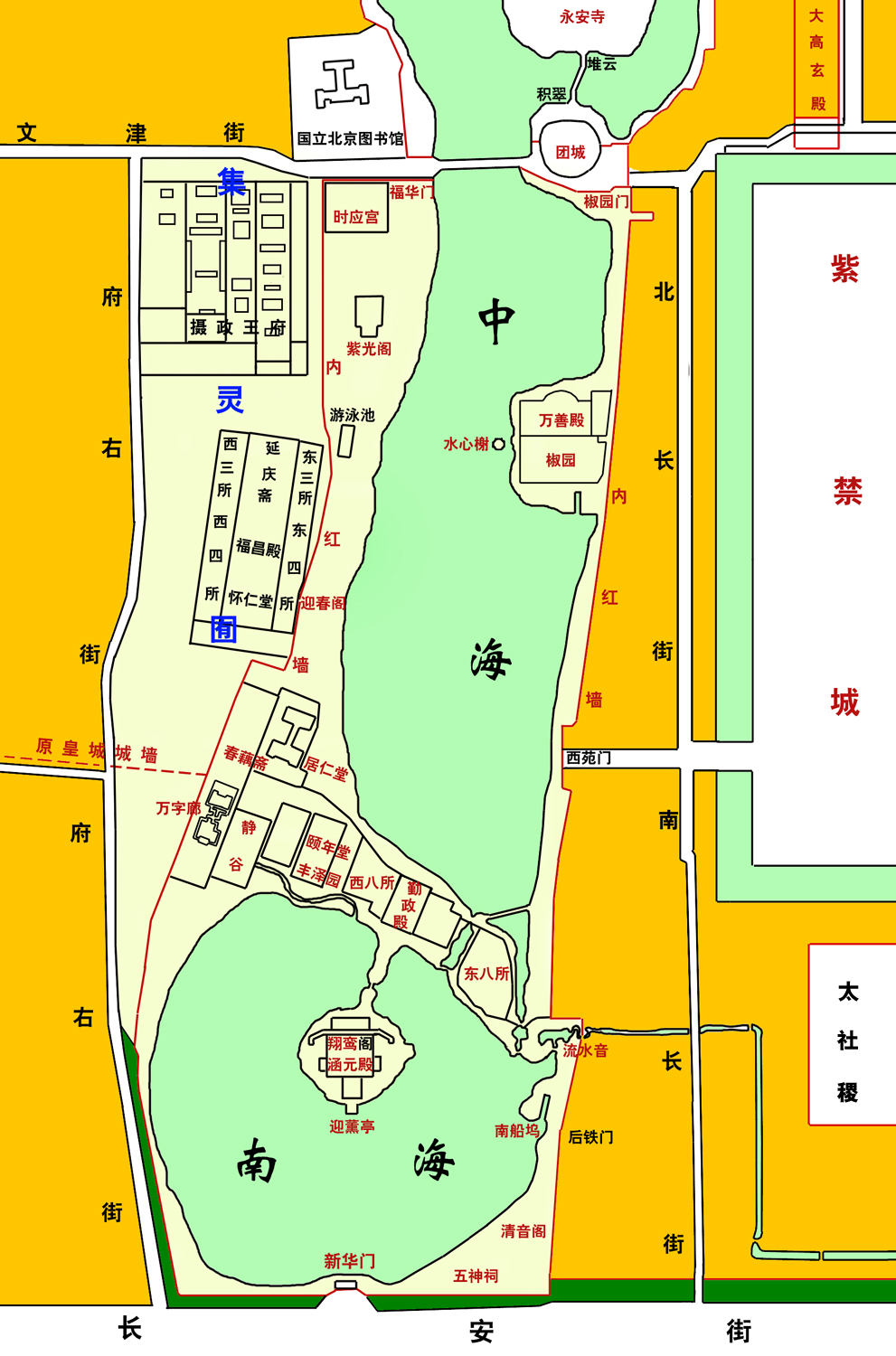
政府と共産党の所在地、中南海
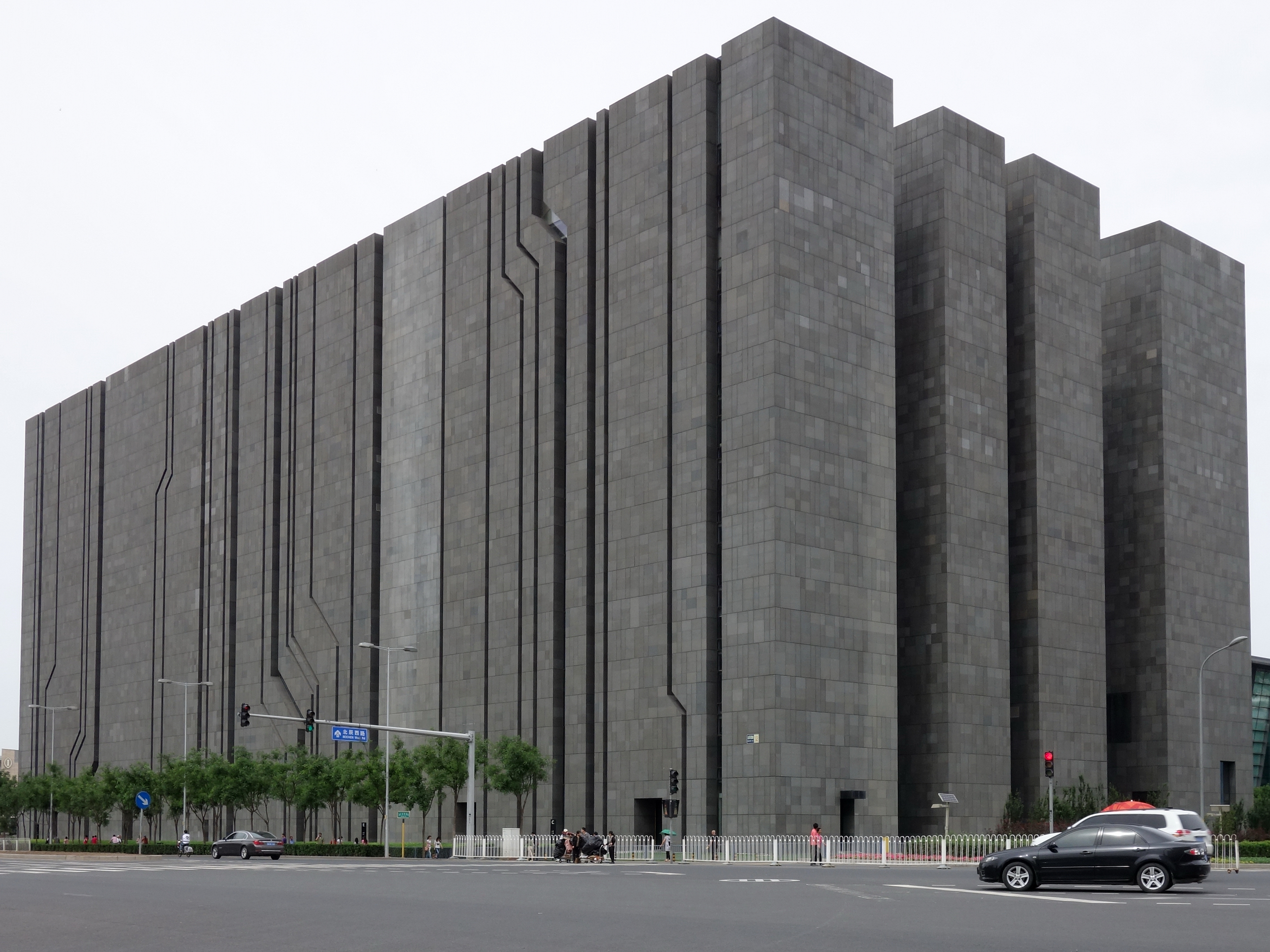
数字北京ビル
2008年北京五輪の競技会場
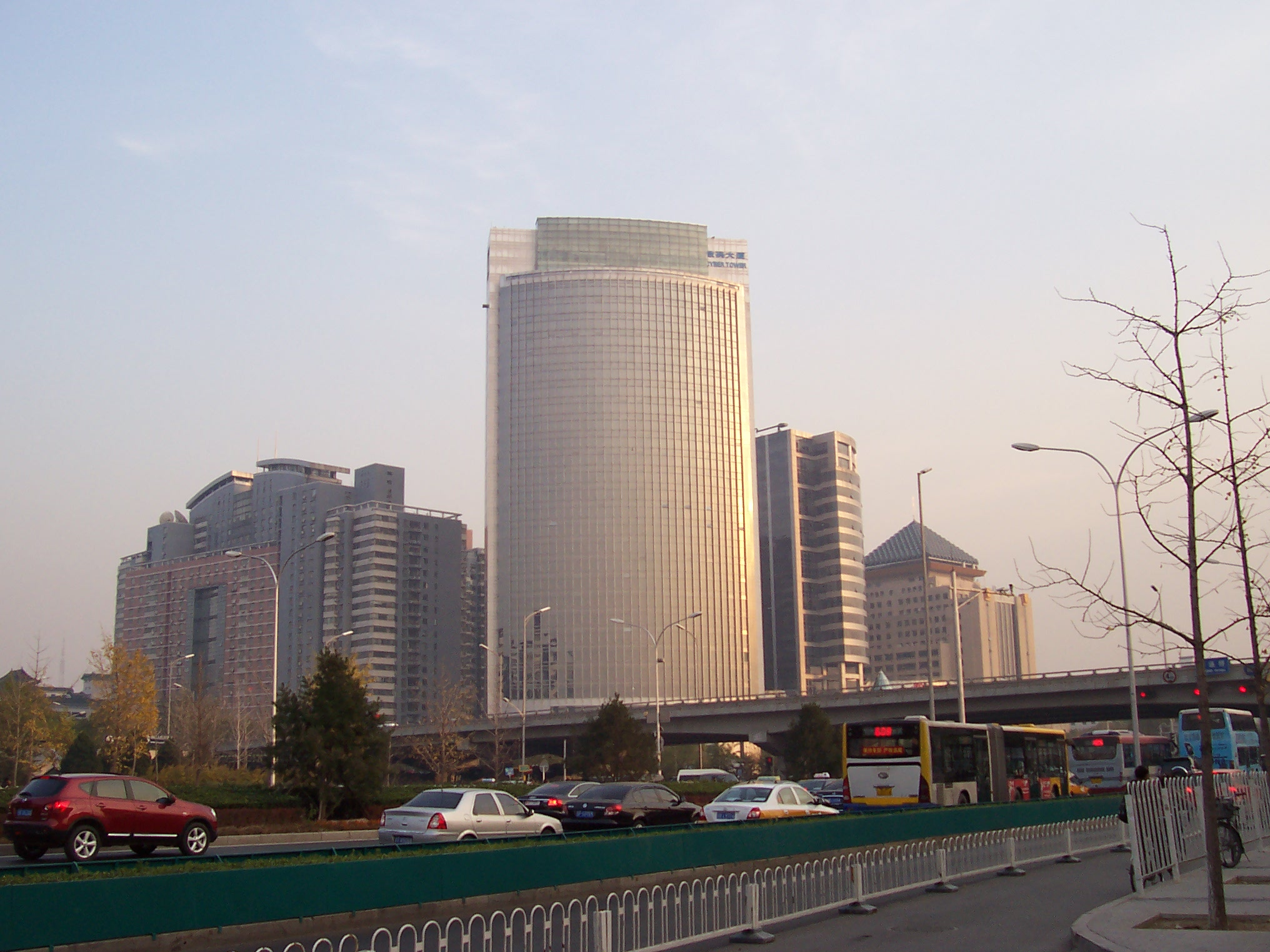
2022年に習近平を批判する横断幕が掲げられた四通橋